# Arequipa
Arequipa est une ville péruvienne, située dans la région sud du pays, qui sert à la fois de capitale à sa province et à son département éponyme. Avec une population de près de 1 195 700 habitants en 2025, elle se classe comme la deuxième agglomération du Pérou. Sur le plan politique, elle abrite le siège officiel du Tribunal Constitutionnel et est symboliquement désignée comme la "Capitale Juridique du Pérou",. Elle est également connue sous les surnoms de la "Cité Blanche" et du "Lion du Sud".
Géographiquement, Arequipa s'étend le long des deux rives du río Chili, couvrant la vallée d'Arequipa ou vallée du Chili. Cette région est protégée au nord et à l'est par la chaîne des Andes, et au sud et à l'ouest par des chaînes de collines côtières. Son agglomération englobe vingt-et-un districts périurbains.
La fondation de la ville remonte au 15 août 1540, sous le nom de "Villa Hermosa de Nuestra Señora de la Asunta de Arequipa". Elle a été élevée au rang de "Ville d'Arequipa" le 25 septembre 1541 par une ordonnance royale de Charles Quint. Durant la période coloniale, elle a gagné en importance en raison de son rôle économique majeur et de sa loyauté envers la monarchie espagnole,.
En tant que deuxième ville la plus industrialisée et économiquement active du Pérou, Arequipa a généré un PIB de 9 445 millions de dollars américains et un PIB par habitant de 18 610 dollars américains en 2015. Ses activités industrielles comprennent la production manufacturière, la fabrication de textiles en laine de camélidés, ainsi que la production et la commercialisation de concentrés de cuivre et de molybdène. La ville entretient des relations commerciales étroites avec le Chili, la Bolivie et le Brésil, et est reliée par le chemin de fer du Sud au port de Matarani, ainsi qu'aux villes de Cusco et de Puno.
Au début de l'ère républicaine, Arequipa a joué un rôle politique et économique majeur, se positionnant comme un contre-poids au pouvoir centralisateur de Lima au XIXe et au XXe siècle, et agissant comme une "deuxième capitale". Elle a été le théâtre de rébellions populaires, civiques et démocratiques, ainsi que le berceau de personnalités intellectuelles, politiques et religieuses de premier plan dans le pays. Arequipa a été le théâtre de plus de sept soulèvements ou révolutions depuis son indépendance jusqu'en 1850, et a accueilli le siège du gouvernement national à deux reprises. Lors du coup d'État de Salaverry, le président Orbegoso a établi son gouvernement dans la ville le 13 janvier 1835. Pendant le conflit armé avec le Chili, le président Lizardo Montero a proclamé Arequipa capitale du Pérou le 31 août 1882 et a convoqué un Congrès national le 28 avril 1883.
En 2000, l'Unesco a inscrit les 332 hectares du centre historique d'Arequipa sur la liste du Patrimoine Culturel de l'Humanité. Son riche patrimoine historique et monumental, ainsi que ses espaces scéniques et culturels, en font une destination touristique de renommée nationale et internationale. Dans cette zone historique, l'architecture religieuse coloniale et républicaine se distingue par un mélange de styles espagnols et autochtones. Cet héritage architectural a donné naissance à un style propre appelé "École Arequipeña", dont l'influence s'étend jusqu'à Potosí,.

## Éléments identitaires

### Blason

Blason héraldique de la ville d'Arequipa.

Le blason d'Arequipa présente une figure remarquable : un griffon tenant dans sa patte un drapeau sur lequel est inscrit « Charles V » ou « Du roi ». Ce blason a été accordé à la ville le 25 septembre 1541 par une Lettre Royale émise par le monarque Charles V.
L'écrivain péruvien Ricardo Palma, dans son livre « Tradiciones Peruanas », donne une perspective sur la disposition et la signification des éléments sur le blason. En se basant sur un chroniqueur avec une profonde connaissance de l'héraldique, Palma dans la tradition intitulée « Le filleul de la Providence », cite le chroniqueur de la manière suivante :

« Je ne sais rien d'héraldique, le démocrate qui écrit ces lignes s'en tient à l'explication que donne un chroniqueur sur une telle allégorie. Il dit que l'inscription sur le drapeau exprime la possession que le roi a prise d'Arequipa et qu'en plaçant celle-ci, non sous les pieds, mais dans la main du griffon, le monarque a voulu montrer son estime pour la ville, ne la piétinant pas comme une vassale, mais lui tendant la main comme une privilégiée. Si quelqu'un peut l'expliquer mieux, qu'il lève le doigt. »

— Ricardo Palma, Tradiciones Peruanas

### Drapeau
Le drapeau de la ville présente le blason sur un fond cramoisi. La couleur de l'étendard a, cependant, été sujet à débat parmi les historiens dans les années 1940. À cette époque, diverses publications scientifiques d'historiens ont cherché à résoudre cette controverse. Finalement, les historiens Francisco Mostajo et Víctor M. Barriga ont clairement confirmé la couleur cramoisie de l'étendard. Cette confirmation s'oppose à la couleur bleue, proposée par l'historien Víctor Benavente, qui coïncidait avec la couleur utilisée dans les activités sportives de la ville.
Le 2 septembre 1940, Francisco Mostajo, dans une lettre adressée au maire de la ville, insiste sur sa position concernant la couleur de l'étendard. Il fonde ses affirmations sur l'« Acte du serment du Roi Charles III » du 11 août 1788. Le 23 septembre de la même année, le père Víctor M. Barriga, à travers le journal catholique « El Deber », publie un document contenant une description de l'étendard royal d'Arequipa trouvé dans l'« Acte du 3 septembre 1789 ». Les deux documents confirment que la couleur de l'étendard de la ville est cramoisie et que son origine remonte à l'étendard colonial.
L'étendard est décrit comme il est cité :

« Pour la célébration des fêtes royales de proclamation et de serment du roi Charles IV, l'Illustre Conseil Municipal avait fait préparer à l'avance un nouvel étendard de velours cramoisi, avec les armoiries des Arreas Reales et de la Ville, garni de surpiqûres d'or, lequel était attaché à un mât minutieusement travaillé, couronné d'une pointe d'éperon, d'où pendaient deux cordons de soie cramoisie avec leurs houppes, qui faisaient un jeu délicat. Un dais, des tapis de siège, des coussins et des bancs garnis de franges et de cordons d'or. »

— Serment, proclamation et fêtes populaires organisés dans cette ville par l'Intendant D. Antonio Álvarez y Jiménez et l'Alférez Royal D. Manuel Flores del Campo en hommage au Roi Charles IV, à l'occasion de son élévation au trône d'Espagne

### Hymne
L'hymne de la ville est appelé « Hymne du IVe Centenaire », dont les paroles appartiennent à Emilio Pardo del Valle et la musique à Aurelio Díaz Espinoza. Les deux auteurs ont remporté le concours pour la création des paroles et de la musique de l'hymne de la ville. Le concours a été organisé par le conseil municipal en 1939, à l'occasion des célébrations du quatrième centenaire de la fondation de la ville, et le prix a été décerné en 1940. Depuis lors, l'hymne est chanté lors de toutes les cérémonies civiques organisées dans la ville.[réf. nécessaire]

## Histoire
Parmi les multiples étymologies qui existent pour expliquer le nom de la cité, une tradition quechua explique que le Sapa Inca Mayta Cápac (1230-1320) aurait accordé le droit de séjour à certains de ses sujets désireux de s'installer dans la vallée du Río Chili, en leur répondant; "Ari qhipay" ou "Ari, quepay" qui signifierait « Ici, vous restez ». Selon un autre conte similaire, mais de tradition aymara lorsque les premiers Européens sont arrivés dans la vallée, ils ont montré le sol du doigt pour demander le nom de la région, mais le chef local, ne comprenant pas ce geste, a supposé qu'ils demandaient la permission de s'asseoir et leur aurait répondu, « faites comme chez vous ».
Le patrimoine historique et monumental que la ville abrite et ses différents espaces scéniques et culturels en font une ville très visitée par le tourisme national et international. En son centre historique l'architecture religieuse vice-royale et républicaine, produit un mélange de caractéristiques espagnoles et indigènes, qui a constitué une école stylistique propre à la ville appelée « École Arequipeña » dont l'influence s'est ressentie jusqu'à Potosí en Bolivie.

### Les premiers occupants
Les trouvailles archéologiques indiquent que la vallée fertile où se trouve Arequipa a été occupée entre 5000 et 6000 av. J.-C.
Au XIIIe siècle, Mayta Càpac, le quatrième Inca, est séduit par la vallée d’Arequipa, habitée par des populations aymaras. Mais les Incas ne s'y installent pas encore.
Au XVe siècle, la région, alors toujours occupée par les Amérindiens aymaras, fut conquise par les Incas et servit de base importante de ravitaillement de produits agraires pour l'empire.

### Période coloniale
La ville moderne fut fondée le 15 août 1540 par Garcí Manuel de Carbajal, un émissaire du conquistador espagnol Francisco Pizarro, sous le nom de « Villa Hermosa de Nuestra Señora de la Asunta ». Le 22 septembre 1541, le monarque espagnol Charles V ordonne par décret royal de l'appeler « Ville d'Arequipa ». Le plan en damier du centre-ville est conçu. Un an plus tard, Charles V d'Espagne l'élève au rang de ville et lui confère les armes qu'elle conserve toujours aujourd'hui. L'arrivée de l'influence espagnole laissa de nombreuses reliques et l'architecture coloniale, ce qui rappelle au visiteur le passé colonial de cette ville, lorsqu'elle était la plus peuplée de l'ensemble du territoire du Pérou.
Les années d'après 1540, la priorité est de fonder des monastères. Les séismes de 1582 et 1600 détruisent les constructions. En 1595 commence l’édification de la Compania de Jesùs, le premier monument important réalisé principalement en sillar.
Pendant la période vice-royale, elle acquiert de l'importance en raison de son rôle économique exceptionnel et se caractérise par le loyalisme envers la couronne espagnole. Cela lui vaut de recevoir les titres de « très noble et très loyale » et « fidélissime citée » décernés par la couronne.

### Période républicaine
Selon l'historien José Agustín de la Puente Candamo, l'indépendance a été vécue, à Arequipa ainsi que dans toutes les provinces du Pérou, comme une guerre civile, avec ses partisans progressistes et ses opposants conservateurs. La ville a donc aussi été le centre de rébellions populaires, civiques et démocratiques. Elle a également été le berceau de personnalités intellectuelles, politiques et religieuses exceptionnelles du pays.[réf. nécessaire] À l'époque républicaine, elle reçut le titre de « ville héroïque des libres d'Arequipa ».
En 1870, la construction d’une voie ferrée vers la mer favorise le développement de la ville, qui devient un grand centre d’exportation des laines de mouton, alpagas et vigognes vers l’Angleterre.

### XXesiècle-XXIesiècle
En 1917 Arequipa n’a encore que 44 200 habitants. Le début du XXe siècle commence par une série de coups d'État. Tout d'abord le 22 août 1930 avec le lieutenant-colonel Luis Miguel Sánchez Cerro proclamé Chef Suprême et força la démission du Président Augusto B. Leguía, et le 27 octobre 1948, lorsque le Général Manuel A. Odría forma un co-gouvernement et évinça le Président José Luis Bustamante y Rivero.
Après les années 2000, Arequipa est la seconde ville du Pérou. La majorité de la population est venue de la région du lac Titicaca. C’est la grande rivale de Lima la capitale, tant culturellement qu’économiquement (mines or argent zinc cuivre, laine…)
Des manifestations hostiles au projet de privatisation de deux compagnies d'électricité tournent à l'émeute à Arequipa, deuxième ville du pays, en juin 2002. L'état d'urgence est déclaré par le gouvernement.

## Géographie
L'écrivain et ancien président de la République du Pérou de 1945 à 1948 José Luis Bustamente y Rivero (1894-1989) dit de la ville : « Ville et campagne hors du désert, géographiquement parlant, Arequipa entre donc dans la catégorie des oasis: une ville dans une île de verdure. Tout est aride autour d'elle, d'un côté les montagnes solitaires et silencieuses, de l'autre les pampas rudes et dénudées. ».

### Situation
La ville est située dans la Sierra à une altitude moyenne de 2 328 m, au pied des impressionnants volcans Pichu Pichu (5 664 m), Misti (5 825 m) et Chachani (6 057 m), dans les Andes péruviennes. La partie la plus basse de la ville est à une altitude de 2 041 m dans le secteur appelé Huayco dans le district d'Uchumayo et la plus haute est située à 2 810 m.

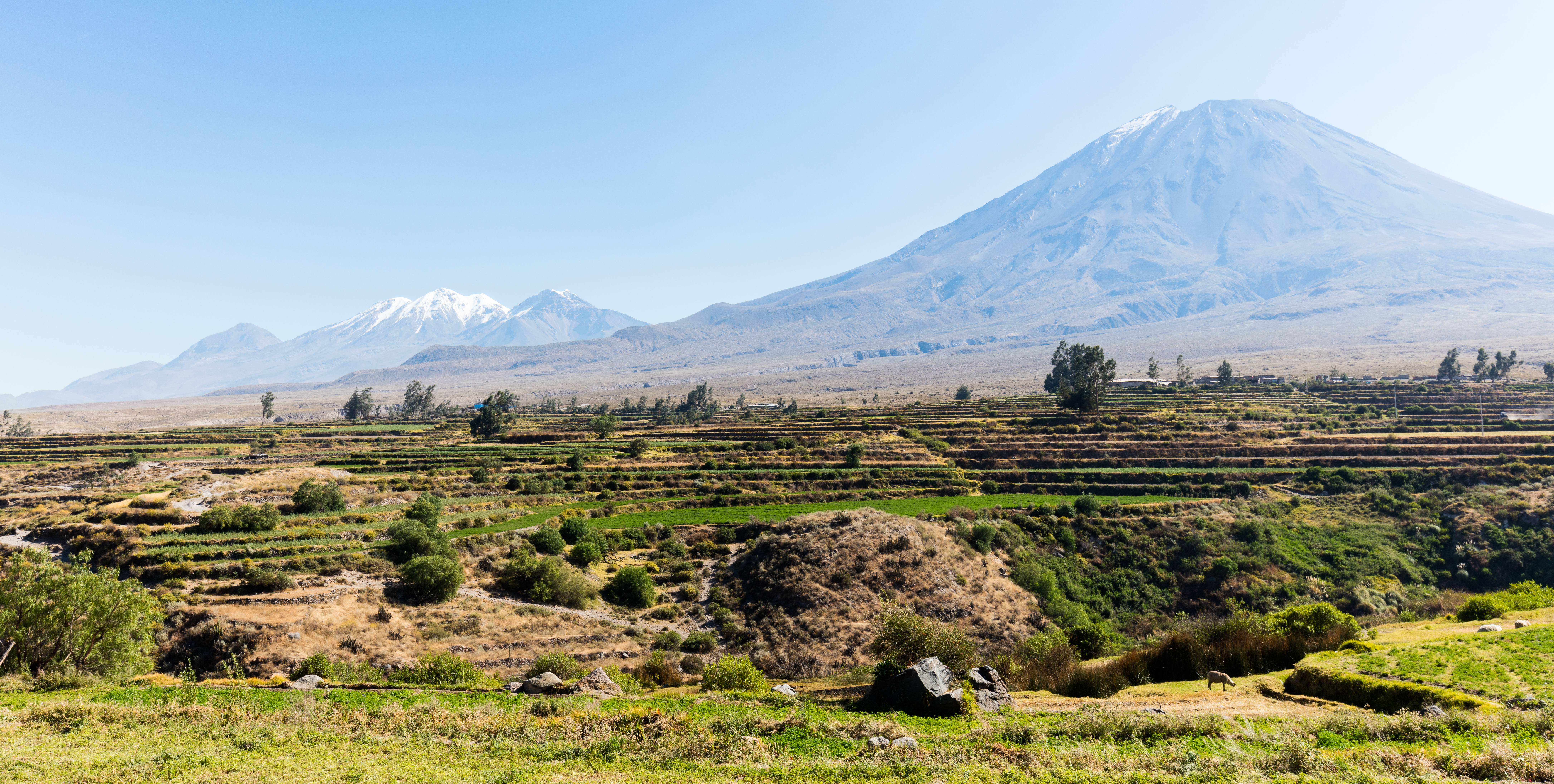
Vue sur le Misti, la ville d'Arequipa et la vallée du río Chili.

La partie centrale de la ville est traversée par la rivière Chili du nord au sud-ouest qui forme sur son chemin une vallée, appelée vallée d'Arequipa ou vallée du río Chili, protégée au nord et à l'est par la ceinture de la cordillère andine et vers le sud et à l'ouest à travers les basses chaînes de collines.
La vallée joue un rôle déterminant, car elle s'ouvre vers le littoral du Pacifique et sur les montagnes, ainsi que par sa condition d'oasis entre le désert de sable et la puna de montagne. Cette situation intermédiaire à l'articulation des systèmes de communication et des climats a favorisé son développement.
Elle est surnommée La Cité Blanche car la plupart de ses monuments sont construits en pierre volcanique blanche : l'ignimbrite (communément appelé sillar), ce qui lui donne son cachet si particulier.
Cette pierre provient d’une éruption particulièrement violente d'un volcan situé près de l'emplacement actuel du Chachani, il y a deux millions d’années. Un grand volume de magma submergea toute la région d’Arequipa. La solidification de ces dépôts permit ensuite à la pierre de devenir suffisamment compacte pour être utilisée en construction. 3 carrières de sillar sont encore exploitées au XXIe siècle.
La ville est dominée par une série de cônes volcaniques qui forment des montagnes enneigées, ce qui lui vaut un terrain accidenté, des rivières souvent impétueuses et d'épaisses couches de lave volcanique qui couvrent de vastes zones de son territoire.

### Climat
Le climat est tempéré aride (BWk sur la classification de Köppen), avec une température moyenne d'environ 14,5 °C, des précipitations de 75 à 100 mm par an. Le climat de la ville est principalement sec en hiver, automne et printemps en raison de la faible humidité atmosphérique, il est également aride en raison de la rareté de fortes précipitations et tempéré en raison des conditions thermiques. Il est dépourvu des rigueurs de l'hiver et des étés écrasants de la côte, une situation qui assure 300 jours d'ensoleillement et 4 000 h d'exposition au soleil par an qui justifient son surnom de « Ville du ciel bleu éternel ».

#### Température
Tout au long de l'année, les températures ne dépassent pas 25 °C. La saison des pluies s'étend de décembre à mars et se traduit par la présence de nuages l'après-midi et de faibles précipitations. En hiver (juin, juillet), le temps devient plus froid et la température descend à une moyenne de 6 °C, mais le temps sec permet de ressentir le froid moins intensément.

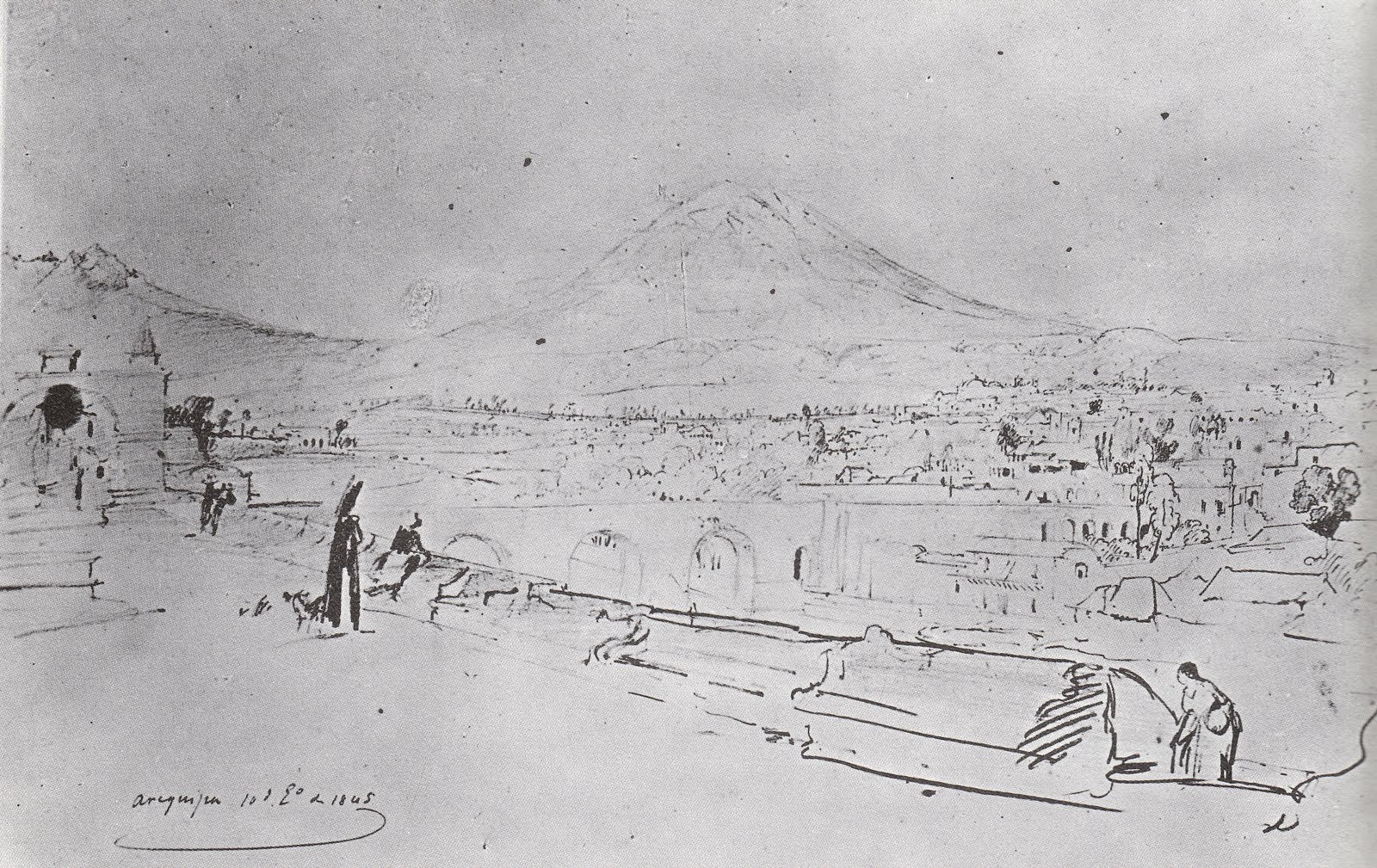
Vue d'Arequipa, dessin réalisé par Johann Moritz Rugendas en 1845.

#### Humidité
L'humidité relative moyenne est de 46 %, avec un maximum moyen de 70 % en saison estivale et un minimum moyen de 27 % en automne, hiver et printemps selon les données de la station météorologique de l'hôpital de Goyeneche. Les vents sont influencés par un système de vents locaux et par le passage de systèmes frontaux de basse pression atmosphérique, qui sont conditionnés par la configuration topographique qui entoure la vallée où se trouve la ville. Les vents se produisent principalement la nuit et tôt le jour, il y a des brises de montagne qui ont une direction nord-est et pendant la journée les brises de vallée avec une direction sud-ouest prédominent. La vitesse du vent tout au long de la journée oscille entre 1,5 et 2,5 m/s (de 5 à 9 km/h).

#### Radiation solaire
Le rayonnement solaire global enregistré dans la ville varie de 850 à 950 W/m2, considéré comme l'un des indices de rayonnement les plus élevés d'Amérique du Sud et le plus élevé enregistré au Pérou. Ce phénomène est dû à la proximité de la zone d'influence du désert d'Atacama et à la pollution.

#### Statistiques
| Mois                                      | jan.  | fév.  | mars  | avril | mai   | juin | jui.  | août | sep. | oct.  | nov. | déc.  | année |
| ----------------------------------------- | ----- | ----- | ----- | ----- | ----- | ---- | ----- | ---- | ---- | ----- | ---- | ----- | ----- |
| Température minimale moyenne (°C)         | 8,5   | 8,7   | 8,3   | 7,1   | 6,2   | 5,4  | 5,2   | 5,4  | 6,2  | 6,4   | 6,6  | 7,6   | 6,8   |
| Température moyenne (°C)                  | 15,3  | 15,1  | 15,1  | 14,7  | 14,1  | 13,6 | 13,2  | 13,6 | 14,7 | 14,7  | 14,6 | 15,2  | 14,5  |
| Température maximale moyenne (°C)         | 21,8  | 21,4  | 24,2  | 24,7  | 22,3  | 21,7 | 21,7  | 22,2 | 22,7 | 22,8  | 22,7 | 22,5  | 22,5  |
| Record de froid (°C)                      | 0,9   | 0     | 0     | −2    | 0     | −1,1 | −3,7  | −0,2 | 0    | 0,1   | 0    | 2     | −3,7  |
| Record de chaleur (°C)                    | 29,5  | 29,7  | 26,6  | 26,4  | 32    | 26,2 | 28    | 26,8 | 27   | 26,1  | 27,8 | 27,2  | 32    |
| Ensoleillement (h)                        | 223,2 | 189,3 | 244,9 | 294   | 288,3 | 291  | 291,4 | 310  | 297  | 303,8 | 309  | 291,4 | 3 333 |
| Nombre de jours avec ensoleillement ≥ 5 h | 7,2   | 6,7   | 7,9   | 9,8   | 9,3   | 9,7  | 9,4   | 10   | 9,9  | 9,8   | 10,3 | 9,4   | 9,1   |
| Précipitations (mm)                       | 27,5  | 39,9  | 20,6  | 0,6   | 0,1   | 0,1  | 0     | 1    | 0,8  | 0,2   | 1    | 4,7   | 8     |
| Nombre de jours avec précipitations       | 4,8   | 5,6   | 4,5   | 0,4   | 0,1   | 0    | 0     | 0,1  | 0,3  | 0,1   | 0,2  | 1,6   | 17,7  |
| Humidité relative (%)                     | 52    | 59    | 58    | 48    | 41    | 45   | 44    | 43   | 42   | 39    | 39   | 43    | 46,1  |

## Organisation politique-administrative

### Siège de la Cour Constitutionnelle
La ville est le siège officiel de la Cour Constitutionnel et est considérée comme la « Capitale juridique du Pérou ». Ce tribunal suprême autonome est chargé de l'interprétation et du contrôle de la constitutionnalité. Doté d'une autonomie uniquement définie par la Constitution et sa propre loi organique, le Tribunal a le pouvoir de tenir des sessions décentralisées dans n'importe quel endroit de la République, à condition d'avoir l'accord majoritaire de ses membres.
Initialement, lors de l'Assemblée constituante de 1978, il a été décidé qu'Arequipa serait le siège du « Tribunal des garanties constitutionnelles », comme stipulé à l'article 304 de la Constitution nationale du Pérou de 1979 : « Le Tribunal des garanties constitutionnelles a son siège dans la ville d'Arequipa ». Cette décision s'inscrivait dans le projet décentralisateur proposé par Manuel Seoane Corrales, candidat à la première vice-présidence, qui avait initialement suggéré qu'Arequipa abriterait la « Cour supérieure de justice ». Bien que ce projet initial ait été suspendu en raison d'un coup d'État militaire, il a été relancé pendant ladite assemblée.[réf. nécessaire]
Avec la promulgation de la Constitution politique de 1993, le « Tribunal constitutionnel » a succédé au « Tribunal des garanties constitutionnelles », Arequipa conservant son statut de siège conformément à sa loi organique.

### Administration locale

#### Municipalité provinciale
La Municipalité provinciale d'Arequipa exerce son autorité sur le territoire de la province d'Arequipa et du district éponyme. Cette institution est responsable de la promotion des services publics locaux et parmi ses fonctions notables figurent la formulation et l'approbation de divers plans de développement, tant urbains qu'économiques, en conformité avec les directives nationales et régionales.
Il est notamment de sa compétence de formuler et d'approuver le Plan d'aménagement territorial, le Plan de développement métropolitain, le Plan de développement urbain, le Plan de développement concerté, le Plan de développement économique, et d'autres en accord avec les plans nationaux et régionaux pour tous les districts de la province où se trouve la ville.
Le gouvernement de la ville est composé du Conseil municipal, qui est l'organe suprême de gouvernance, intégré par le maire qui le préside et les conseillers élus au suffrage direct. La Mairie est l'organe exécutif suprême de la Municipalité. Le maire en est le représentant légal et l'autorité administrative et politique supérieure.
| Domaine            | Zone urbaine                               | District                      | Capitale du district | Catégorie |
| ------------------ | ------------------------------------------ | ----------------------------- | -------------------- | --------- |
| Arequipa Métropole | Ville                                      | Arequipa                      | Arequipa             | Ville     |
| Arequipa Métropole | Ville                                      | Alto Selva Alegre             | Selva Alegre         | Ville     |
| Arequipa Métropole | Ville                                      | Cayma                         | Cayma                | Villa     |
| Arequipa Métropole | Ville                                      | Cerro Colorado                | La Libertad          | Village   |
| Arequipa Métropole | Ville                                      | Jacobo Hunter                 | Jacobo Hunter        | Ville     |
| Arequipa Métropole | Ville                                      | Mariano Melgar                | Mariano Melgar       | Village   |
| Arequipa Métropole | Ville                                      | Miraflores                    | Miraflores           | Village   |
| Arequipa Métropole | Ville                                      | Paucarpata                    | Paucarpata           | Village   |
| Arequipa Métropole | Ville                                      | Sachaca                       | Sachaca              | Villa     |
| Arequipa Métropole | Ville                                      | Sabandia                      | Sabandia             | Village   |
| Arequipa Métropole | Ville                                      | Quequeña                      | Quequeña             | Villa     |
| Arequipa Métropole | Ville                                      | Socabaya                      | Socabaya             | Village   |
| Arequipa Métropole | Ville                                      | Tiabaya                       | Tiabaya              | Ville     |
| Arequipa Métropole | Ville                                      | Yanahuara                     | Yanahuara            | Villa     |
| Arequipa Métropole | Ville                                      | José Luis Bustamante y Rivero | Ciudad Satélite      | Ville     |
| Arequipa Métropole | Zones urbaines conurbées ou semi-conurbées | Mollebaya                     | Mollebaya            | Village   |
| Arequipa Métropole | Zones urbaines conurbées ou semi-conurbées | Characato                     | Characato            | Villa     |
| Arequipa Métropole | Zones urbaines conurbées ou semi-conurbées | Chiguata                      | Chiguata             | Village   |
| Arequipa Métropole | Zones urbaines conurbées ou semi-conurbées | Uchumayo                      | Uchumayo             | Village   |
| Arequipa Métropole | Zones urbaines conurbées ou semi-conurbées | Polobaya                      | Polobaya Grande      | Village   |
| Arequipa Métropole | Zones urbaines conurbées ou semi-conurbées | Yarabamba                     | Yarabamba            | Villa     |
| Arequipa Métropole | Zones urbaines conurbées ou semi-conurbées | Yura                          | Yura                 | Village   |

### Morphologie et structure urbaine

#### Damier de base
Le 15 août 1540, un tracé de quarante-neuf « blocs ou îles » carrés est réalisé. La longueur des côtés est fixée à « 400 pieds castillans » (environ 112 m), chaque bloc étant séparé par des rues de « 37 pieds castillans » (10,30 m), ainsi le damier de base se caractérise par la perfection dans la disposition du quadrillage,.
L'écrivain Pedro Dávalos y Lissón, dans son livre La Primera Centuria recueille la description donnée par Paz Soldán en 1855 :

« Cette ville a été fondée par ordre de Francisco Pizarro et avec une fête solennelle le 15 août 1540. Son premier siège était derrière Caima, mais plus tard, il a été déplacé là où il est aujourd'hui, pour présenter plus d'extension et de confort. Lors de son dessin, on a veillé à ce que ses rues soient coupées à angle droit et dans une direction presque nord-sud et est-ouest, et que chaque bloc ait une longueur de 150 m et une largeur de douze mètres plus ou moins. Pour préserver la santé, le confort et la propreté, des fossés ont été creusés au milieu des rues, à la fois droits et transversaux, dont le canal est bien rainuré. Les rues qui vont d'est en ouest sont huit (les principales) et les autres aussi huit. Leurs trottoirs sont tous bien pavés d'une sorte de pierre volcanique blanche, appelée sillar, la chaussée restant pavée de galets. »

Ce strict ordonnancement montre que dès l'origine, les dirigeants de la « Villa Hermosa de Arequipa » avaient l'ambition de devenir les occupants de la capitale régionale, leur ville étant le lien entre Cuzco, Charcas (qui deviendra Sucre en Bolivie) et l'océan Pacifique. Et effectivement, Arequipa grâce à l'exploitation de la mine d'argent de Potosí, est devenue ce que l'on nommerait aujourd'hui un « grand centre logistique ».
L'implantation urbaine à côté du quartier actuel de San Lázaro, où fut érigé le premier couvent de la ville, occupait une superficie de 75 ha.
La place principale, située à trois pâtés de maisons de la rivière, occupait une position excentrique sur le damier de base et était, sur le modèle hispanique, le point focal de la ville. Les blocs étaient occupés par quatre ou huit lots et étaient répartis en fonction de leur importance par de nouveaux voisins. Avec le temps, certaines institutions religieuses sont venues occuper un bloc, comme le couvent de Santa Catalina et le monastère de San Francisco.

#### Époque républicaine

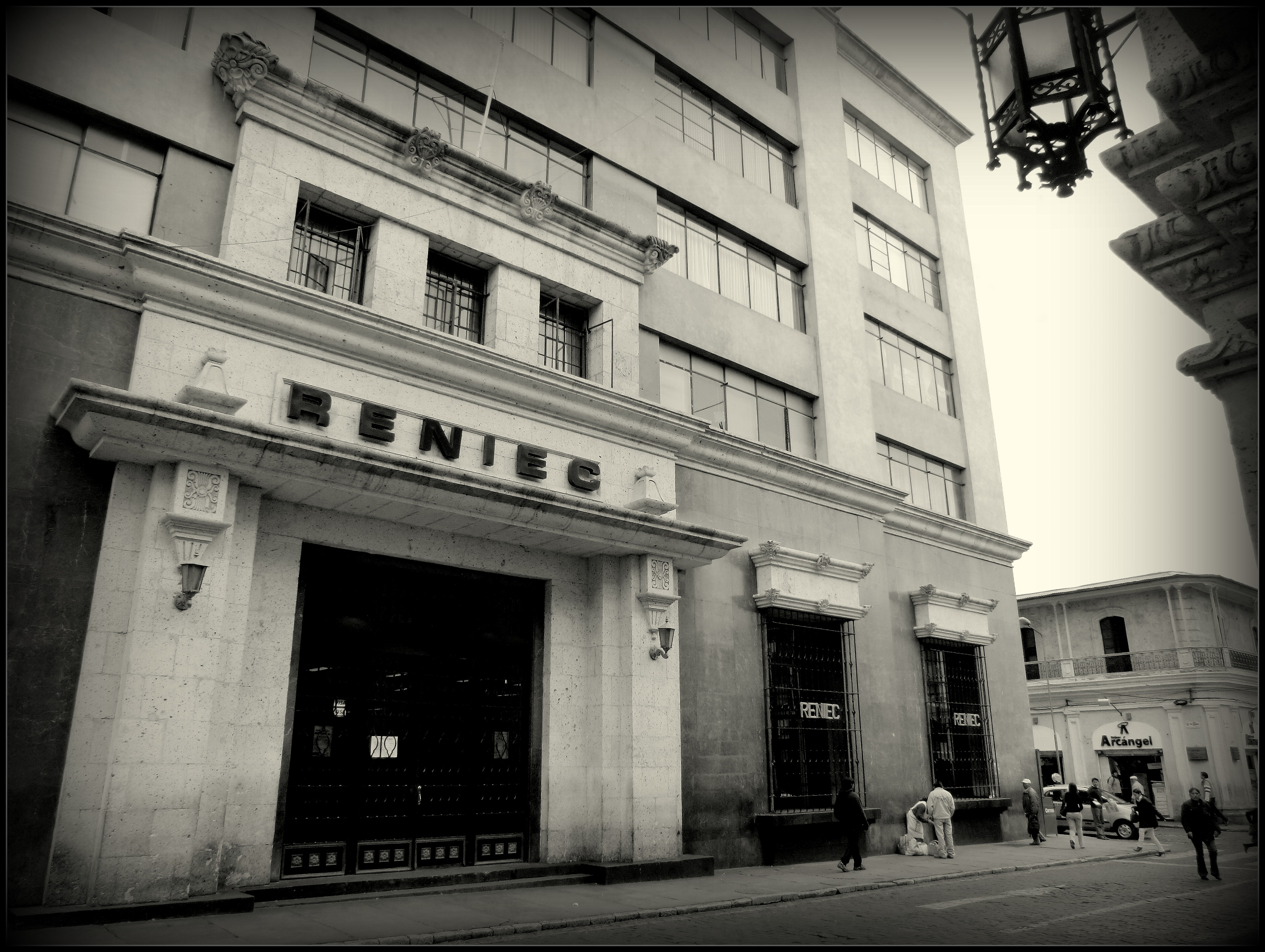
Bâtiment construit dans les années 1940 dans le style de l'architecture néocoloniale de l'école d'Arequipa datant de 1868.

À l'époque républicaine, on observe un processus de croissance similaire à celui de l'époque coloniale, où la zone urbaine s'est développée aux dépens de la campagne ; un processus qui s'est aggravé au cours des dernières décennies. La ville a également subi un processus d'expansion vers la zone est, de ce qu'on appelle maintenant le centre historique. De nouvelles avenues telles que le boulevard Parra et l'avenue Siglo XX ont été dessinées, le quartier bordé d'arbres d'El Vallecito a été créé, où il n'y avait que des cabanes dans les années 1940. La ville s'est aussi étendue au district de Yanahuara, où les pauvres occupaient les quartiers de Miraflores, Barrio Obrero et Jacinto Ibáñez.
L'architecture urbaine s'est développée avec de nouvelles infrastructures. Ainsi, le marché de la ville situé sur la Plaza de Armas a été déplacé au parc Duhamel et plus tard à son emplacement actuel dans le couvent de l'ordre des pères agonisants de San Camilo. Entre 1905 et 1910 l'hôpital Goyeneche a été construit, ainsi que des ponts pour relier le centre-ville au quartier de Yanahuara, comme le pont Grau.
En 1940, le premier projet d'agrandissement urbain et d'équipement est proposé. Ce plan envisageait la création d'un anneau de maisons plus grand que l'existant, consolidant un plan de croissance radial en termes de routes et concentrique en termes d'occupation du sol. Les quartiers de Cuarto Centenario et Selva Alegro sont créés. Une grande impulsion a également été donnée à l'équipement urbain avec la construction du théâtre municipal, de l'hôtel touristique, de la bibliothèque municipale, du théâtre Ateneo, de l'American Independence College et du campus de l'Université nationale de San Agustín.
Jusqu'à la fin des années 1950, deux facteurs ont considérablement modifié les tendances de la croissance urbaine, les tremblements de terre survenus en 1958 et 1960 et la sécheresse du haut plateau, qui a accéléré la croissance périphérique.
Au cours de cette période, le déplacement des secteurs résidentiels a commencé avec une plus grande intensité, le déplacement des industries qui étaient situées dans les quartiers Barrio del Solar et Barrio Obrero à la suite de la création du parc industriel, entraînant un processus d'externalisation du centre-ville vers des activités commerciales principalement dans le secteur informel. Un exemple de cet exode est le déplacement de certains établissements d'enseignement jusque-là situés au centre de la ville, comme l'Université nationale de San Agustín en 1962 et des secteurs résidentiels vers la périphérie, consolidant ainsi le centre de la ville comme un centre-ville commercial dynamique.

### Influence politique
Arequipa, pendant la période vice-royale, n'a jamais eu un statut officiel important, mais a plutôt prévalu en raison de son rôle économique exceptionnel. En effet, très tôt, elle a pu profiter de sa situation de carrefour continental sur la route de l'argent à l'époque coloniale et la route de la laine après l'indépendance. Cette position privilégiée lui a permis d'accumuler des fonctions administratives, commerciales et industrielles, et de forger des classes sociales locales engagées pour l'avenir de la ville.
Ainsi, lorsqu'on analyse l'émergence de partis et de tendances politiques qui ont joué un rôle central au Pérou, on constate qu'Arequipa a eu un rôle particulièrement important. Contrairement à la plupart des villes, Arequipa a contribué non seulement en donnant des cadres politiques ou des personnalités notables à la politique nationale, mais surtout parce qu'elle a été le théâtre de l'émergence de plusieurs mouvements politiques importants qui ont atteint une validité nationale.
Durant la deuxième décennie du XIXe siècle, une société de transition s'est forgée au Pérou car les piliers économiques sur lesquels la ville avait fondé son soutien - la fabrication de laine et le chemin de fer du Sud - ont commencé à décliner. Pour cette raison, Arequipa a commencé à produire une série de dirigeants politiques qui ont constitué une classe moyenne croissante de professionnels, d'intellectuels et de technocrates, attachés à défendre la légalité et à la stabilité économique. C'est aussi au cours de cette période qu'une augmentation démographique significative a eu lieu, à laquelle s'est ajoutée une participation politique exceptionnelle, ce qui a consolidé Arequipa à sa place de deuxième ville du pays, briguant en permanence la première place de Lima.
Dans cette période de transition ont émergé des mouvements intellectuels comme le Groupe Coven, dont la revendication se limitait à réclamer la décentralisation politique, négligeant d'évoquer les exigences de justice sociale, de réforme économique, de réforme agraire, qui a sombré à la suite de la Grande Dépression. Des leaders exceptionnels émergent également comme Víctor Andrés Belaúnde (es) (1883-1966) et José Luis Bustamante y Rivero (1894-1989), qui laisseront leur empreinte de constitutionnalistes résolus au début des années 1930 et de 1945 à 1948.

En 1950, l'avocat Francisco Mostajo Miranda (es) (1874-1953) un éminent libéral d'Arequipa depuis 1901, a mené une révolution à Arequipa contre la dictature du général Manuel Odría, en 1956, l'« Arequipa » de Fernando Belaúnde Terry a réussi à rassembler une grande partie des voix de la classe moyenne et en 1962 et 1963 l'« Action populaire » de Belaunde Terry, avec le soutien d'un autre parti d'Arequipa, « Démocratie Chrétienne », obtient un soutien si fort qu'il lui suffit pour obtenir la présidence du Pérou.

La politique à Arequipa dans les années 1950-1960.
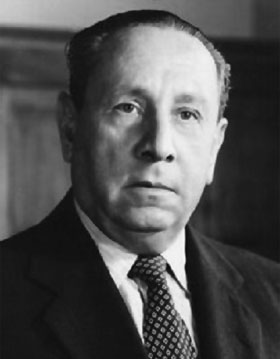
Manuel Odría en 1948.
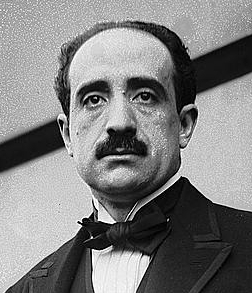
Víctor Andrés Belaúnde.
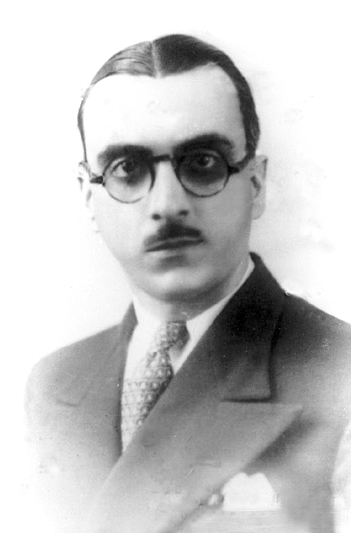
José Luis Bustamante y Rivero.
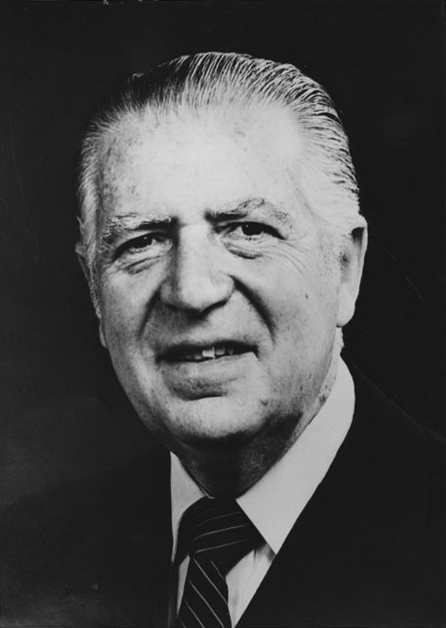
Fernando Belaúnde Terry en 1980.
Logo de l'APRA.

Avec un tiers de l'électorat allié à l'APRA, le lobby d'Arequipa et ses partisans à Lima et dans d'autres régions du pays sont devenus invincibles en 1945. Plus tard, alors que les idéologies de ces démocrates de centre-droit différent clairement de l'APRA, l'alliance s'est rapidement et définitivement effondrée.

### Tendance politique
Le point de départ de la voie politique suivie par Arequipa est marqué par la nouvelle bourgeoisie nationale, qui semble défier l'élite bourgeoise déjà existante au Pérou où il y avait une strate importante et croissante de personnes ayant des intérêts professionnels, administratifs et commerciaux.
À partir des années 1900, l'esprit rebelle d'Arequipa renaît sous la plume d'un groupe d'intellectuels, une nouvelle génération de libéraux caractérisée par l'anticléricalisme dans une société hautement catholique et par leur opposition au centralisme économique et politique du pays. Cette opposition d'Arequipa à la centralisation politique et économique du pays a naturellement conduit à une position constitutionnaliste dans les années 1930 et à l'adoption ultérieure d'idéologies chrétiennes-démocrates dans les années 1940 et 1950. Les avocats et l'Église projetaient une forte influence dans la politique d'Arequipa, ainsi que sur la classe moyenne qui avait obtenu une plus grande part de la prospérité économique déclinante dans le sud du pays.
Ces nouveaux intérêts clarifient les structures politiques dans le pays, dont la plus solide était celle d'Arequipa. Ce fort potentiel électoral au niveau national se traduisit dans la victoire écrasante de Fernando Belaúnde Terry aux élections présidentielles de 1956. La région du sud, dominée par la ville d'Arequipa, a ainsi une longue histoire de séparatisme d'avec la République du Pérou, et la classe supérieure d'Arequipa au XXe siècle a conservé son identité régionale distincte.

### Soulèvements

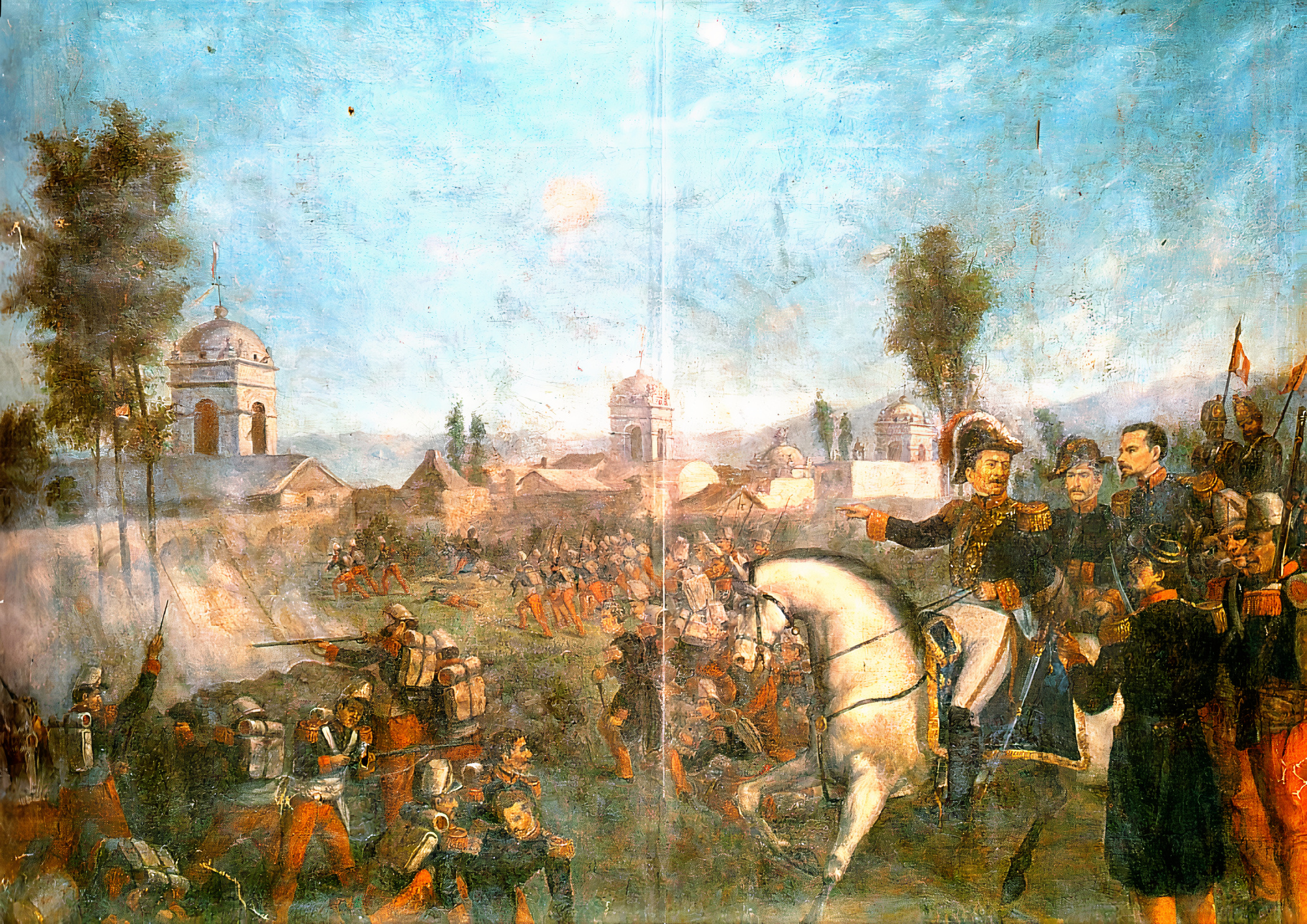
Reprise d'Arequipa par le général Ramón Castilla le 7 mars 1858.

Tout au long de l'histoire politique d'Arequipa, il y a eu de multiples soulèvements qui ont valu à la ville l'adjectif de « El León del Sur » en référence à la turbulente cité nicaraguayenne. Selon Leslie Bethell de l'Université de Cambridge « si Arequipa était la capitale du libéralisme, les autres régions du Pérou ne défendaient leurs propres intérêts qu'à travers leurs idéologies ». D'autres auteurs concluent que les révolutions ne se sont pas développées en fonction d'intérêts personnels, ni de ceux des politiciens qui les ont encouragés, mais plutôt par passion pour le droit et la justice, pour leur foi religieuse et pour leur honneur.
Cette renommée révolutionnaire, encore connue des Péruviens aujourd'hui, s'est méritée grâce à de nombreuses rébellions et la participation à presque toutes les révolutions et coups d'état :
- XIXe siècle : En 1834, 1841, 1844, 1851, 1854, 1856[56], 1865, 1867, 1883 et 1884.
- XXe et XXIe siècles : En 1930, 1931, 1950, 1955 et 2002.

Certaines eurent un impact national et étaient déclenchées afin de défendre l'autonomie locale contre un capital de plus en plus centralisateur.

## Démographie
Selon le 11e recensement de la population, en 2017 la province d'Arequipa concentre 78 % de la population totale de la région et la ville d'Arequipa, chef-lieu du département, en concentre 70 %, soit 90 % de la population urbaine.
| Hommes | Classe d’âge | Femmes |
| ------ | ------------ | ------ |
| 0,4    | 1920-1925    | 0,5    |
| 0,4    | 1925-1930    | 0,5    |
| 0,7    | 1930-1935    | 0,8    |
| 0,9    | 1935-1940    | 1,0    |
| 1,1    | 1940-1945    | 1,2    |
| 1,4    | 1945-1950    | 1,6    |
| 1,7    | 1950-1955    | 2,0    |
| 2,1    | 1955-1960    | 2,5    |
| 2,5    | 1960-1965    | 3,0    |
| 2,9    | 1965-1970    | 3,5    |
| 3,3    | 1970-1975    | 4,0    |
| 3,8    | 1975-1980    | 4,4    |
| 4,2    | 1980-1985    | 4,7    |
| 4,8    | 1985-1990    | 5,1    |
| 4,9    | 1990-1995    | 5,1    |
| 4,6    | 1995-2000    | 4,5    |
| 4,1    | 2000-2005    | 4,0    |
| 4,0    | 2005-2010    | 3,9    |

De l'analyse de la pyramide des âges, il ressort que:
- Les moins de 20 ans représentent 35 % de la population totale.
- Les 20 à 40 ans sont 34 %.
- Les 40 à 60 ans sont 20 %.
- Les plus de 60 ans sont 11 %.

Population étrangère : Selon le recensement de 2017 dans les quartiers qui composent la ville, 15 187 personnes étaient de nationalité étrangère. Ces résidents étrangers viennent de tous les continents, les plus nombreux étant les vénézuéliens, américains, argentins, français, chiliens, allemands et espagnols.
Évolution démographique :  L'une des premières mentions que l'on puisse trouver est celle de Ventura et Travada qui, au milieu du XVIIIe siècle, écrivaient : « Le nombre d'habitants de cette ville est de 30 000 de tous sexes, états et âges. Les Indiens sont à peine 4 000 et une seule paroisse de la ville leur suffit - celle de Santa Marta - qui comprend tous les Indiens étrangers et naturels qui vivent dispersés dans la ville. Les noirs, les mulâtres et autres atteignent à peine 6 000 personnes, tous les autres sont espagnols, beaucoup d'entre eux de noblesse connue dont le sang essaie honorablement de ne pas dégénérer... »
L'un des premiers recensements de la population de la ville en 1796 dénombre 37 241 habitants dans l'enceinte, soit - selon la terminologie de l'époque -  22 207 Espagnols, 5 929 indiens, 4 908 métis, 2 487 sang-mêlés et 1 710 esclaves.
À la fin de la première moitié du XXe siècle, les effets multiplicateurs de l'impulsion donnée à Arequipa par les travaux de 1940 se sont manifestés très rapidement. Le symptôme le plus évident était la croissance démographique, qui de 1,1 % par an entre 1876 et 1917, est passée à 3,3 % par an dans la période 1940-1960.
Dans les premières années de la seconde moitié du XXe siècle, la ville passe ainsi de 85 000 habitants en 1940 à 158 000 en 1961 selon un processus inhabituel d'explosion démographique. Les raisons de ce quasi doublement de la population seraient en relation avec la création des premières entreprises industrielles, se substituant aux importations due à la Seconde Guerre mondiale et à la mise en place d'industries de transformation de la production agricole.
Cette tendance de l'évolution démographique a été sensiblement modifiée par deux facteurs ; le tremblement de terre du 15 janvier 1958 et surtout la sécheresse dans les hauts plateaux péruviens, qui ont accéléré la migration vers la ville et enclenché le processus d'urbanisation et de croissance périphérique qui se poursuit encore aujourd'hui.
Le réaménagement de l'espace urbain après les tremblements de terre a alors provoqué une croissance démographique explosive de la population d'Arequipa, qui a doublé en une décennie. Les 158 000 habitants de 1961, deviennent alors 309 000 en 1972 et près de 500 000 en 1983, l'invasion des zones rurales engendrant un processus remarquable dans lequel l'activité agricole subsistante participe activement au cycle économique urbain.
Évolution de la population d'Arequipa de 1796 à 2017 :
Sources : Recensement de la population de 1804 (Gil de Taboada), de la vice-royauté péruvienne en 1812 et recensement général des habitants du Pérou (1876).

## Économie
Étant donné qu'Arequipa est majoritairement urbaine, l'industrie, le commerce et la construction qui ont lieu dans la capitale du département jouent un rôle central dans l'avenir de la ville. Cependant, la présence de vallées fertiles et de zones des hautes Andes permet à l'activité agricole d'être d'une grande importance pour le développement de la ville : un axe central des demandes d'Arequipa est la construction de systèmes d'irrigation pour améliorer la productivité. Enfin, ces derniers temps, l'activité minière est entrée dans une phase de modernité, elle a cessé d'être uniquement artisanale ou de petite entreprise pour inclure la grande exploitation minière, comme c'est le cas de Cerro Verde, créé en 1993 dans la ville d'Arequipa.

### Indicateurs économiques
La contribution de la ville d'Arequipa au PIB de la région d'Arequipa est de 74,2% de son PIB, selon des études de l'Université nationale de San Agustín. De même, le PIB de la région d'Arequipa est le plus élevé après Lima. En 2012, elle figurait dans le classement des 50 meilleures villes pour faire des affaires en Amérique latine selon le rapport 2012 de "América Economía", qui se classait 34e dans ce classement.
La "Ville avec la plus forte croissance économique d'Amérique latine" selon le rapport de l'année 2009 de "América Economía" présentant une variation en pourcentage de PIB par habitant de 66,1%. De même, dans la période 2007-2008, c'était la ville avec la plus forte variation en pourcentage du PIB en Amérique latine avec une variation de 9,59%.
En 2012, pour une population de 900 000 habitants, le PIB s'évaluait à 6,495 milliards d'US$, soit 7 311 US$ par habitant, avec un taux de chômage de 5,9 %.
En 2017, la ville a un PIB nominal de 16,18 milliard d'US$ et un PIB nominal par habitant de 18 470 US$, ce qui représente un PIB PPA par habitant de 23 210 US$ sur la période, faisant de la cité la deuxième ville avec la plus forte activité économique au Pérou.
La contribution à la TVA nationale représente 20,3%, en taxe de solidarité 17% étant le deuxième contribuable national de ces taxes. Arequipa a une structure de production fortement biaisée vers le secteur du commerce et des services, le secteur primaire de l'agriculture et des mines représente 29,6% du PIB, le secteur secondaire de l'industrie et de la fabrication 20,7% de celui-ci et le secteur tertiaire du commerce et des services 49,7%, cela été renforcée ces dernières années en raison du manque d'investissements productifs.

### Principales activités économiques
Arequipa est un important centre industriel et commercial du Pérou, et elle est considérée comme la deuxième ville industrielle du pays. Dans son activité industrielle, se distinguent les produits manufacturés et la production textile de laine de camélidés de qualité export. La ville entretient des relations commerciales étroites avec le Chili, la Bolivie et le Brésil et avec les villes reliées par le chemin de fer du Sud (es), ainsi qu'avec le port de Matarani.

#### Construction
| Activité de construction                       | Activité de construction | Activité de construction |
| Destination                                    | m2                       | %                        |
| ---------------------------------------------- | ------------------------ | ------------------------ |
| Logements                                      | 401 530                  | 65,61                    |
| Locaux commerciaux                             | 63 456                   | 10,37                    |
| Bureaux                                        | 23 367                   | 3,82                     |
| Autres usages                                  | 123 608                  | 20,2                     |
| TOTAL                                          | 611 961                  | 100 %                    |
| Source : Chambre péruvienne de la construction |                          |                          |

Le secteur de la construction de la ville est le deuxième plus dynamique du pays, après Lima, selon l'étude des bâtiments urbains préparée par l'Institut de construction et de développement de la Chambre péruvienne de la construction.
L'activité immobilière en 2011 s'est élevée à 611 961 m2 dont 65 % pour les logements.

#### Foires, expositions et conférences
La ville est aussi en train de devenir un lieu d'expositions et d'événements nationaux et internationaux,.
En 2011 par exemple, la « Mining Convention » a attiré les hommes d'affaires du secteur minier, des investisseurs et des délégations gouvernementales, avec la présence de 40 pays et a rassemblé 50 000 personnes.
La promotion des foires et expositions dans la ville est sous la responsabilité du « Arequipa Convention Bureau », une entité qui en 2011 a enregistré la survenue d'environ 1 200 événements.

#### Secteur primaire
Depuis le XXe siècle, les industries liées au secteur primaire se sont développées dans la ville, mettant en avant les secteurs textile et agro-industriel. Arequipa est devenue un centre d'échange et d'intermédiation dans la région sud andine, servant de lien entre le littoral et la montagne.

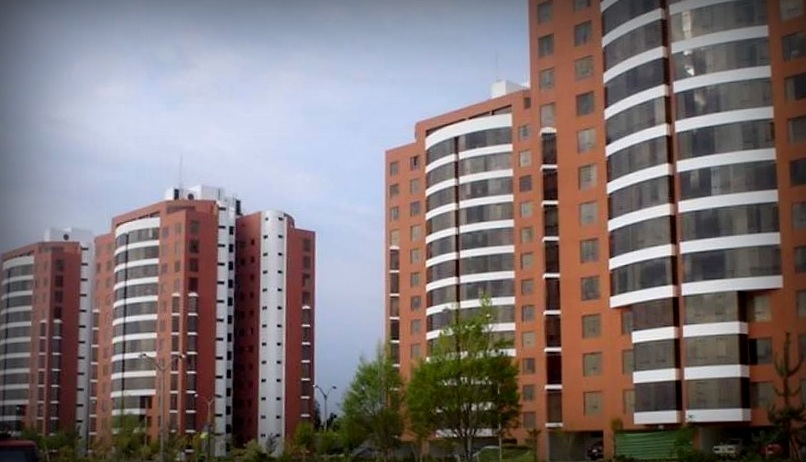
Tours de logements à Arequipa.

Selon une enquête menée auprès des ménages sur les « niveaux d'emploi », la ville a, avec 625 547 personnes, la plus grande quantité de « population économiquement apte à travailler » à l'intérieur du pays.
C'est aussi, avec  376 764 personnes, la plus grande « population économiquement active » (PAE) dont le taux d'activité est supérieur à la moyenne du pays et dont le revenu mensuel moyen est de 928 nuevos soles (210 € en 2021).
Les principaux domaines d'activité de cette population, sont l'industrie manufacturière (12,9 %), le commerce (23 %) et les services (36,6 %).

#### Tourisme
Le tourisme est un facteur dynamique de l'économie, se consolidant comme la troisième ville la plus visitée du pays, après Cuzco et Lima. En 2010, 1 395 000 visiteurs au total sont venus dans la ville, selon les chiffres du ministère du Commerce extérieur et du Tourisme.

#### Industries
Le secteur industriel de la ville a la plus grande diversification au niveau national et est la deuxième ville la plus industrialisée du Pérou à la suite de la création du parc industriel sous le premier gouvernement de l'architecte Fernando Belaúnde Terry. Après deux grands tremblements de terre, en 1958 et 1960, avec la loi du "Arequipa Rehabilitation and Development Board", le parc industriel a été construit avec deux ou trois usines à l'époque, et l'usine Cemento Yura.
Le secteur industriel de la ville est composé de Parcs Industriels, parmi lesquels on peut citer le "Parc Industriel d'Arequipa" destiné aux grandes et moyennes entreprises, le "Parc Industriel APIMA" pour les petites entreprises, le "Parc Industriel Río Seco" et les zones industrielles dans l'avenue Alfonso Ugarte, la Variante de Uchumayo et le Cône Nord. Enfin, il y a un secteur non consolidé en projet, Umapalca et Ladrilleras sur le chemin de Yarabamba. L'occupation spatiale des zones industrielles couvre une superficie de 286 hectares.

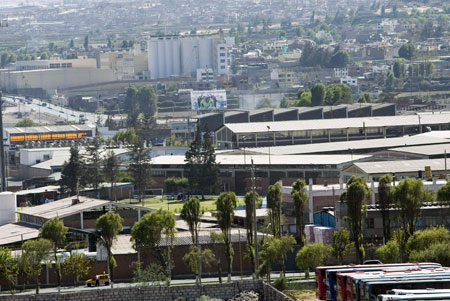
Zone industrielle à Arequipa.

Le Parc Industriel d'Arequipa a subi tout au long de son existence différentes transformations de ses branches industrielles, observant un plus grand dynamisme dans les industries liées à la consommation (agro-alimentaire), à la construction (PVC, ciment et acier) et à celles de l'exportation (entreprises textiles). Dans cette zone industrielle, il existe également des entreprises spécialisées dans les industries chimiques et plastiques, des entreprises qui produisent des minéraux non métalliques, de la papeterie et de l'imprimerie, entre autres ; Regroupant plus de 150 entreprises, parmi lesquelles nous pouvons souligner Alicorp SAA, Alimentos Procesados SA, Laive, La Ibérica, Manuel Muñoz-Nájar, Papelera Panamericana SA, Consorcio Industrial Arequipa SA, Omniagro, Cervecerías Backus & Johnston, Corporación Aceros Arequipa. De même, à Arequipa se développe l'industrie textile de la fibre et de la laine de coton et d'alpaga, représentée par les usines : Francky et Ricky, Michell & Cía. et IncaTops, entreprises également implantées dans le parc industriel d'Arequipa.

## Patrimoine historique

### Le centre historique
Sur ses 332 ha il compte 5 817 propriétés dont 500 sont classées au patrimoine, construites généralement au XIXe siècle, sur le site d'édifices coloniaux précédemment détruits par le tremblement de terre de 1868. Les maisons, généralement en pierre de taille, se caractérisent par leurs arches semi-circulaires et leurs plafonds voûtés. Les structures en pierre de taille ont toujours des murs épais: 1 à 1,5 m pour les maisons, plus de 2 m pour les églises. Grâce à l'utilisation de mortier à la chaux, les murs sont homogènes, une image qui est renforcée par les voûtes en brique ou en pierre de taille qui se justifient par la rareté du bois. 

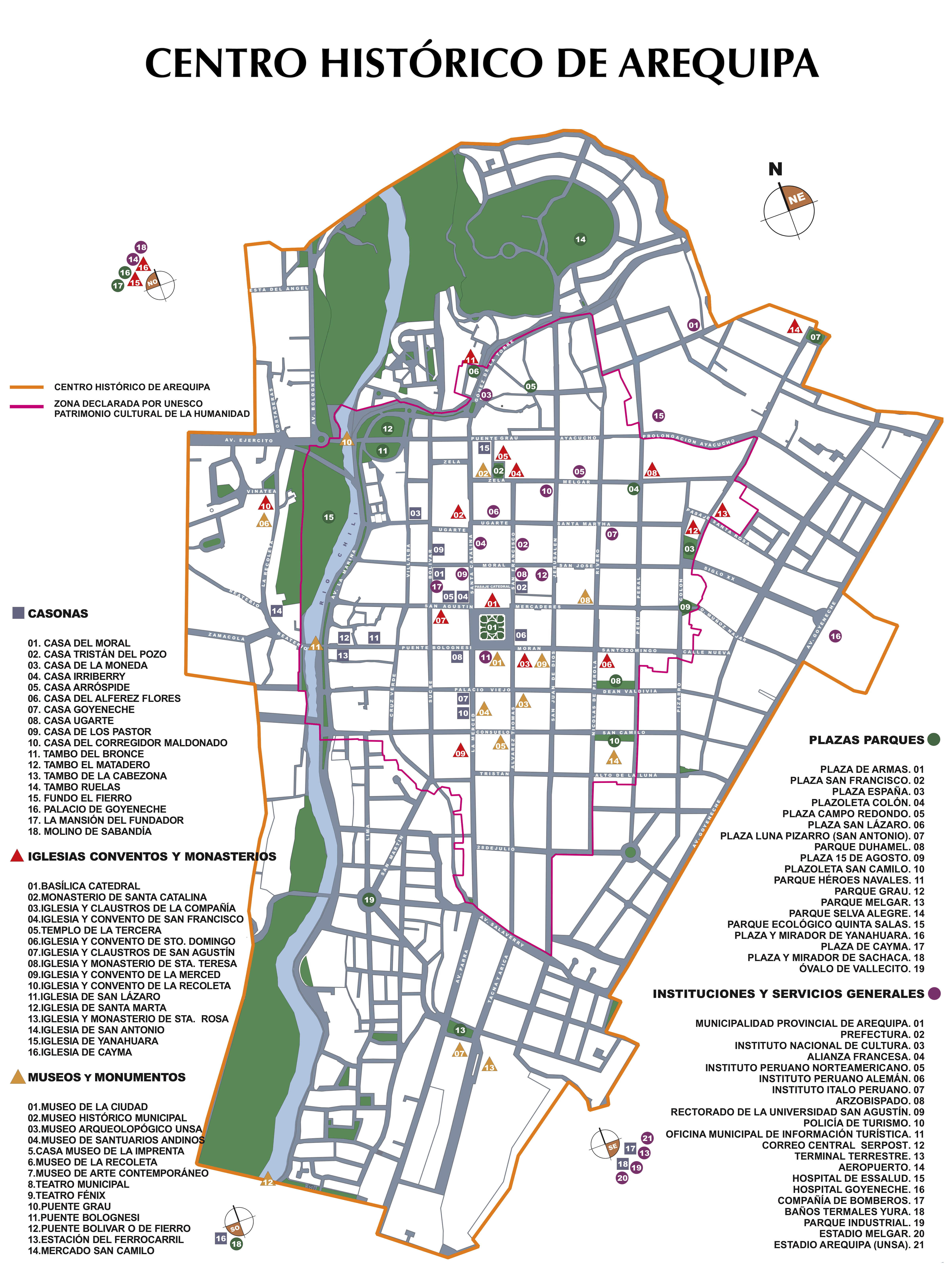
Plan du centre historique.

En ce qui concerne l'architecture religieuse, le point culminant principal est le couvent Santa Catalina, le monument religieux le plus important et le plus impressionnant du Pérou et le plus grand couvent du monde.
L'église de la Compagnie de Jésus et son cloître, fondée par les jésuites au XVIIe siècle, (qui abrite parfois différents événements culturels et de mode), l'église et le couvent de La Merced, l'ensemble architectural colonial San Francisco (du XVIe siècle), ainsi que le couvent franciscain La Recoleta.
Une école stylistique appelée « École Arequipeña » a vu le jour, qui a eu une importance cruciale dans toute la région et dont l'influence a même atteint Potosí.
L'architecture de la vieille ville est caractérisée par la prééminence de la pierre de taille, dont l'utilisation a commencé dans le dernier tiers du XVIe siècle. Cette pierre volcanique, blanche ou exceptionnellement rose, douce, légère et résistante aux éléments, est apparue comme une solution structurelle antisismique. La pierre de taille ne pouvait pas être utilisée dans les premières années, à l'exception des façades de l'église principale et de certaines maisons.
La ville d'origine a été construite avec de l'adobe, de la chaux et de la pierre, des toits de bois et de paille. Les maisons de ce type ont été construites jusqu'au XIXe siècle et étaient fréquentes au XVIIIe siècle, dont certaines existent encore dans le quartier primitif de San Lázaro.

Plus tard, la brique et les tuiles sont apparus, des maisons avec des tuiles se trouvent encore à Santa Catalina. Le cataclysme de 1582 a détruit la plupart de ces édifices et a nécessité une reconstruction plus « antisismique ». La pierre de taille est alors apparue comme la solution structurelle privilégiée.

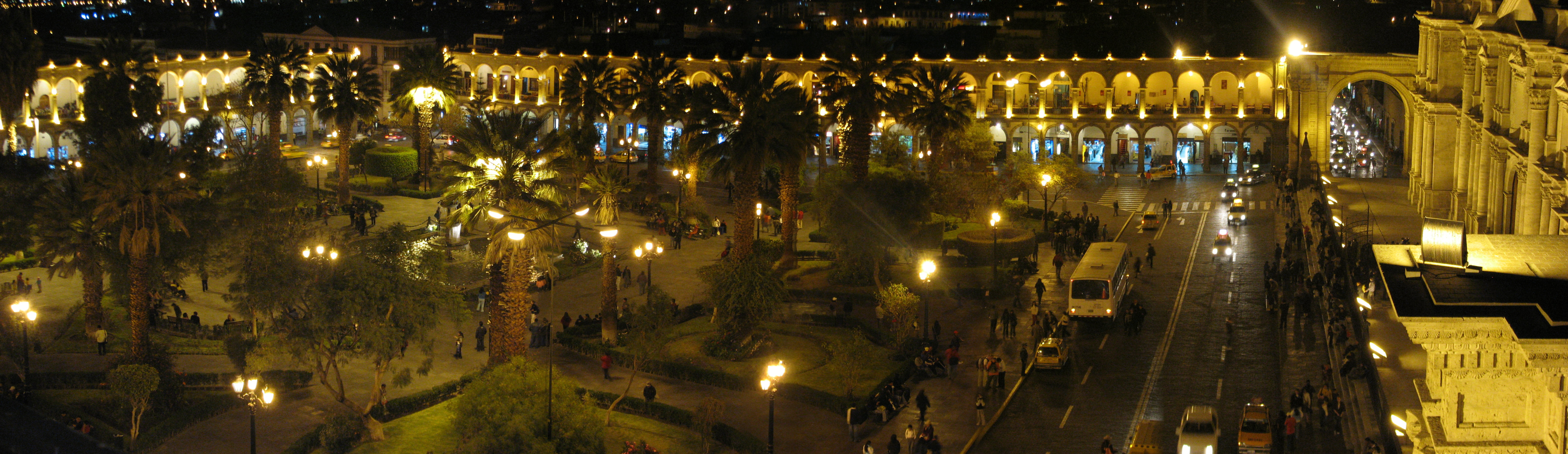
Place d'Armes d'Arequipa de nuit.

De grands tremblements de terre ont marqué des jalons dans la formation de l'architecture d'Arequipa. Six périodes peuvent être mentionnées :
- Fondation et village (1540-1582),
- Splendeur du baroque (1582-1784),
- Révisions rococo et néoclassique (1784-1868),
- Empirisme moderne,
- Néocoloniale (1868-1960),
- Contemporain.

#### Monuments religieux
Dans le centre historique, il y a 14 églises ou temples, 4 chapelles, 5 couvents et 3 monastères.

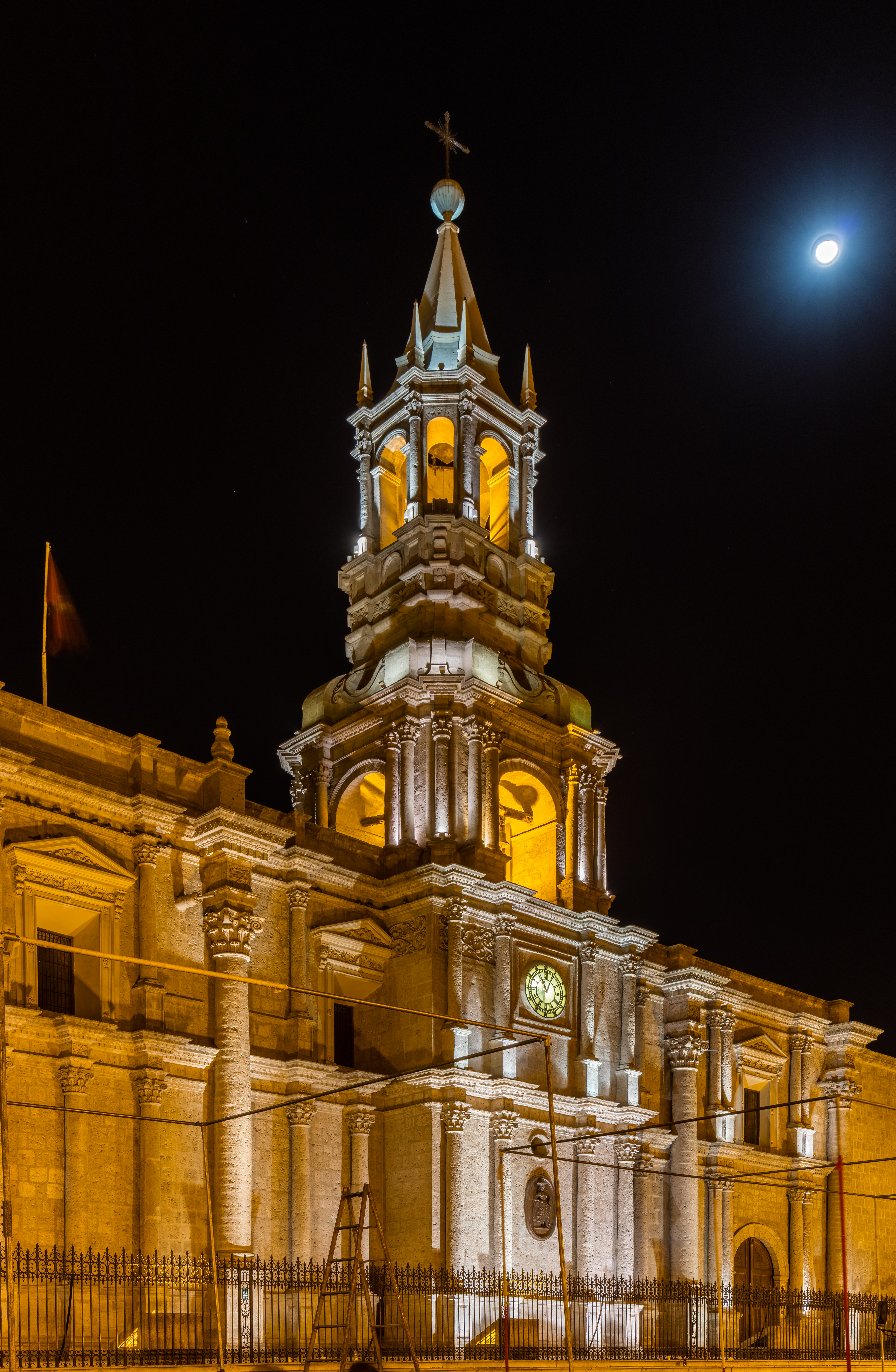
Cathédrale basilique d'Arequipa.

- Cathédrale Basilique d'Arequipa : C'est le bâtiment néoclassique le plus important du Pérou, produit de la reconstruction commencée en 1844 et achevée trois ans plus tard et dirigée par l'architecte Lucas Poblete[77]. Son intérieur est composé de trois nefs dont la nef de droite fait face à l'une de ses façades latérales qui ouvre sur la place principale, dont elle occupe tout un côté. Cette façade principale est divisée par des colonnes corinthiennes[78]. La cathédrale Notre-Dame d'Arequipa construite initialement en 1656 a été maintes fois reconstruite, détruite par un incendie en 1844 et reconstruite, elle a été de nouveau détruite par un tremblement de terre en 1868, puis de nouveau rebâtie, dans un style néo-Renaissance. Le séisme de 2001 a renversé l’une des énormes tours, elle fut réparée fin 2002. C'est la seule cathédrale au Pérou à occuper toute la largeur d'une place des armes, avec ses 108 mètres de long.
- Église de la Compagnie de Jésus : La Iglesia de la Compañia au coin de la Plaza de Armas est une des plus vieilles de la ville. C'est le monument emblématique de « l'École Arequipeña »[21], considérée comme l'une des plus belles créations du baroque péruvien et le point de départ de cette école[79]. Une inscription avec l'année 1698 est inscrite sur sa façade, ce qui montre qu'au début du XVIIIe siècle cet art régional avait déjà atteint son apogée. À l'intérieur de style churrigueresque, il y a un autel du style baroque le plus outré entièrement doré à la feuille[80] et un retable en bois sculpté  et doré du XVIIIe s. influencé par l’école de Cuzco. La façade sculptée en sillar de façon magistrale, montre des figures de la mythologie inca (pumas, serpents…) parmi les anges. La chapelle San Ignacio (dont l'entrée est payante) possède une coupole polychrome couverte de décoration exubérante et naïve (perroquets, oiseaux, fleurs multicolores...). Les deux cloîtres en sillar abritent aujourd'hui des boutiques d'artisanat.
- Couvent Santa Catalina de Siena :

Le Monasterio de Santa Catalina, aussi appelé couvent de Santa Catalina est entouré de hauts murs. D'une superficie de 20 000 m2 c'est une véritable ville dans la ville, construite en sillar. Le style architectural est principalement colonial bien qu'on y trouve de nombreuses influences locales. Fondé en 1580 par une riche veuve, il a abrité jusqu'à 450 nonnes, leurs serviteurs et leurs esclaves. La majorité du monastère est ouvert au public, avec visite possible le soir à la nuit tombée à la lueur des bougies, comme les sœurs à l'époque.

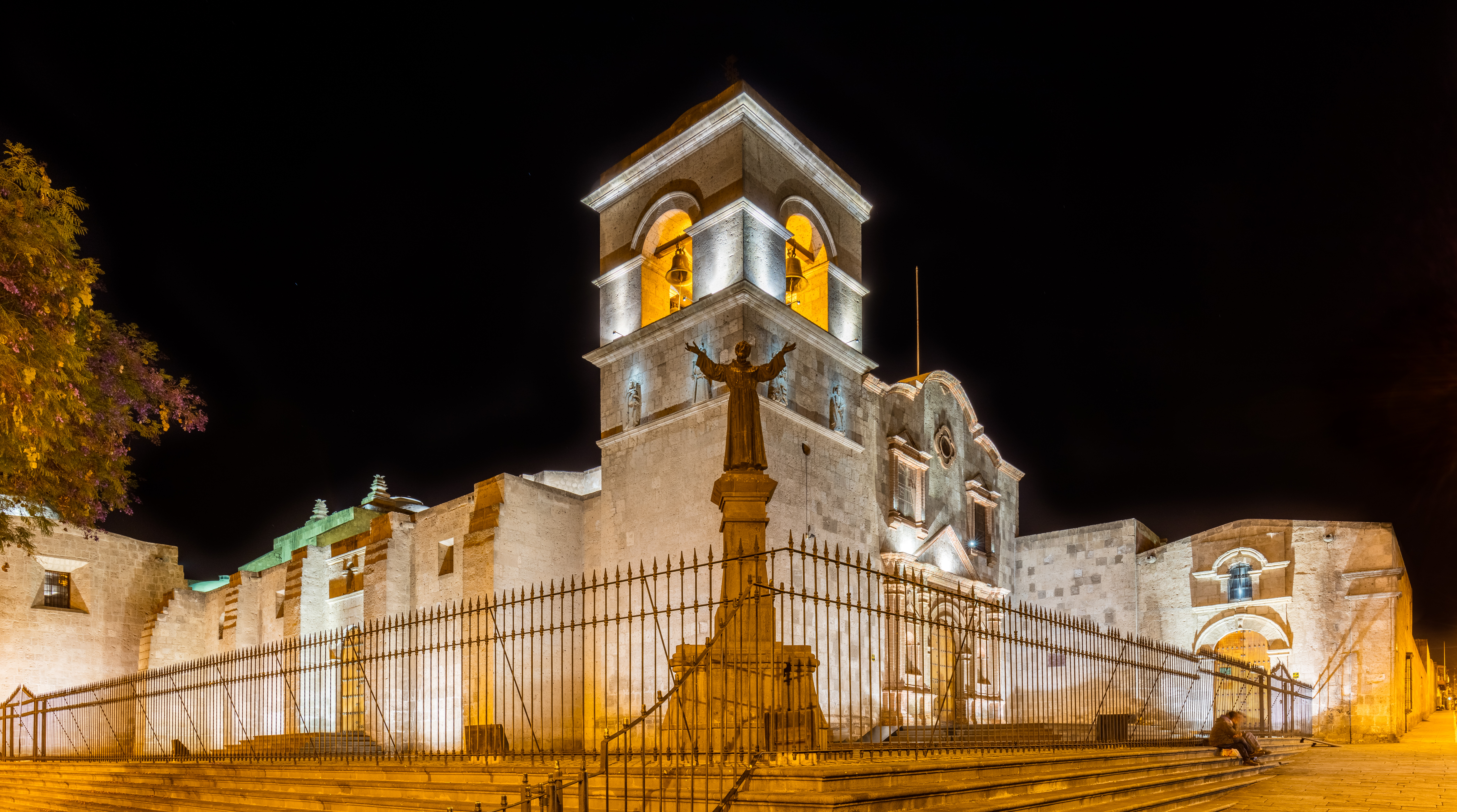
Le complexe Saint François.

- Complexe religieux de San Francisco : Le complexe, fondé en 1552 est de plusieurs styles différents. Il est composé d'une église franciscaine, d'un couvent et d'une petite chapelle connu sous le nom de Tiers-Ordre. Sa construction simple mais aussi robuste lui a permis d'être très bien préservée pendant plus de 400 ans malgré les fréquents tremblements de terre dans la région.

#### Édifices militaires
En ce qui concerne l'architecture militaire, il faut noter que le centre historique d'Arequipa était dépourvu de mur d'enceinte tout comme Lima et n'était donc défendu que par deux forts « Siglo XX » et « Fundo el Fierro », respectivement prison pour hommes et pour femmes.

#### Édifices civils publics
Il y a 10 bâtiments qui, par origine, étaient destinés à des fins civiques, tels que les théâtres Fénix et le théâtre municipal, l'hôpital Goyeneche et l'hôpital de Sacerdotes de San Pedro, les ponts Bolognesi et Grau, l'Institut Chávez de la Rosa, la station du chemin de fer, du marché de San Camilo et du moulin de Santa Catalina.

#### Édifices civils domestiques
Dans la zone du centre historique, il y a 246 manoirs déclarés monuments à usage domestique, ce type de bâtiments se caractérise par leurs larges murs solides faits à la manière d'une boîte, avec des arcs et des voûtes similaires à ceux construits dans les temples et les monastères religieux, donnant la même robustesse et monumentalité à ces constructions construites depuis les XVIIe et XVIIIe siècles et généralement utilisées pour l'habitat. Parmi les bâtiments civils classés au patrimoine, se distinguent la Casa Moral, La Casa de Tristán del Pozo, La Casa de Irriberry, La Casa del Pastor, El Palacio de Goyeneche et La Mansión del Fundador.
La Casa del Moral construite aux alentours de 1730, semble être la seule demeure d'Arequipa encore meublé comme à l'époque coloniale et ouverte au public. Appartement à une banque, on y trouve une grande collection de monnaies, ainsi que des meubles coloniaux et des peintures.
De cette époque, datent également de beaux hôtels particuliers (ou casonas) comme la Casona Ugarte, la Casona del Corregidor Maldonado et la Casona Goyeneche et même des bâtiments de ferme (ou tambo) ; Tambo del Bronce, Tambo de la Cabezona, Tambo de Rúelas.
Il faut citer également la Casa de la Moneda, la Casa Arróspide, la Casa del alférez (enseigne) Flores et la Casa del Corregidor Abril y Maldonado.

Quelques édifices remarquables d'Arequipa.
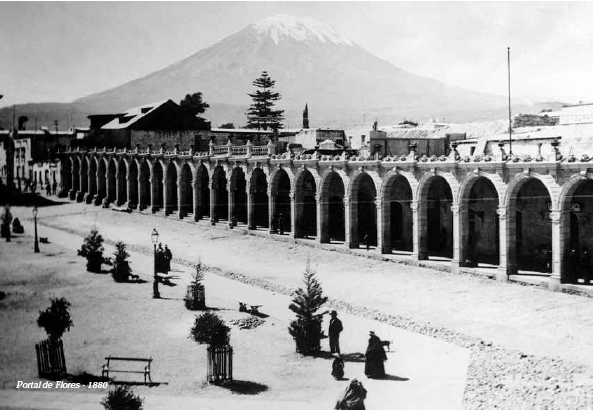
Place d'Armes de Arequipa en 1880.
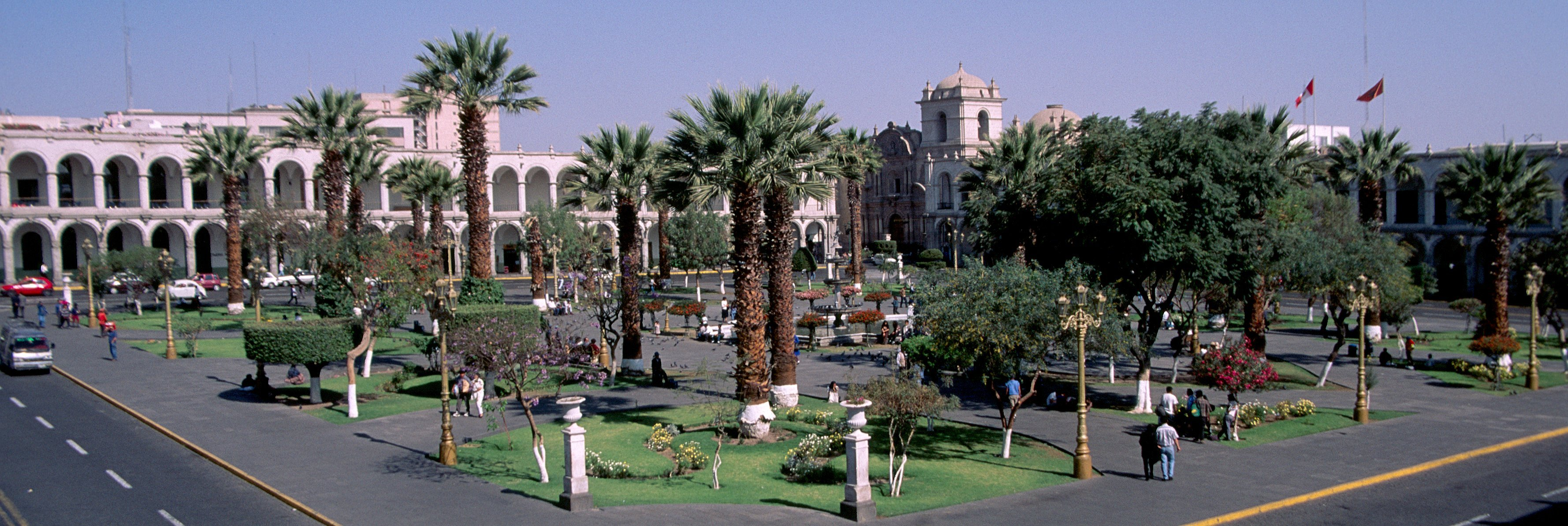
Place d'arme au XXIe siècle.
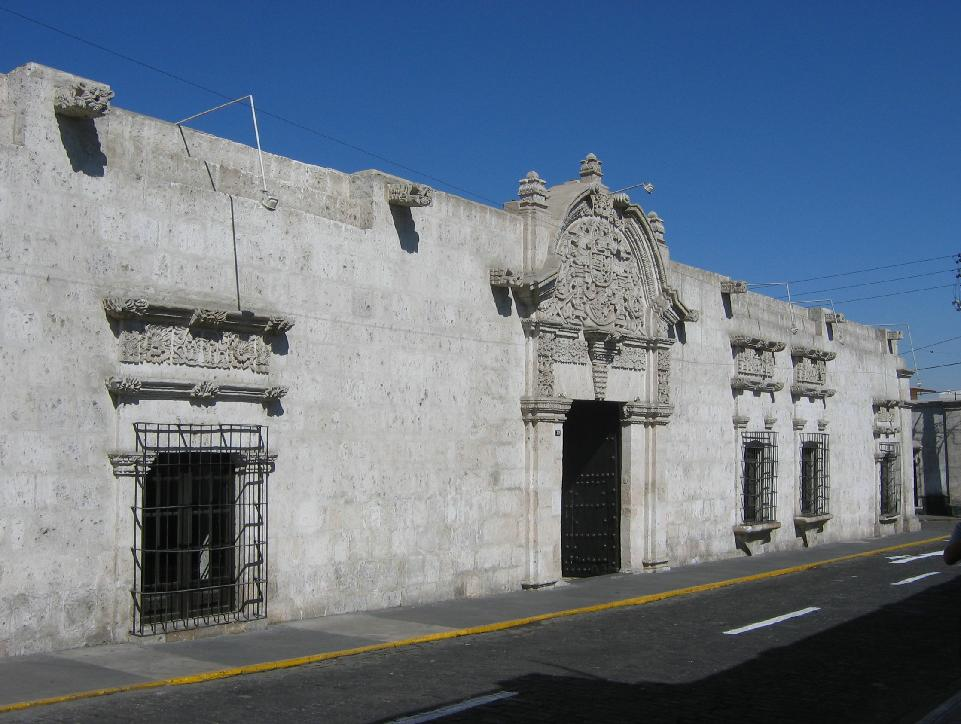
Casa del Moral.
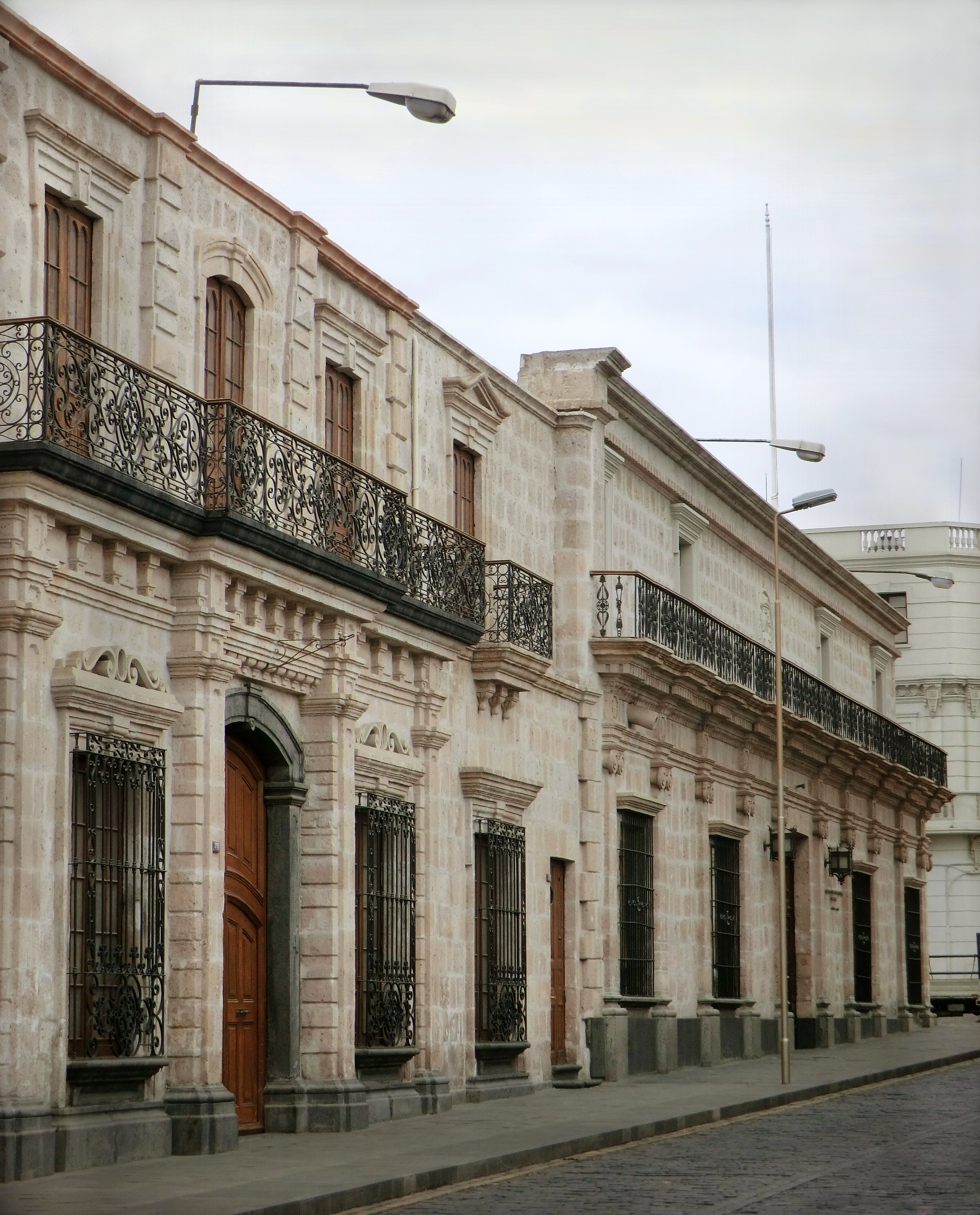
Palais Goyeneche et Institut Confucius.
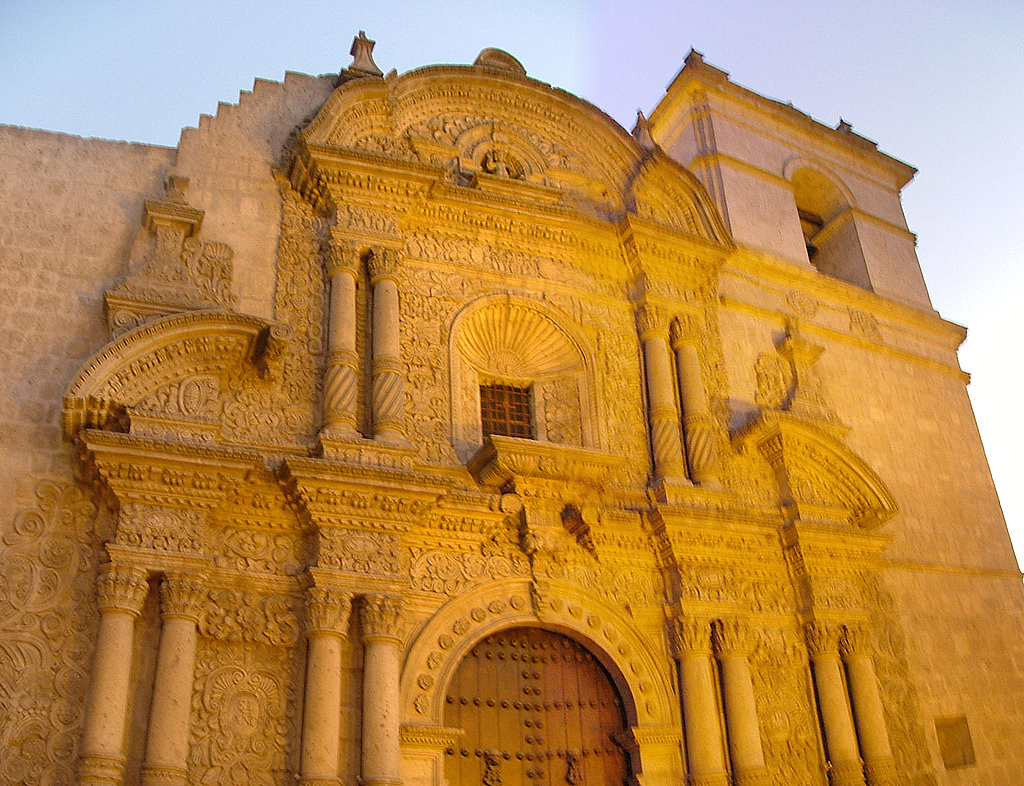
Église des Jésuites.
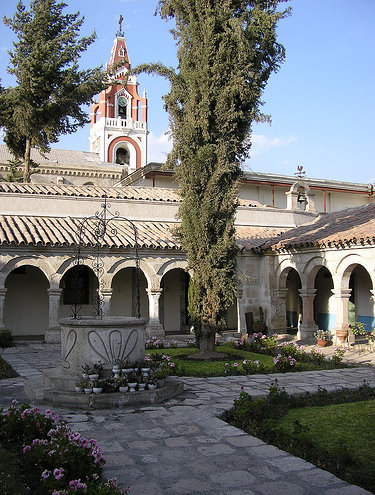
Couvent de la Recoleta.
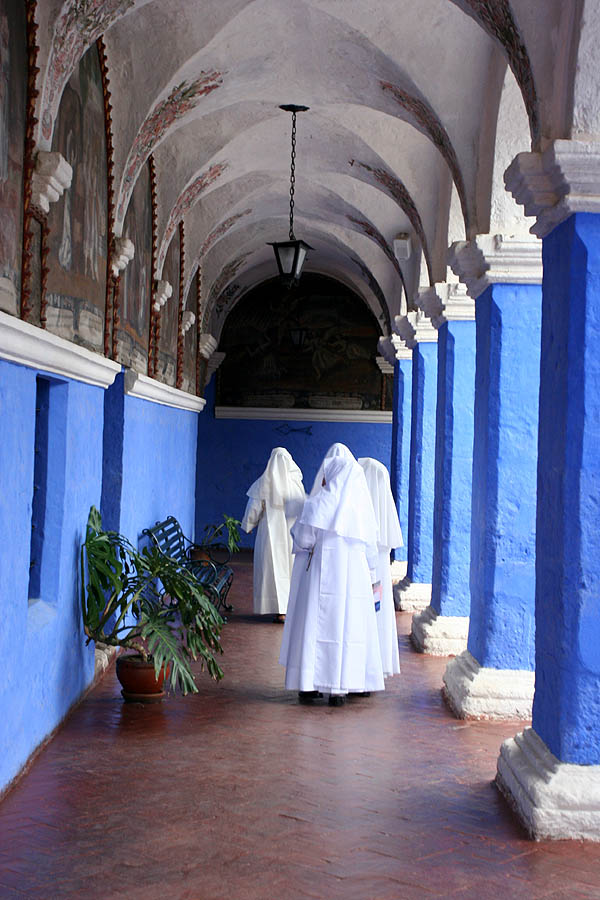
Couvent Santa Catalina - Le cloître des orangers.
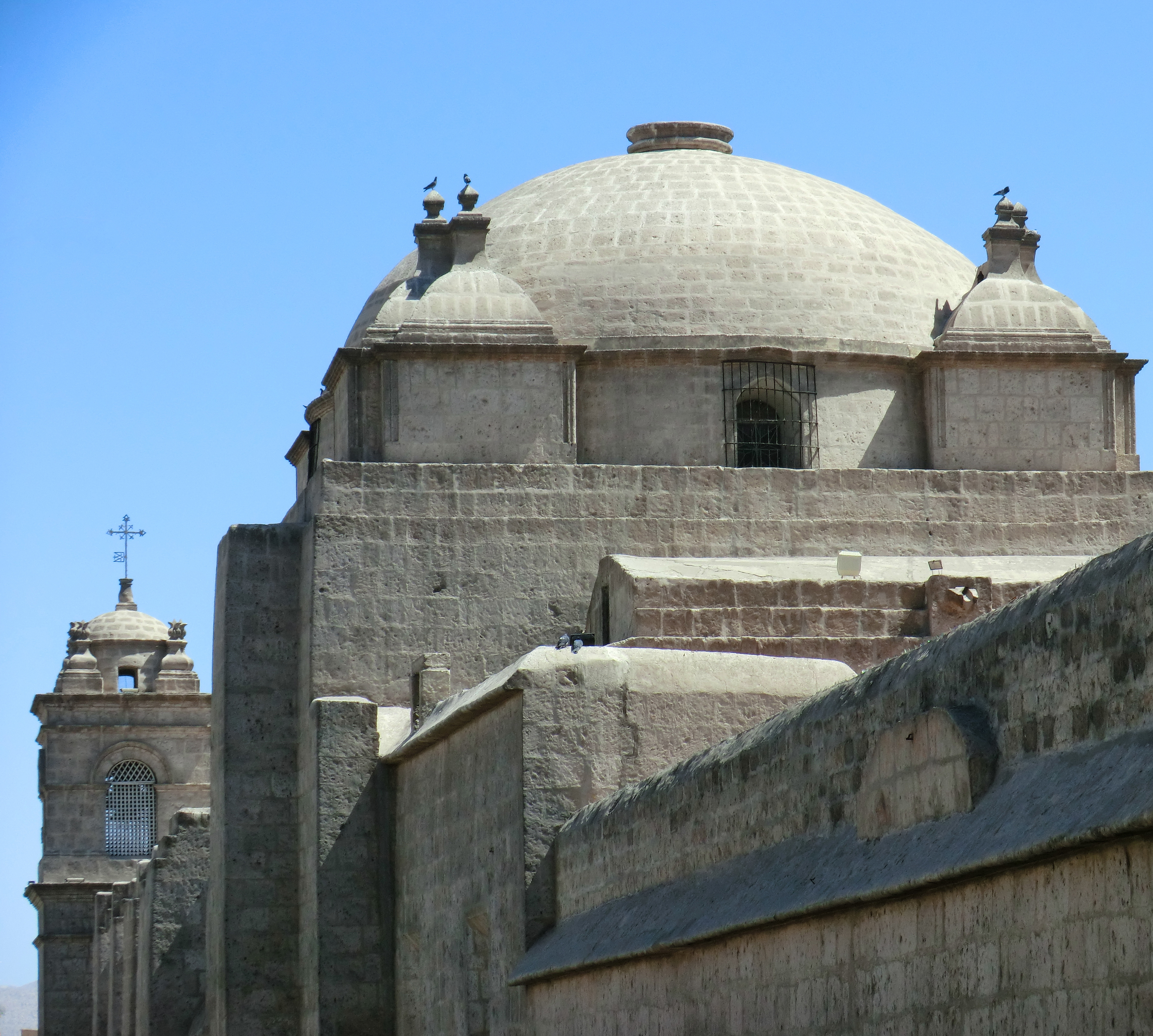
Église du couvent Santa Catalina.
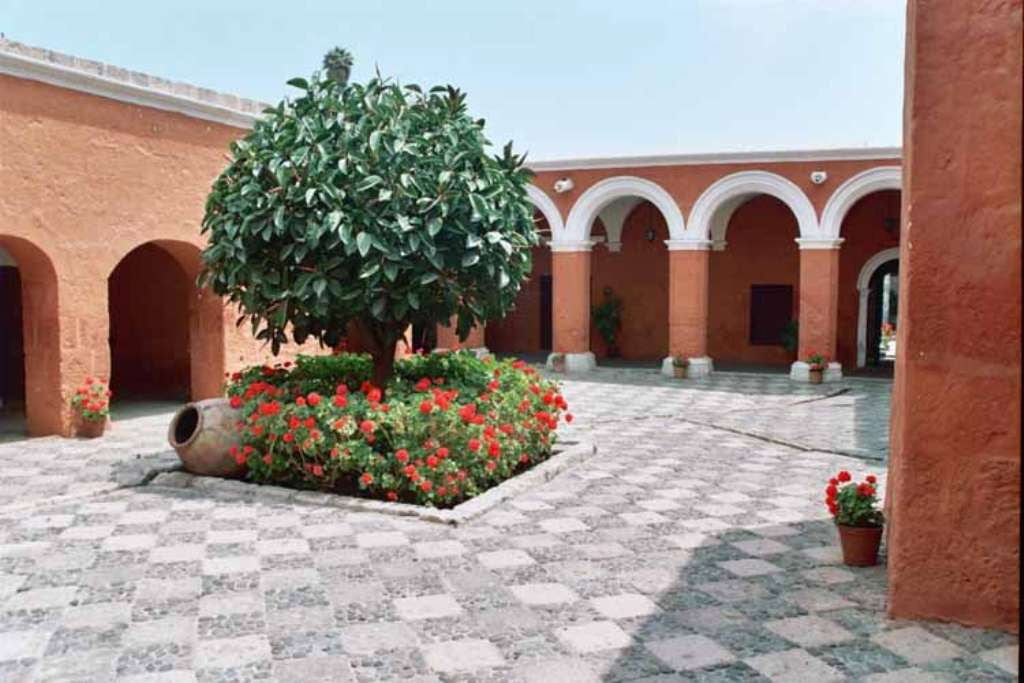
Couvent Santa Catalina - Patio du silence.

#### Musées
- Le musée Santuarios Andinos présente l'histoire précolombienne de la région d'Arequipa. Il abrite notamment la momie Juanita, qui fut retrouvée en 1995 sur le Mont Ampato, à 85 km d'Arequipa, congelée dans un excellent état de préservation.
- Le Musée de la Cathédrale, abritant trésors, objets religieux, peintures, explications sur la cathédrale, habits. La visite du musée se fait avec un guide, qui nous fait également visiter la cathédrale, y compris les toits de la cathédrale avec une vue sur toute la ville.
- Le musée de Arte Virreinal - Monasterio de Santa Teresa : couvent carmélite datant du XVIIe siècle, transformé partiellement en musée (le reste du couvent accueille toujours une vingtaine de nonnes, mais qu'on ne voit pas, contrairement à Santa Catalina). Bâtiments de l'époque coloniale, aux murs peints, remplis d'objets d'art votif, de tableaux... On y trouve les reliques de Santa Terera, et des peintures retraçant la vie de Marie.

### Quartiers périphériques
Zone monumentale de Yanahuara : Situé à 2 km à l'ouest de la place principale d'Arequipa, le quartier de Yanahuara est célèbre pour ses églises et ses ruelles construites dans le style andalou. La zone est classée au patrimoine culturel de la nation depuis 1972. L'église San Juan Bautista dont la spectaculaire façade en sillar de style néobaroque est sculptée de centaines de symboles catholiques et précolombiens, expressions du syncrétisme religieux des amérindiens.
Villa Cayma : Situé à 3 km au nord du centre historique d'Arequipa. Lieu connu pour ses picanterías (es) et où se trouve une belle église du XVIIe siècle.
Sabandía : A l'est d'Arequipa, dans cette vallée courent les eaux naturelles les plus cristallines de la région. Le moulin de Sabandía y est en activité depuis le XVIIIe siècle.
Le manoir du fondateur : Il est situé à 12 km au sud de la ville. Construit au bord de la rivière Socabaya, c'est une résidence (une finca) qui appartenait à différents propriétaires historiquement renommés du Pérou bien qu'elle soit devenue particulièrement connue pour être l'une des principales propriétés de la famille Goyeneche.

### Places et espaces verts
Au centre historique : Dans le centre, il y a de nombreux parcs et places qui totalisent 26 ha d'espaces verts complétés par les 22 ha de campagne incluse dans cette zone :
- Place d'Armes
- Place Saint François
- Parc pour enfants Grau
- Parc Biela
- Miguel Grau ovale
- Malecon Bolognesi
- Parc du 28 février
- Parc de la Recoleta
- Parc Recoleta 1
- Parc Recoleta 2
- Ovale polaire Juan Manuel
- Le parc du poète
- Parc Benigno Ballón Farfán
- Parc municipal de Salta
- Parc Dante Alighieri
- Martinetty Park
- Parc Melgar
- Institut du Sud
- Place San Camilo
- Parc Duhamel
- Place du 15 août
- Place d'Espagne
- Place Santa Teresa
- Place de l'Indépendance
- Parc San Lazaro
- Parc de l'hôtel Libertador
- Parc Selva Alegre
- Forêt Jungle Alegre
- Place San Antonio
- Place de la Romagne
- Pépinière municipale
- Parc pour enfants Selva Alegre
- Club international

Le parc écologique d'Alto Selva Alegre : Il est situé au milieu d'une zone urbaine à l'est de la ville, sur la rive droite du district de Cayma et du Río Chili sur le territoire du district de Selva Alegre. Le parc et ses environs occupent une superficie de 1 008, dont 460 rien que pour le parc écologique. L'arrière du parc est situé dans la zone tampon de la réserve nationale Salinas Aguada Blanca où se situe le lac du même nom. La zone hôtelière de Fundo Paraíso fait partie du parc naturel de Selva Alegre et occupe une superficie de 67 ha.
Autres zones vertes importantes : La "Campagne de la vallée de Chilina" (151 ha), le Parc métropolitain de Chilpinilla (14 ha), le Parque Bosque del Colegio Militar (14 ha) et le Parc Selva Alegre (20 ha)

## Patrimoine culturel et naturel

### Musées et centres culturels
Les événements culturels ont lieu principalement dans les instituts culturels ; Des organisations telles que l'Alliance française, le Centre péruvien allemand et le Centre culturel péruvien nord-américain organisent des activités autour des arts, de la musique, de la danse et de la littérature, entre autres. Pour leur part, le Centre culturel Chaves de la Rosa de l'Université nationale de San Agustín et l'Université catholique de Santa María promeuvent diverses activités.
Dans les années 1990, les institutions bancaires ont montré un grand intérêt pour la promotion et la gestion des activités culturelles; les entreprises privées, pour leur part, ont rejoint ce mouvement en parrainant divers projets.
- Musée de la cathédrale[88] : le musée de la cathédrale d'Arequipa expose des objets de valeur qui racontent l'histoire de plus de 400 ans, du temple le plus important de la ville.
- Salle virtuelle Arequipa[89] : située dans le « Portail de la Municipalité » son contenu expose divers aspects de la zone urbaine du Centre Historique d'Arequipa, plus précisément de l'espace qui a été déclaré Patrimoine Historique de l'Humanité et quelques lieux à proximité qui montrent l'évolution de l'architecture d'Arequipa à travers le temps.

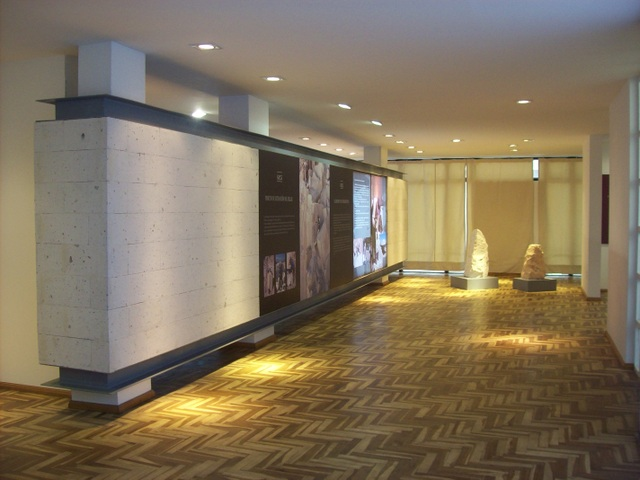
La salle "Arequipa virtuelle" a ouvert ses portes en juin 2003.

- Musée régional de la Banque centrale de réserve[90] : le centre dispose d'une salle numismatique, où sont exposés des billets et des pièces qui ont été frappés à la Banque centrale de réserve d'Arequipa aux XVIe et XVIIe siècles. Le musée possède également une galerie d'art qui abrite 17 peintures du XVIIIe siècle de l'école Cusqueña, ainsi que des pièces archéologiques en métal et en céramique des cultures Chavín, Chimú, Moche, Virú, Recuay, Nazca et Inca.

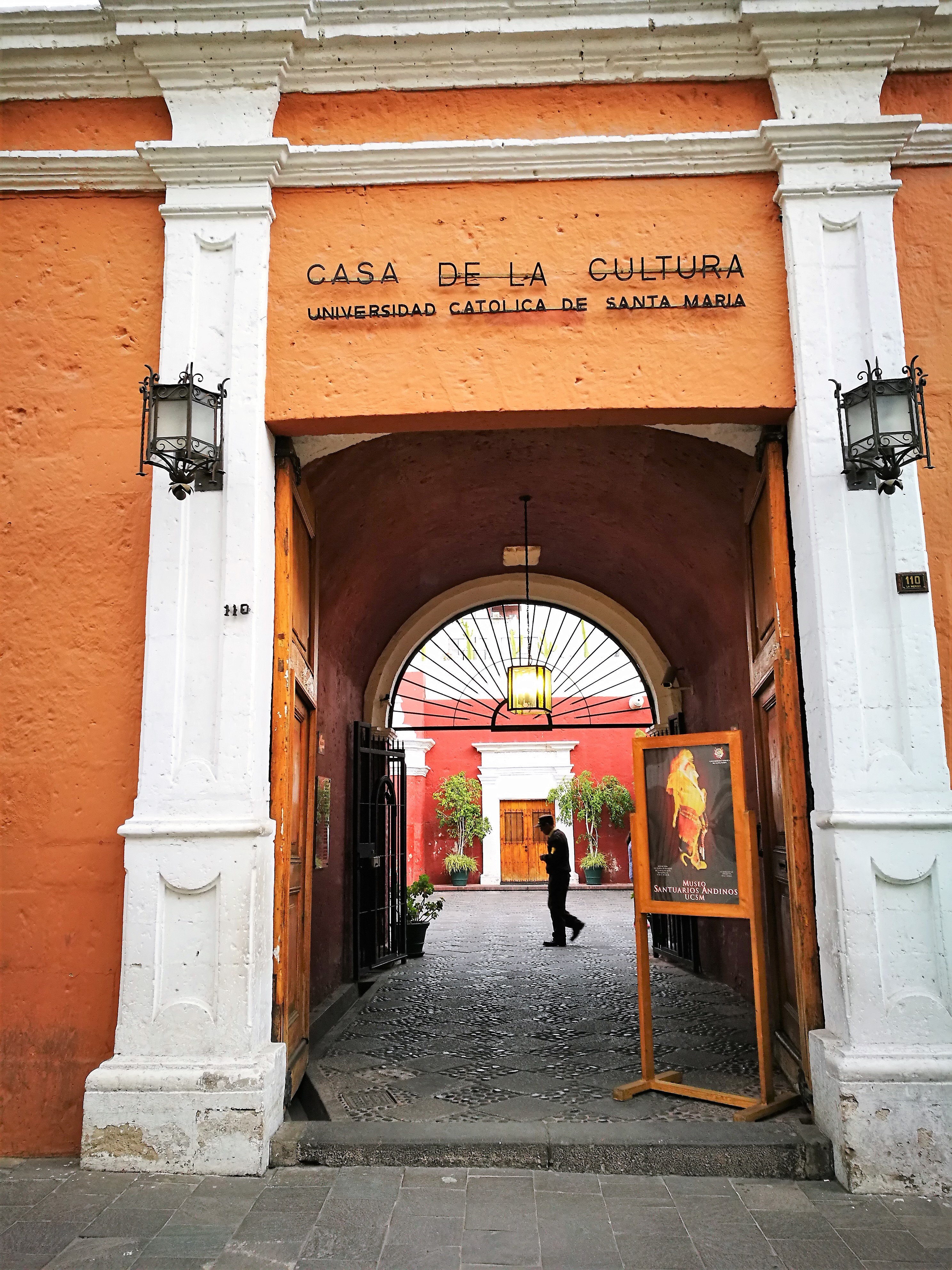
Entrée du MUSA.

- Musée archéologique José María Morante[91] : le Musée archéologique de l'Université de San Agustín (UNSA) est situé dans un manoir du XVIIe siècle. Il présente une collection variée qui comprend des objets lithiques, des restes de squelettes de sacrifices humains, des pièces de céramique élémentaires et des tissus précolombiens[87]. La création du musée UNSA était due à la découverte des mines de Churajón. Le matériel archéologique est de différentes périodes, allant de la pré-céramique (8000 av. J.-C.) à la colonisation et à la République, mettant en évidence les objets de la période de développement régional dite « de Churajón » dans la région d'Arequipa.

- Musée archéologique de l'Université Catholique de Santa Maria (UCSM)[92] : le MUSA (MUseo Santuarios Andinos) expose un millier d'objets des différents groupes culturels qui ont évolué dans la région, depuis 12000 av. J.-C. jusqu'à la colonisation; Nazca, Tiahuanaco, Huari, Churajón, Acarí, Aruni et Inca, en plus du matériel transitionnel et colonial. Le « Musée des Sanctuaires andins » de l'UCSM, a été créé le 26 mars 1997, à la suite des importantes recherches archéologiques menées par un projet dirigé par les professeurs Johan Reinhard, Miguel Zárate et José Antonio Chávez[93]. Dans ce musée se trouve la momie Juanita trouvée au sommet du volcan Ampato[87].
- Musée de numismatique : ce musée, inauguré en 2004, abrite une importante collection numismatique du Pérou. Le bâtiment actuel du musée est celui qui était autrefois le siège de la Haute Cour des Comptes, établissement créé au début du XVIIe siècle.
- Musée d'art contemporain[87] : il est consacré à la peinture et à la photographie à partir de 1900, avec des œuvres de Miguel Vargas et Carlos Vargas, qui ont documenté la vie quotidienne et les coutumes de la ville d'Arequipa au XXe siècle. Sont également exposées des œuvres de jeunes artistes locaux, des peintures d'artistes péruviens tels que Fernando de Szyszlo, Carlos Enrique Polanco, Ramiro Llona, José Tola, Gerardo Chávez, Natalia Iguíñiz, Jaime Higa, Luz Letts, Carlos Runcie Tanaka, Amelia Weiss, Claudia Cuzzi et Venancio Shinki.

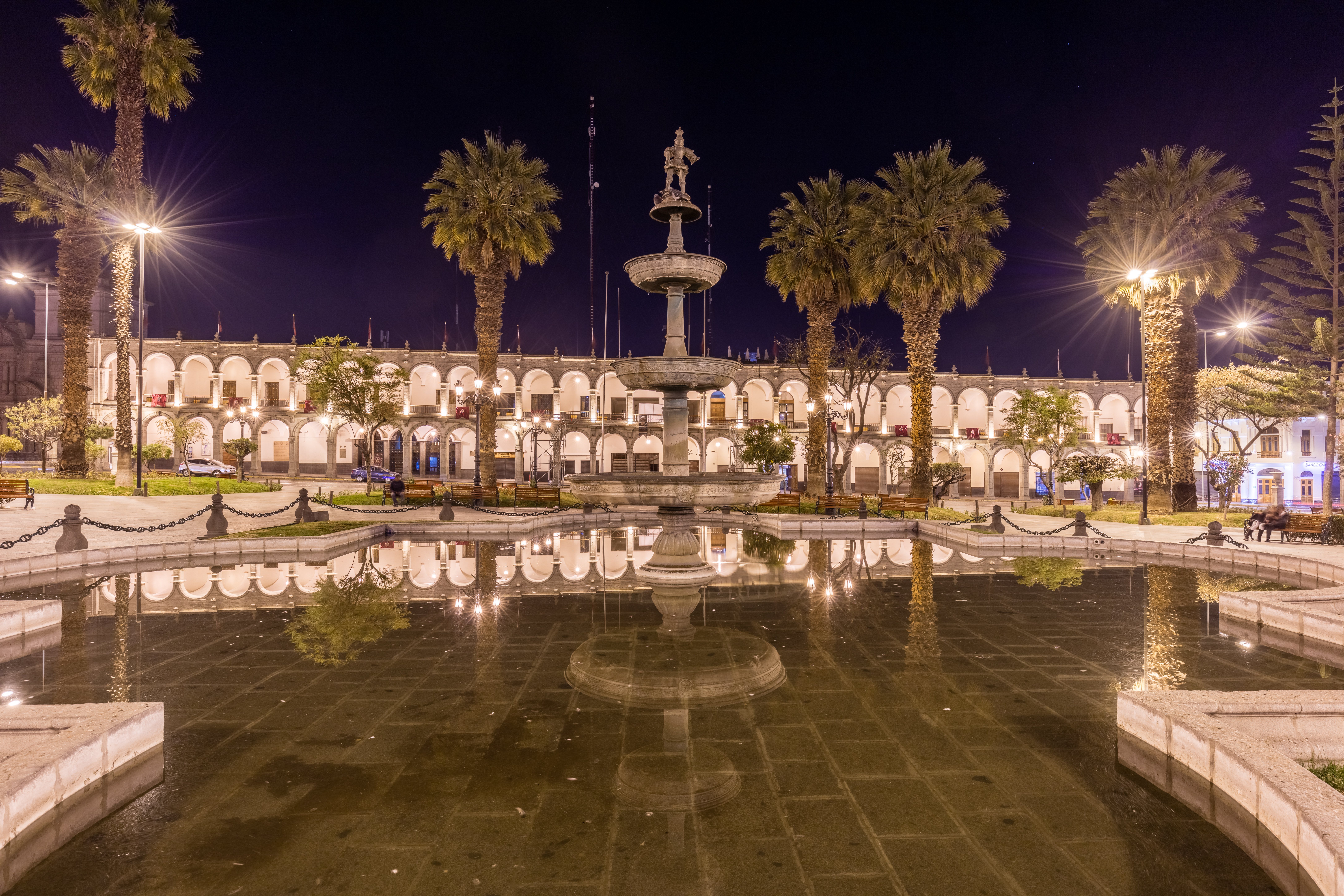
Le "portal de la municipalidad" illuminé.

- Musée d'histoire naturelle[94]: situé dans le district métropolitain de Yanahuara, il est sous l'administration du couvent La Recoleta.
- Musée de Santa Catalina[95]: le site qu'occupe actuellement ce musée s'appelait à l'époque inca l'Acllawasi ou « Maison des Élues » où des vierges étaient confinées afin de se consacrer au culte du soleil, au service du Sapa Inca, ainsi qu'aux travaux textiles et culinaires. Dans une architecture coloniale qui correspond aux dernières étapes de la Renaissance, sont exposées des peintures de l'école de Cuzco des XVIIe et XVIIIe siècles, d'immenses tapisseries de l'époque coloniale et, dans la salle capitulaire des peintures coloniales.
- Musée graphique El Peruano : installé dans la grande maison de Bolívar, il montre l'évolution de l'écriture de l'art rupestre aux premières presses à imprimer et machines impliquées dans le processus de production du Journal Officiel El Peruano. On peut y voir l'acte original par lequel Arequipa fut déclarée le 4 septembre 1882 « Capitale du Pérou ».
- Le musée amazonien : situé dans le quartier de Yanahuara, il expose des objets de l'activité missionnaire dans la jungle amazonienne du XVIe au XVIIIe siècle.
- Musée forestier de la police écologique : ce petit musée situé dans le district métropolitain de Paucarpata présente un échantillon de plus de 300 espèces d'animaux de la faune péruvienne naturalisés, en particulier celles en danger d'extinction.
- ...et aussi, le musée d'art colonial de Santa Teresa, le musée précolombien La Recoleta, le musée culturel de Chiribaya, ainsi que l'observatoire astronomique d'Arequipa où entre 1890 et 1926, ont été faites d'importantes découvertes dans le domaine de l'astronomie.

### Patrimoine naturel des environs

Sites naturels des environs d'Arequipa.
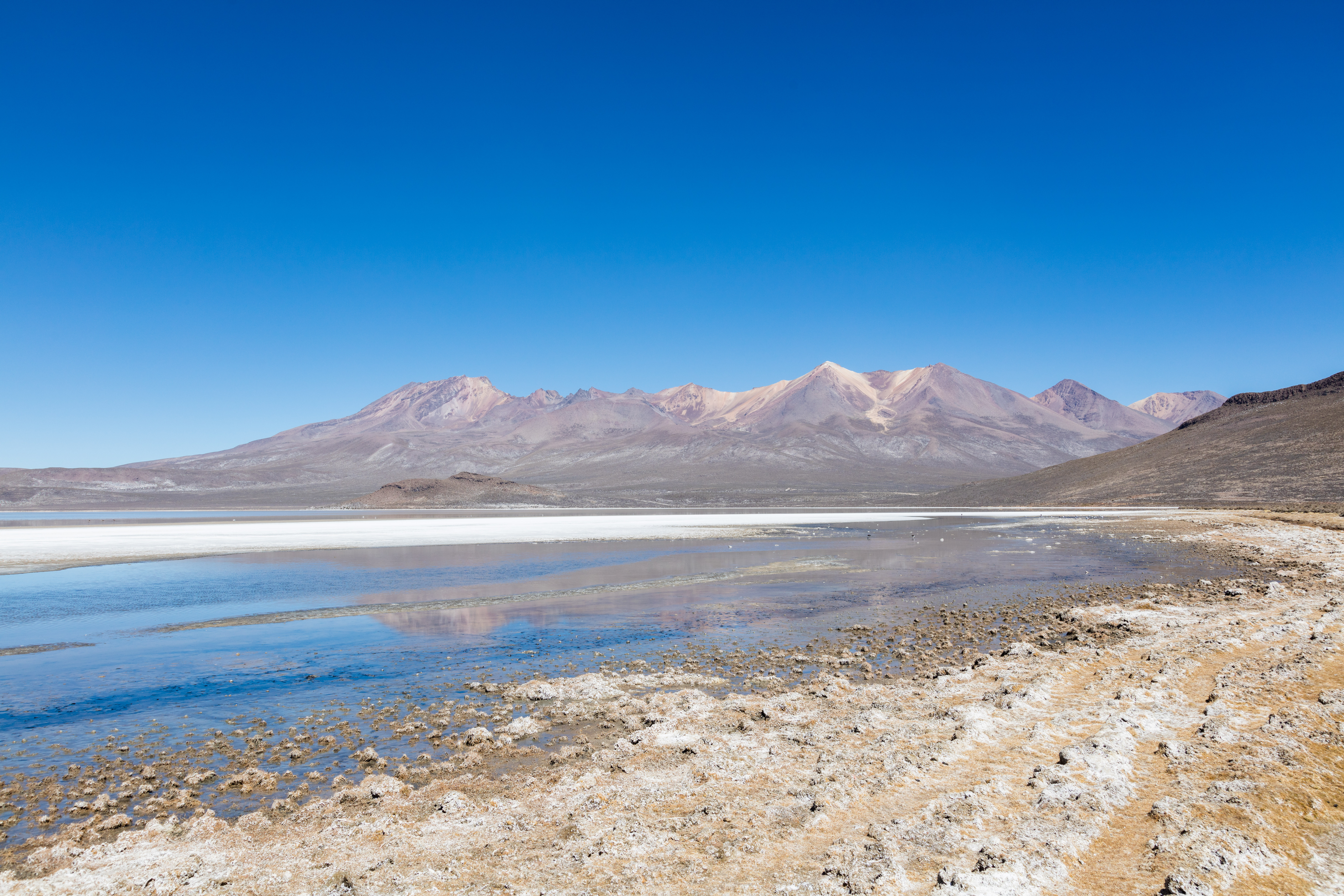
La Réserve nationale Salinas y Aguada Blanca, à 110 km d'Arequipa (par la route), elle est entourée par les volcans Misti, Pichu Pichu, Chachani Tacune et Ubinas, des montagnes et des lacs. La réserve (4 300 m d'altitude) se distingue par son lac salé et la grande variété de sa faune d'oiseaux (Phoenicoparrus andinus, Phoenicopterus chilensis, Chloephaga melanoptera, Oreopholus ruficollis...) de mammifères (Hippocamelus antisensis, Vicugna vicugna, Lycalopex culpaeus...) et de sa flore typique (Azorella compacta, Polylepis, Baccharis incarum (es) ou Tola).
- À proximité se trouve la réserve du spectaculaire lac de Salinas Moche à 4 350 m d'altitude.
- Le canyon de Colca profond de 3 270 m se situe au nord d'Arequipa.
- Le canyon de Cotahuasi se situe à environ 400 km au nord-ouest de la ville d'Arequipa, dans le sud du Pérou. Il est considéré comme le canyon le plus profond du monde, atteignant une profondeur de 3 535 m.
- El Misti - L'ascension du volcan (5 830 m) est possible et prend deux jours, en passant une nuit au camp de base de Nido de Aguilas à 4 500 d'altitude.
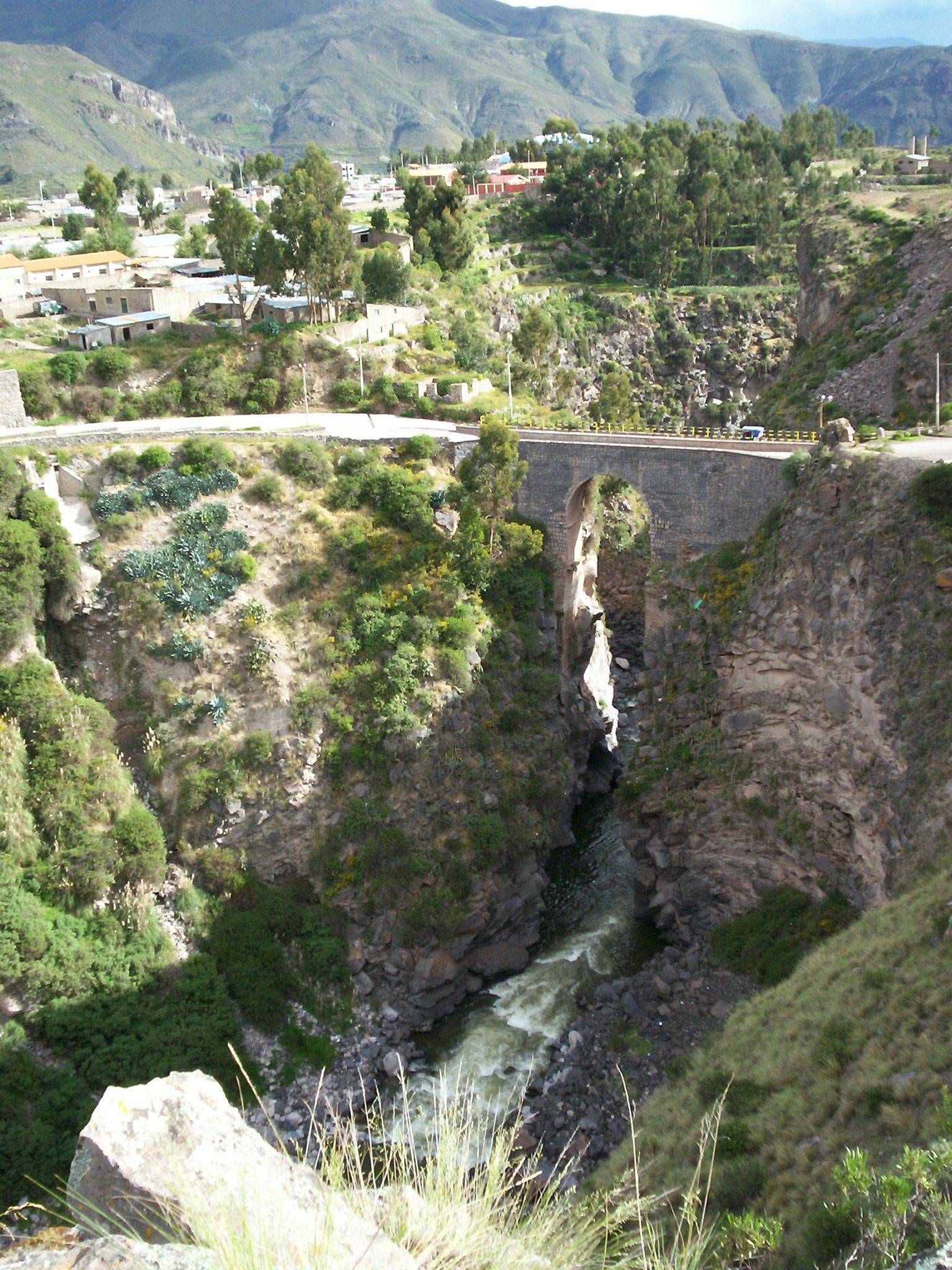
Chivay - Village situé à 3 640 m d'altitude sur la route du cañon de Colca et au mirador aux condors. On y trouve notamment des bains thermaux à des températures de plus de 38 °C.  - Sites naturels des environs d'Arequipa.
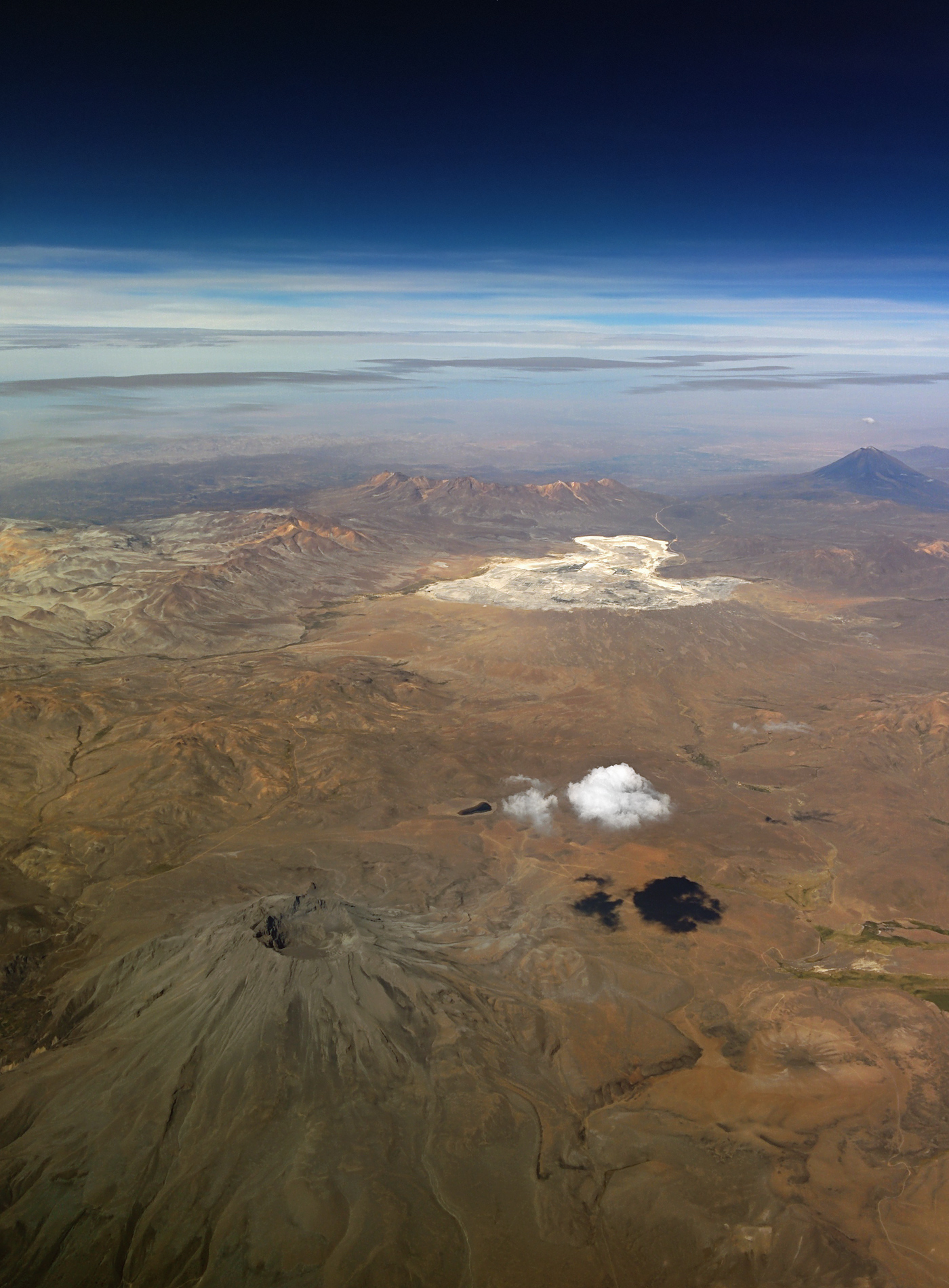
Les volcans Ubinas (1er plan) et Misti (au fond) avec entre les 2 le lac salé de Salinas Moche.
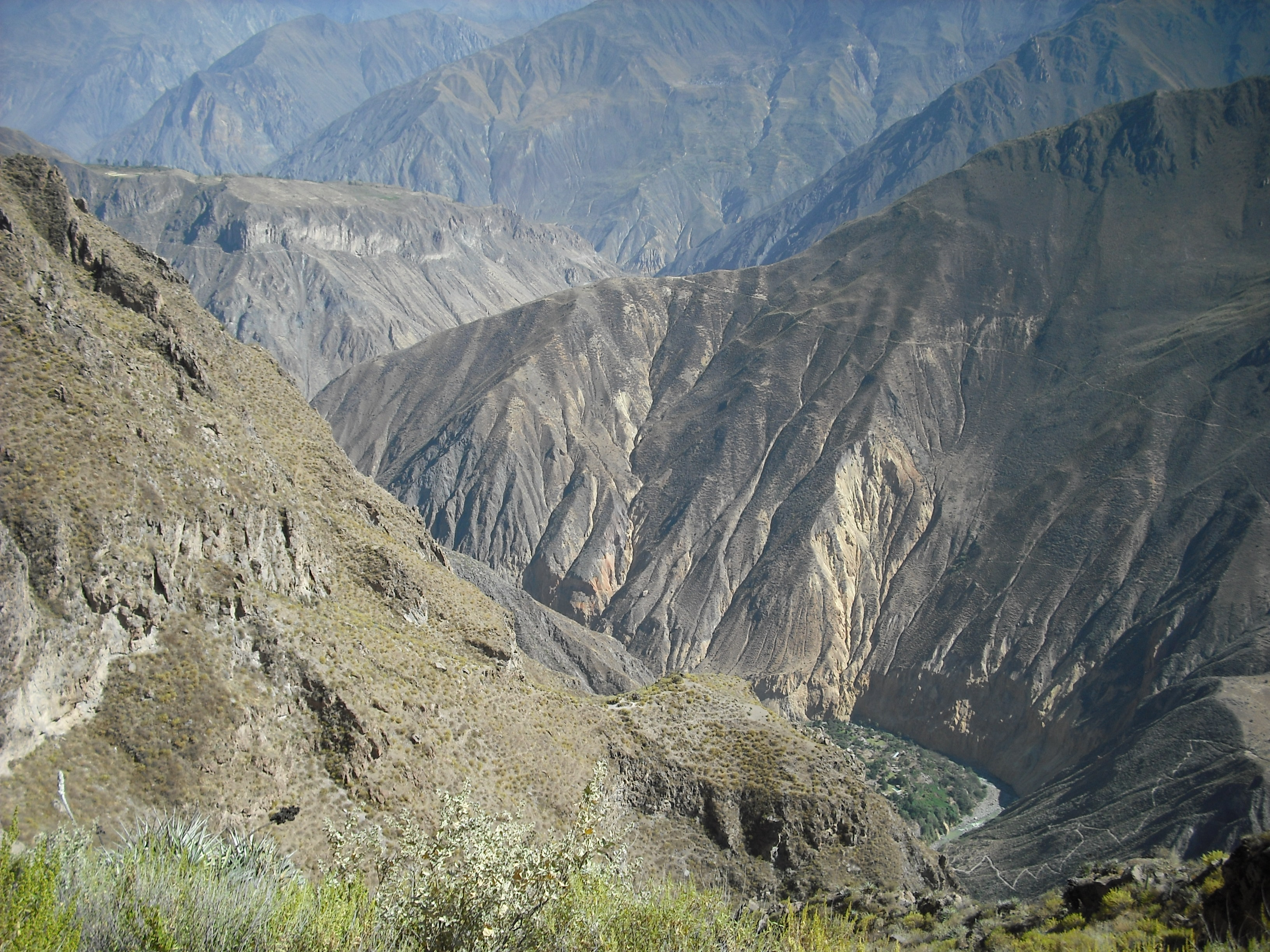
Canyon de Colca.
  - Le lac Salinas.
  - Pont "inca" à Chivay.
  - Les volcans Ubinas (1er plan) et Misti (au fond) avec entre les 2 le lac salé de Salinas Moche.
  - Canyon de Colca.

### Le régionalisme
La culture d'Arequipa est marquée par le caractère régionaliste de ses habitants. Contrairement à d'autres grandes villes péruviennes aux caractéristiques cosmopolites et amérindiennes, Arequipa s'est imposée comme une « grande île espagnole ». Culturellement et géographiquement, elle se classe comme une oasis culturelle et naturelle comme le souligne un ouvrage du prêtre et historien Ventura Travada y Cordova (1695-1758) :

« Le nombre de personnes dans cette ville est à peine 30 000... les noirs, les mulâtres et autres atteignent à peine 6000, tous les autres sont espagnols, beaucoup d'entre eux de noblesse bien connue, car cette ville est l'une de celles qui se démarquent dans le royaume des Espagnols dont ils essaient de ne pas dégénérer le sang, célébrant de nombreux mariages avec des Espagnols appelés huampos. Ces Espagnols au moment où ils arrivent dans ce royaume, s'adonnent au commerce marchand car c'est généralement l'un des métiers les plus honorables... »

Contrairement à d'autres sentiments régionalistes, le celui d'Arequipa était lié à la lutte contre le centralisme :

« Contrairement à d'autres régionalismes péruviens, en particulier celui de Cuzco avec son héritage unique d'avoir été la capitale de l'Empire Inca, le sentiment régionaliste d'Arequipa était lié à la lutte contre la politique centraliste de création d'un État moderne, une alternative crédible au centralisme de Lima. Le régionalisme d'Arequipa a réussi à éviter d'être renvoyé comme un simple provincialisme. Il critique l'effort politique décentralisé fondé sur une réserve locale, la place spécifique des images comme capital symbolique pour valider le succès matériel des classes dirigeantes régionales. »

Parmi les éléments qui ont façonné la culture d'Arequipa et son régionalisme, il y a les nombreuses insurrections ou révolutions qui lui ont valu le surnom de « Ciudad caudillo » (ville dictateur) ou l'antagonisme qui existe entre les deux Arequipa et Lima qui s'exprime par l'expression de l'historien Jorge Basadre (1903-1980), « Arequipa est l'arme qui vise le cœur de Lima ».
Une autre fierté des habitants est celle d'avoir parmi ses compatriotes l'ancien Président de la Cour internationale de Justice (La Haye), le Dr José Luis Bustamante y Rivero (1894-1989) également Président du Pérou, ainsi que l'ancien président (en 1959-1960) d'assemblées des Nations Unies Víctor Andrés Belaúnde (es) (1883-1966) et le tennisman Alejandro Olmedo (1936-2020), vainqueur en 1959 de l'Open d'Australie et du tournoi de Wimbledon.

#### Dialecte
Un autre élément de la culture d'Arequipa qui le distingue du reste du Pérou, c'est son dialecte espagnol, qui incorpore une façon rythmique caractéristique de parler, dans laquelle la dernière voyelle du mot final est généralement prolongée à chaque phrase.
Le voseo : L'espagnol d'Arequipa intègre également plusieurs mots du quechua, en plus de l'utilisation du pronom personnel « vos » (vous) pour s'adresser à une personne,.
En plus de l'utilisation de vos, à Arequipa ce sont les terminaisons verbales chiliennes qui sont employées pour la 3e personne. Arequipa est l'une des rares villes du Pérou à utiliser le vouvoiement dans son discours quotidien, typique du dialecte loncco, bien que cette tendance soit proche de la disparition.
Le loncco : c'est un dialecte des zones rurales de la ville, il a été perdu dans une large mesure, à cause des migrations d'autres provinces et à la normalisation de l'espagnol par les médias de masse de la capitale.

### Les arts plastiques
La première influence, sur les arts graphiques dans la région, se trouve dans la céramique précolombienne et dans les pétroglyphes, notamment ceux du site archéologique de Toro Muerto, qui a fait l'objet de nombreuses études, parmi lesquelles celles d'Eloy Linares Málaga (es) et du cubain Antonio Núñez Jiménez.
La seconde influence, est la contribution espagnole et amérindienne à la sculpture de murs, de statues d'églises et d'autels. Qualifiée de peinture métisse, c'est une vision naïve et une tentative pour recréer le symbolisme chrétien. Cet art de la profonde lumière sombre, de la naïveté anatomique et des dispositions hiératiques a duré de nombreuses années car la région n'a subi l'influence la Renaissance européenne que beaucoup plus tard.

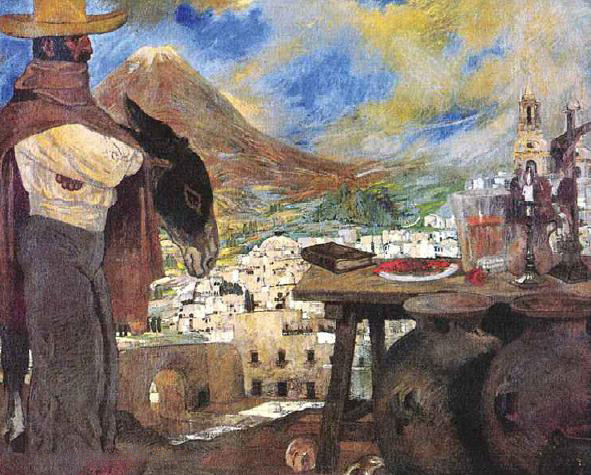
"Le poète Loncco" - Huile de Jorge Vinatea Reinoso représentant Arequipa.

Mais à mesure que les médias et les voyages se multipliaient, les avancées et les préambules de la troisième influence, l'académisme et le romantisme, s'est imposé. C'est à cette époque que les riches familles d'Arequipa ont importé l'art européen, principalement de France, d'Angleterre et d'Espagne, cet art, bien que non issu de maîtres de haut niveau, a jeté les bases de la période suivante.
Ce quatrième état de l'histoire des beaux-arts dans la ville, est illustré, entre autres, par Carlos Baca-Flor (es), Enrique Masías ou Jorge Vinatea Reinoso (es) précurseurs de l'art contemporain avec des œuvres basées sur l'impressionnisme et le nouveau réalisme américain.
Dans la cinquième étape, l'art amorphe symboliste et d'autres courants et styles apparaissent représentés par des groupes d'artistes et des organisations, tels que Luces del sur et Los otros dans lesquelles des jeunes contribuent actuellement aux différents courants de communication artistique (dessin animé, arts plastiques, arts visuels, photographie...). Dans ces domaines, le musée d'art contemporain d'Arequipa et la collection de la société Michell offrent de bons repères.

### Littérature
La littérature d'Arequipa remonte au XVIe siècle, où les deux plus anciens poètes de la ville étaient alors Alonso Picado (es) conquistador et maire du village, ainsi que Diego Martínez de Rivera. À cette époque les écrits sont surtout des chroniques historiques, relatant batailles et découvertes lors de la conquête du Pérou. 

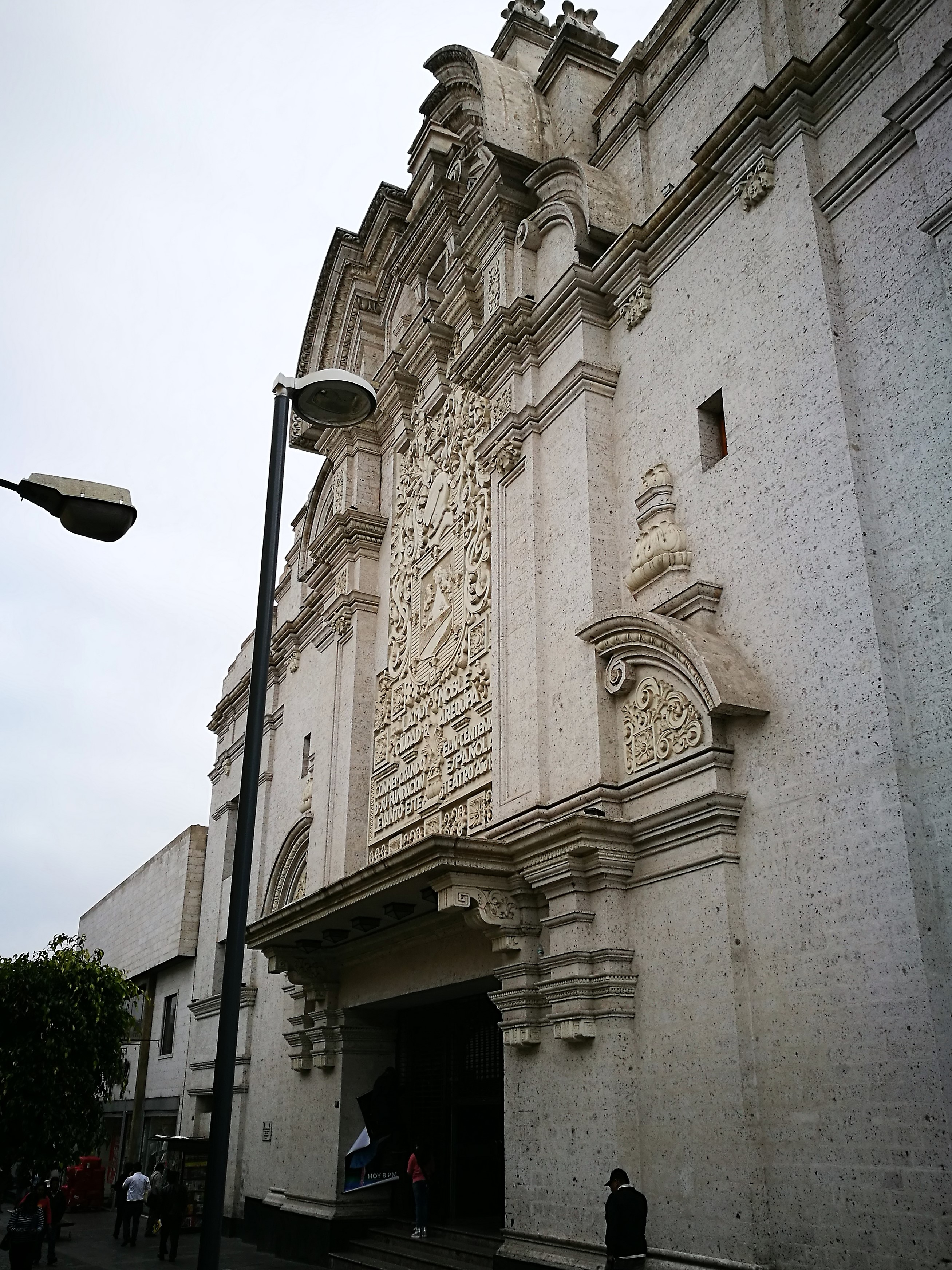
Théâtre municipal d'Arequipa.

Mais c'est au XVIIIe siècle que la littérature s'épanouit avec des auteurs comme Fulgencio Maldonado et surtout Ventura de Travada y Córdova dont un manuscrit retrace la fondation du couvent de Santa Rosa de Lima (es), à Arequipa en juin 1747.
Juan Domingo Zamácola y Jáuregui (es) (1746-1823) était le chroniqueur par excellence d'Arequipa dans les cinquante années précédant la proclamation de l'indépendance. Dans ses nouvelles il relate - entre autres -  les dommages causés à la cité par le tremblement de terre du 13 mai 1784 ou les évènements survenus en 1780 lors de la révolution de Túpac Amaru II (1738-1781).
Au XIXe siècle, les poètes Mariano Melgar (es) (1790-1815) considéré comme le précurseur du romantisme littéraire en Amérique et l'initiateur d'une littérature authentiquement péruvienne, ou Benito Bonifaz (es) (1832-1858) et Jorge Polar Vargas (es) (1856-1932), ainsi que bien d'autres, ont donné tout leur prestige aux lettres d'Arequipa.
À la fin du siècle, les Traditions d'Arequipa ou souvenirs d'antan (1881) de l'historien Mariano Ambrosio Cateriano (es) (1829-1915) sont publiées et María Nieves y Bustamante (es) (1861-1947), avec son roman Jorge, fils du peuple écrit dans la veine de Victor Hugo.
Au début du XXe siècle les grands noms de la Literatura arequipeña (es) sont le poète et magistrat Francisco Mostajo Miranda (es), César Atahualpa Rodríguez (es) et une avant garde de jeunes comme Alberto Guillén (es), Francisco Mostajo Miranda (es) et Alberto Hidalgo Lobato (es).
Parmi des dizaines de poètes, romanciers, critiques, etc. de la vie littéraire intense des XXe et XXIe siècles, on doit retenir les noms de Antonio Cornejo Polar (es), Oswaldo Reynoso (es), José Ruiz Rosas (es), Oswaldo Chanove, Carlos Herrera, Edmundo de los Ríos, Rosario Cardeña, Pablo Nicoli Segura ou Víctor M. Lozada A.

Mais, sans aucun doute, l'Arequipeño le plus renommé dans le domaine des lettres est Mario Vargas Llosa, prix Nobel de littérature en 2010.

Quelques-uns des artistes arequipeños du XXe siècle.
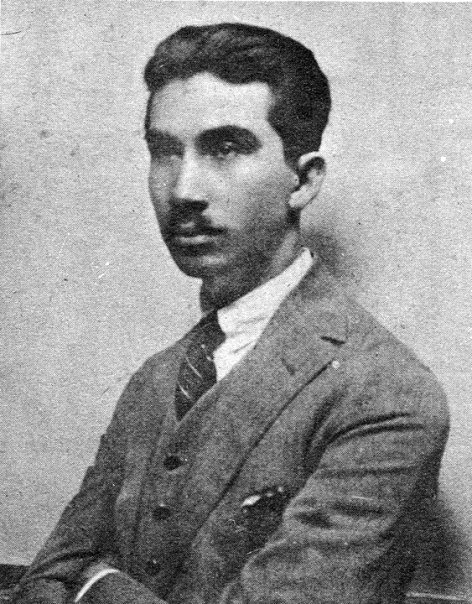
Jorge Vinatea Reinoso (1900-1931).
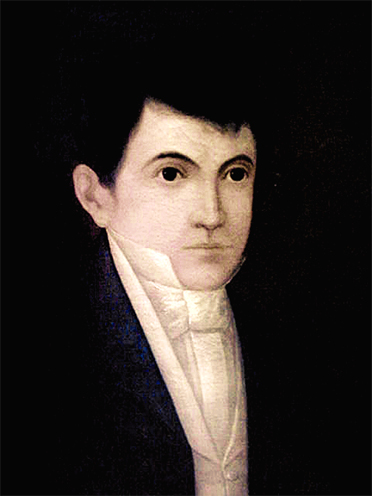
Mariano Melgar (1790-1815).
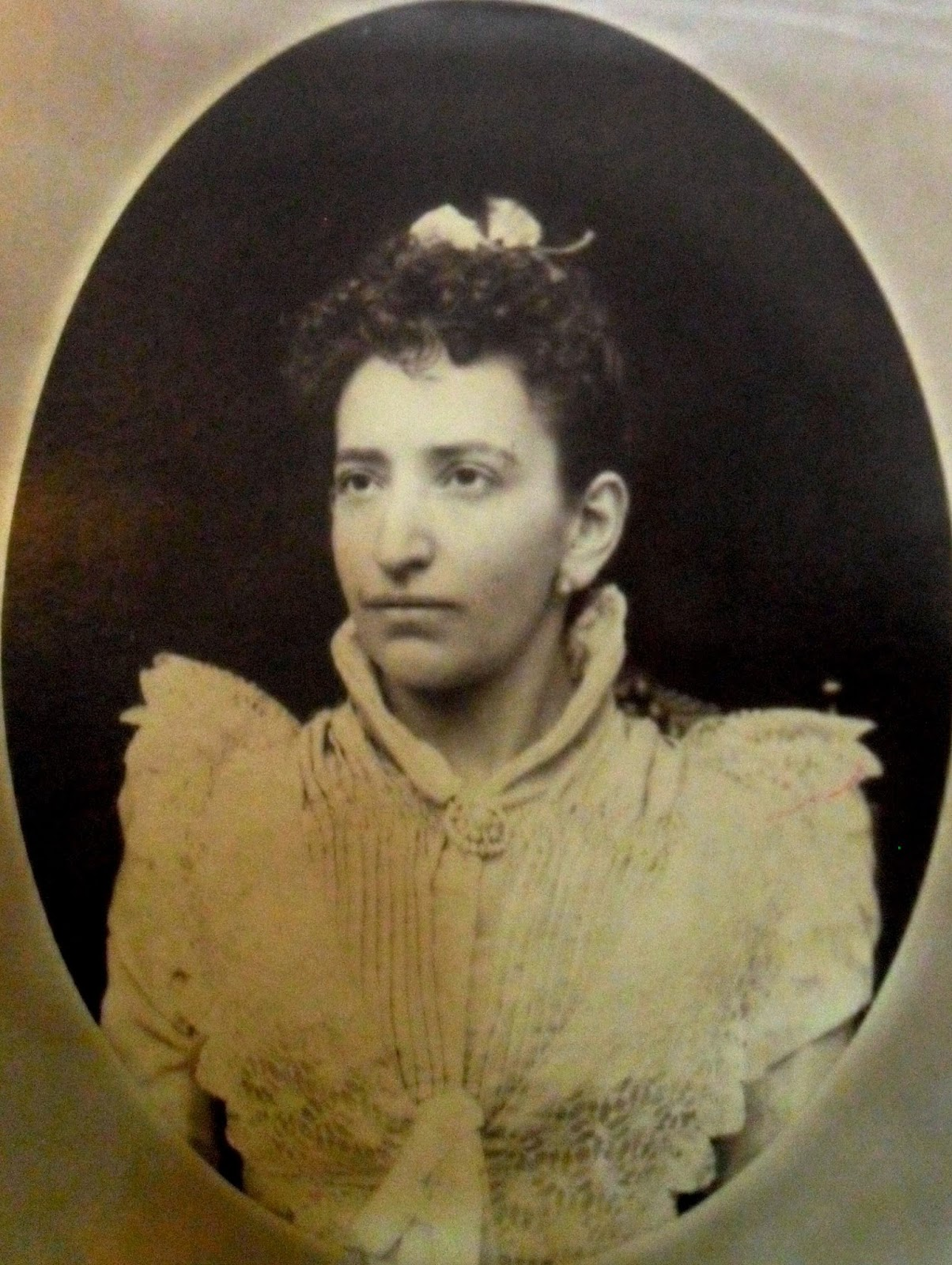
María Nieves y Bustamante (1861-1947).
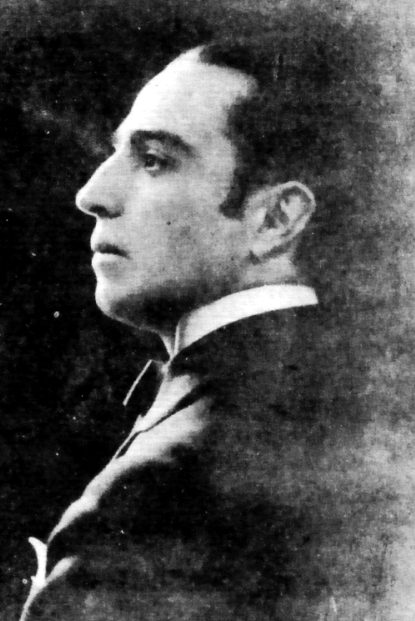
Alberto Guillén (1897-1935).

### Musique et danse
Depuis la fin de la vice-royauté, il y a eu d'importants compositeurs de musique académique tels que Mariano Melgar (plus connu comme poète), Pedro Ximénez Abril Tirado (es) et Florentino Díaz faisant d'Arequipa l'une des villes du pays avec le plus grand nombre de compositeurs et donnant la meilleure formation musicale.
À l'époque républicaine, Manuel Aguirre, Carlos Sánchez Málaga, le compositeur et pianiste Luis Duncker Lavalle (es), Octavio Polar, David H.Molina ont diffusé leurs œuvres avec l'Association orchestrale d'Arequipa, comme Aurelio Díaz Espinoza qui était l'auteur de la musique de l'hymne d'Arequipa (es) (et Emilio Pardo del Valle pour les paroles).
Plus tard au XXe siècle, Roberto Ramírez Zevallos-Ortiz, Roberto Carpio Valdez, Juan Francisco Ballón Ballón, Armando Sánchez Málaga González (es), Benigno Ballón Farfán (es) et Mario Cavagnaro (es) composent et interprètent dans tous les genres ; valses, polkas créoles, boléros, tonderos, marineras, huaynos et autres.
Actuellement, la ville dispose de plusieurs espaces scéniques qui totalisent plus de 10 000 places de concert. Il y a deux salles situées dans le Cerro Juli Fair Ground ("Convention Center" et les "Pavillons d'Exposition"), auxquelles s'ajoutent le "Théâtre Municipal d'Arequipa", le "Théâtre Ateneo" et "l'Amphithéâtre du Palais Métropolitain des Beaux-Arts Mario Vargas Llosa".

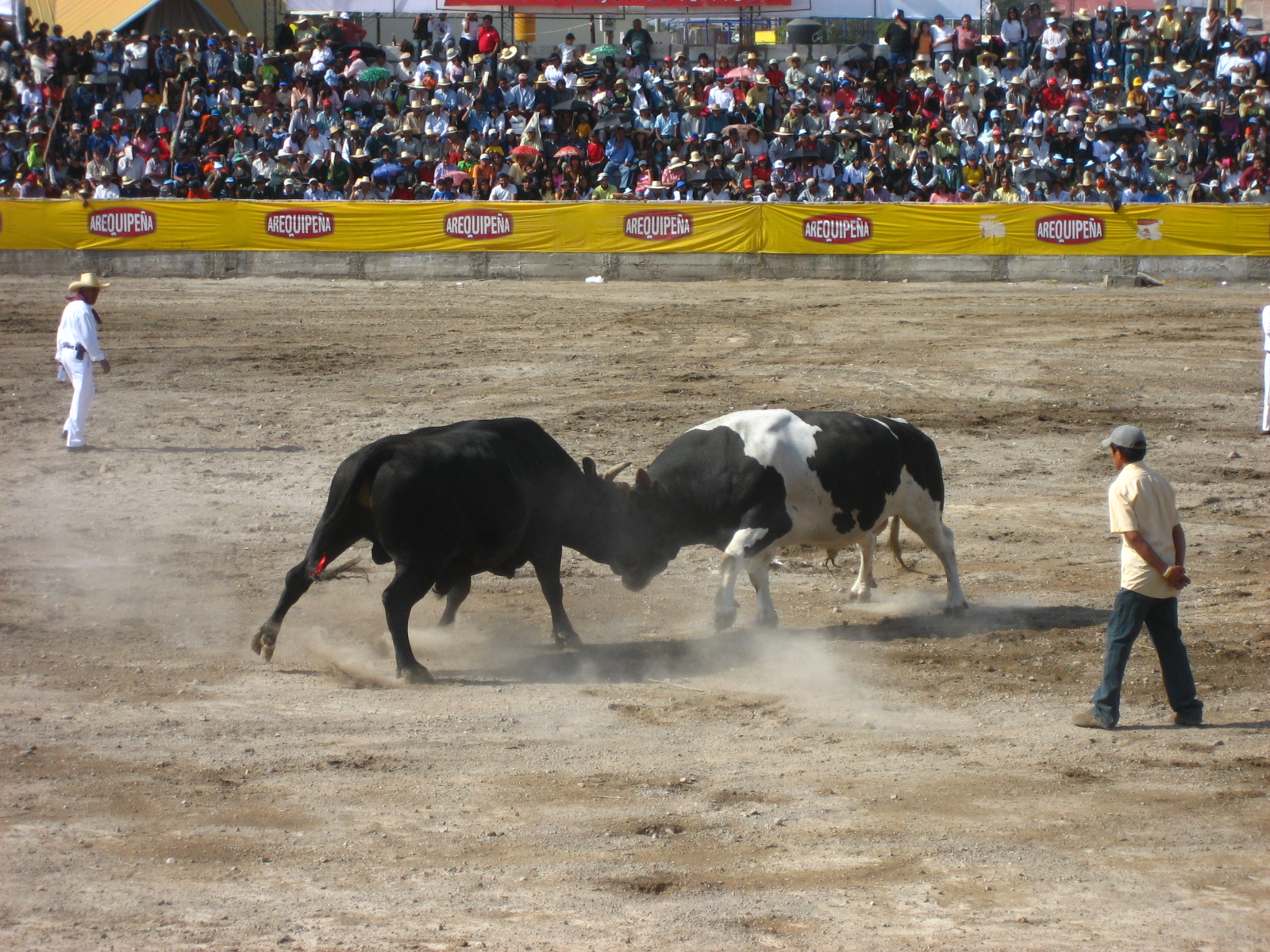
Combat de taureaux

En 2006 et en 2007, la ville a organisé également un festival international de musique, fondé par Serge Schoonbroodt.

### Combats de taureaux
L'une des traditions encore largement pratiquée à Arequipa est le combat de taureaux (peleas de toro de Arequipa), qui se déroule régulièrement dans les arènes en périphérie de la ville.
Les combats se déroulent à la manière d'une corrida, mais sans mise à mort, de nombreux Arequipeños s'y retrouvent dans une ambiance festive.

### Gastronomie
D'après une étude de 2008, la ville possède la plus grande diversité de plats comparée aux autres localités du Pérou. Plus de 500 variétés de plats typiques ont été enregistrées et Hernán Cornejo un autre chercheur a compilé une liste de 40 plats d'entrée, 11 déjeuners ou dîners, 11 soupes, 70 ragoûts, 51 desserts et 11 boissons.
La gastronomie de la ville se distingue par l'utilisation de condiments et de formes de préparation à la fois andines et introduites par les Européens, parce que de nombreux plats ont été créés pour satisfaire les goûts des Espagnols, des marchands, des soldats et des prêtres installés à Arequipa.
L'institution emblématique de cette cuisine est la picanteria d'Arequipa, déclarée patrimoine culturel de la nation en 2014. Les coutumes gastronomiques se caractérisent par la présentation d'un régime alimentaire pour chaque jour de la semaine, de ce fait il s'ensuit que dans la plupart des picanterías il est habituel de proposer les plats suivant :
- le lundi : Le Chaque, soupe de bœuf ou d'agneau bouilli accompagnée de divers légumes et condiments.
- le mardi : Le Chairo, soupe qui combine des ingrédients typiques des Andes et des aliments européens, comme le bœuf et le mouton (la viande de lama ou d'alpaga peut également être utilisée).
- le mercredi : Le Chochoca, pâte constituée de pommes de terre râpées crues pressées mélangées avec des pommes de terre cuites, puis rôtie,
- le jeudi : Le Chupe colorado o chuño, soupe épaisse et épicée qui contient des crevettes de rivière, des pommes de terre jaunes, du fromage frais, du lait, des haricots, des pois, du maïs, du riz et des œufs comme ingrédients principaux, ainsi qu'une vinaigrette à base de poivron rouge et de Tagetes minuta une plante fortement parfumée.
- le vendredi : Le Chupe de Viernes, soupe de poisson en morceaux, aromates, algues, légumes, lait, œufs, pommes de terre, maïs, entre autres ingrédients, servie sans viande selon la coutume.
- le samedi : Deux plats au choix ; soit le Puchero un ragoût de haricots blancs et de chou, avec chorizo (ou côtelette, boudin ou bacon) farci de miettes d'œuf et de viande, ou bien le Timpusca bouillon de viande de bœuf, d'agneau ou de chalona (viande déshydratée), avec du blé auquel on ajoute du chuño, des algues, de la menthe et divers légumes. Des fruits comme la poire ou la pêche y sont généralement ajoutés.
- et le dimanche : Encore deux choix; Le Caldo blanco un bouillon clair à base de carcasse de volaille et de divers légumes finement hachés ou le Pebre de lomos marinade d'agneau ou de filet de poulet, de pommes de terre séchées, de yuca, de chuño, de pois chiches, de poivron, d'ail, d'oignon entre autres ingrédients[101].

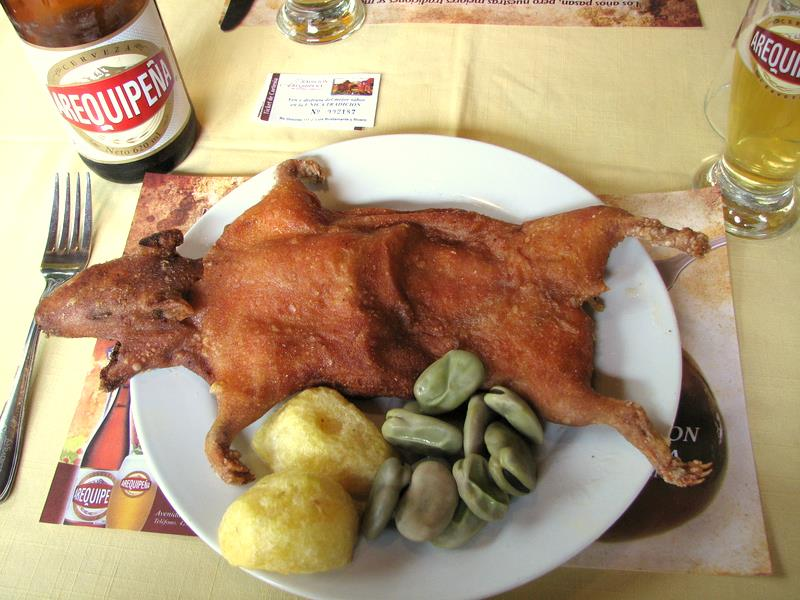
Un cobaye frit à l'huile et sa garniture, accompagnés d'une bière d'Arequipa.

Cette coutume est due à un contexte global où la population se nourrit traditionnellement a des horaires fixes très respectés par la population et par la disponibilité d'ingrédients spécifiques sur les marchés locaux pour satisfaire la demande au long de la semaine.
Parmi les plats les plus connus les Chupe de camarones (es), l'Ocopa arequipeña, le Rocoto relleno, l'Adobo arequipeño, une salade le Soltero de queso, le Pastel de papas équivalent du hachis Parmentier, la côtelette de porc façon Costillar frito, le typiquement péruvien Cuy chactado, le très épicé Cauche de queso (es) à base de fromage frais, le locro - courge, maïs, haricot - d'origine pré-inca dont chaque ville du Pérou à sa propre recette et bien d'autres.
En dessert, le Queso helado (es) qui est une crème glacée (sans fromage), les Buñuelos (beignets), les dulces de convento (pâtisseries), le chocolat et comme boissons, la Chicha de guiñapo sorte de bière ancestrale à base de maïs noir endémique, ainsi que l'anis de la région en anisette ou diluée à l'eau.
La Sociedad Picantera de Arequipa organise depuis 2013 sur la Plaza de Armas de la ville un « Festival Chicha » le premier vendredi d'août, où les picanterías offrent la boisson traditionnelle et des dizaines de plats typiques dans un cadre d'affirmation de la culture locale et des traditions.

## Services publics

### Infrastructures énergétiques
Électricité : L'agglomération d'Arequipa a un niveau d'électrification élevé atteignant un taux de 99%. La production d'électricité est sous la responsabilité de Empresa de Generación Eléctrica S.A. (EGASA) qui exploite six centrales hydroélectriques d'une puissance installée de 177,6 MW et deux centrales thermiques de 155 MW. L'alimentation électrique de la ville est de 120 à 130 MW distribués par la Sociedad Eléctrica de Arequipa (SEAL), la consommation électrique est de 85 MW pour la consommation résidentielle en heures de pointe des ménages d'Arequipa et 33 MW pour la consommation industrielle. En 2002, il a été consommé au total 1 108 689 MWh d'énergie électrique, dont 87,6 % correspondent à la production hydroélectrique et 12,4 % à la production thermique.
Gaz : En juillet 2013, le gouvernement péruvien a octroyé à la multinationale espagnole Gas Natural Fenosa la concession pour la distribution massive de gaz naturel à la ville d'Arequipa, ainsi qu'à trois autres villes du sud du pays, Moquegua, Tacna et Ilo. La première phase du projet, avec l'approvisionnement en commun de 64 000 foyers, est entrée en service fin 2015. Le projet réalisé a permis d'approvisionner la ville par un pipeline virtuel (avec des camions-citernes) depuis l'usine de liquéfaction de gaz du terminal gazier de Pampa Melchorita sur la côte Pacifique jusqu'à deux usines de gazéification qui distribuent ensuite le gaz dans la ville par un réseau souterrain. À un stade ultérieur, le réseau a été alimenté à partir du gazoduc sud péruvien, dans le cadre d'un projet attribué en juillet 2014 au consortium formé par la société de construction brésilienne Odebrecht et la société gazière espagnole Enagás.

### Eau potable
Le réseau d'adduction d'eau potable et d'épuration des eaux usées de la ville d'Arequipa est réalisé par la société SEDAPAR - créée en 1961 en tant qu'entreprise privée de droit public - dont les actionnaires sont les communes de la ville.
L'approvisionnement en eau potable est assuré par sept sources avec une production mensuelle de 4 293 833 m3. La source la plus importante est la station d'épuration de La Tomilla, qui produit 84 % de l'eau potable. En ville, seulement 53 % de la population dispose d'une arrivée d'eau potable. 143 856 raccordements domestiques reçoivent une dotation journalière de 153 litres/habitant et 17 010 raccordements pour des usages industriels et agricoles ont une dotation de 42 litres/unité.
Le traitement des eaux usées des réseaux domestiques et d'assainissement est réalisé à la station d'épuration de Chilpinilla de la ville, qui est chargée de traiter 8,12 % des eaux usées produites. La station d'épuration de La Escalerilla en cours de construction par la société espagnole Acciona-Agua, supportera un débit de 35 000 m3 par jour, correspondant à une population de 180 000 personnes.

### Enseignement
| EDUCATION | EDUCATION                 | EDUCATION                 | EDUCATION                 |
| Niveau académique atteint | Niveau académique atteint | Niveau académique atteint | Niveau académique atteint |
| Niveau | Total                     | Pourcentage               |                           |
| --- | ------------------------- | ------------------------- | ------------------------- |
| Maternelle | 22 819                    | 2,77 %                    |                           |
| Primaire | 165 212                   | 20,07 %                   |                           |
| Secondaire | 245 250                   | 29,79 %                   |                           |
| Hors université | 143 674                   | 17,45 %                   |                           |
| Universitaire | 185 894                   | 29.92 %                   |                           |
| LES UNIVERSITÉS. |                           |                           |                           |
| Université | Création                  | Étudiants                 |                           |
| Université nationale de San Agustín | 1828                      | 26 065                    |                           |
| Université catholique de Santa Maria | 1963                      | 13 520                    |                           |
| Université catholique de San Pablo | 2004                      | 4807                      |                           |
| Université autonome de San Francisco | 2010                      | -                         |                           |
| Université La Salle | 2012                      | -                         |                           |
| Université privée des sciences de la santé | 2012                      | -                         |                           |
| Université privée autonome du Sud | 2012                      | -                         |                           |
| Université Javier Prado | 2012                      | -                         |                           |
| Saint François Xavier | 2010                      | -                         |                           |
| Université de la mer | 2009                      | -                         |                           |
| Sources : Recensement de 2007, 2e recensement national des universités. Le tableau ne répertorie que les universités dont le siège est dans la ville d'Arequipa |                           |                           |                           |

Selon les informations du recensement INEI 2007 à Arequipa, il y avait 823 148 habitants âgés de 3 ans ou plus qui fréquentaient un centre d'éducation ordinaire, ce qui représentait 95,24 % la population concernée.

#### Enseignement infantile, primaire et secondaire
En 2007, dans les quartiers qui composent la ville, 20 595 élèves ont atteint le niveau de l'éducation infantile ou initiale, 143 543 dans le primaire et 219 305 dans le secondaire.
Parmi les plus anciennes écoles de la ville se trouve le Séminaire de San Jerónimo en activité depuis 1622 l'institution éducative emblématique de l'indépendance américaine, ainsi que les collèges San Francisco de Asís, Salesiano Don Bosco, De la Salle et San José.

#### L'enseignement supérieur
Plus de 15 universités, une nationale et huit privées accueillaient en 2007 56 087 étudiants, faisant d'Arequipa la seconde ville - après Lima - avec la plus grande population universitaire au Pérou en termes de pourcentage. Les habitants ayant reçu une formation universitaire complète et non universitaire étant respectivement 108 823 et 70 252.
La première université privée créée dans la ville a été l'Université catholique de Santa María, suivie par l'Université catholique de San Pablo, l'Université autonome de San Francisco et l'Université de la Salle, ainsi que l'Université privée Javier Prado et l'Université autonome du Sud.
En outre, il existe des succursales d'autres universités dans la ville, comme l'Université nationale principale de San Marcos (UNMSM), l'Université technologique du Pérou, l'Université Alas Peruanas, l'Université privée de San Pedro, l'Université de la mer du Chili, l'Université Los Ángeles de Chimbote, la San Francisco Xavier Business School, l'Université Inca Garcilaso de la Vega et l'Université San Martín de Porres, par exemple.

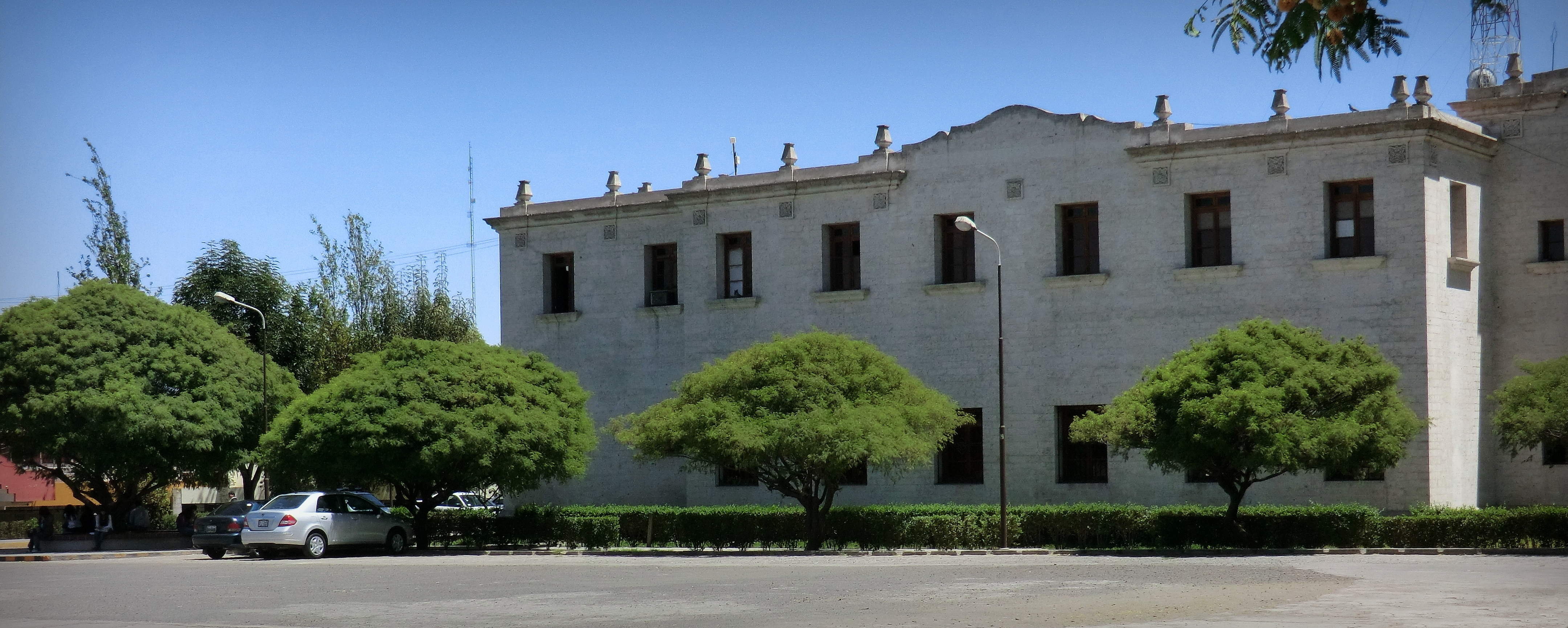
Cité universitaire de l'UNSA.

Arequipa possède surtout la deuxième plus grande université publique du pays derrière l'UNMSM (Université nationale de San Agustín), dont l'origine remonte à 1714,,.
L'UNSA dispose de trois campus et sa cité universitaire a été réalisée par l'architecte Héctor Velarde Bergmann (es) en 1940 qui sous l'influence de ses études à l'école des Beaux-Arts de Paris a adopté un style néocolonial formel qui deviendra le "style Arequipa" reproduit ensuite dans d'autres centres au Pérou et dans le reste de l'Amérique.

### Santé
En tant que capitale administrative et économique de la région d'Arequipa, la ville concentre le plus grand nombre de centres de santé publics et privés, totalisant 680 établissements.
Les plus importants sont, pour les établissements privés; l'hôpital Edmundo Escomel, la Polyclinique Metropolitano, l'hôpital de Yanahuara, l'hôpital national Carlos Alberto Seguín Escobedo (HNCASE), l'hôpital régional Honorio Delgado Espinoza et celui de Goyeneche qui dépendent du Ministère de la santé (MINSA) et les instituts national (INEN) et régional des maladies néoplasiques (INEN).

### Média
Télévision : L'inauguration officielle de la télévision a eu lieu à d'Arequipa le 15 août 1959. La 1re transmission a été réalisée à partir du pavillon de la culture de l'Université nationale de San Agustín. Cette première émission inaugurale a été présentée par la Péruvienne Gladys Zender Miss Univers 1957.
D'autre part, en 1962, Arequipa a été la première ville à diffuser un signal décentralisé via Radio Televisión Continental (canal 6), plus tard en 1987, le canal 8 est né, appartenant à Arequipa Radio Company SA, un signal qui depuis 2012 est transmis comme ATV Sur.
Il y a désormais 4 chaînes d'informations ; HTV (Canal 4), ATV Sur (Canal 9), Líder (Canal 23) et TV UNSA (Canal 45).
Journaux : Les quotidiens de diffusion régionale sont : le Diario El Pueblo, journal de la ville, fondé en 1905, le Diario Correo, édition Arequipa, journal du groupe EPENSA et le Diario Noticias. Deux magazines, le Mercados & Regiones, principal moyen de communication d'entreprise diffusé sur Arequipa, Cuzco, Lima et Tacna et l'hebdomadaire El Búho de diffusion régionale, abordent les sujets politiques et culturels d'Arequipa.
Radios : Radio Internacional (91.9 FM), Radio Victoria (100.1 FM), Radio Melodía (104.3 FM / 1220 AM) et Radio Libertad (1310 AM) émettent depuis Arequipa, alors que Radio Las Vegas (99.3 FM), Radio Mollendo (106.7 FM) et Radio Laser (97.3 FM) émettent depuis la côte.

### Transports

#### Transports routiers
Régulation du trafic urbain : En 2018, plus de 312 500 circulaient dans la ville, selon la Surintendance des registres publics. Cette même année, le nombre de véhicules avait augmenté de 64 000 véhicules, dont 12 360 étaient des véhicules neufs.
Devant cet afflux de véhicules, une restriction de circulation est appliquée depuis 2019 dans le centre historique d'Arequipa de 6 h à 22 h en fonction du dernier chiffre de la plaque d'immatriculation du véhicule, ce qui a permis de décongestionner la zone en diminuant le nombre de véhicules de 20 %. Les véhicules interdits sont : lundi (0 et 1), mardi (2 et 3), mercredi (4 et 5), jeudi (6 et 7) et vendredi (8 et 9). La circulation est libre le week-end.
Réseau routier : Le réseau routier métropolitain a une structure radiale basée sur cinq routes principales ou nationales : Av. Ejército, Av. Jesús, Av. Alcides Carrion, Variante de Uchumayo et Av. Parra qui permettent le transfert de la population des zones intermédiaires et périphérique aux centres d’activité.
Ces routes longitudinales sont reliées entre elles par des routes collectrices, formant un anneau autour de la zone centrale : Av. Venezuela, Teniente Ferré, Progreso, Av. Arequipa, Av. Gómez de la Torre, Av. La Marina, San Martín, Av. Salaverry, Mariscal Cáceres, Malecón Socabaya et Av. Venezuela.
Ce système est complété par quelques routes principales telles que : Av. Cayma, Av. Arequipa, Av. Goyeneche, Av. Kennedy, Av. Dolores, Av. Lambramani, qui acheminent les flux des routes locales vers les collecteurs et vice versa.

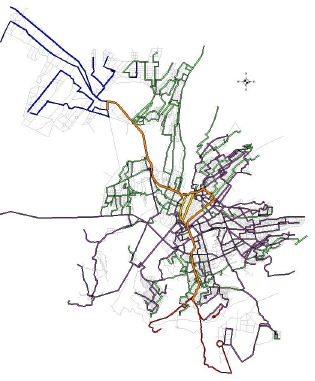
Corridor exclusif
Dessertes
Dessertes nord
Dessertes sud
Lignes structurantes

Transports publics urbains : Un « système de transport intégré » est en phase de construction et de mise en œuvre par le ministère des Transports et des Communications et la municipalité provinciale d'Arequipa. Ce système est composé d'un schéma de réseau rationalisé basé sur 2 itinéraires appelés lignes principales qui fonctionnent avec les bus de transport rapides(BRT) appelés « SITransporte » qui interagissent avec les réseaux de connexion et les routes structurantes, :
- Corridor exclusif : Cette ligne est composée de deux voies séparées par lesquelles transitent des bus articulés (BRT), son terminal nord est situé dans le secteur Río Seco dans le district de Cerro Colorado et son terminal sud est situé dans le secteur Lara dans le district de Socabaya.
- Lignes de desserte : 43 lignes qui convergent vers la ligne principale, 9 d'entre elles opèrent dans les périphéries nord et sud de la ville et 34 dans les zones intermédiaires.
- Lignes structurantes : 35 lignes qui selon leurs caractéristiques, fournissent un service direct avec leur propre origine et destination.

Tous les itinéraires fonctionneront de manière coordonnée par un système de paiement interconnecté et un système de contrôle des flux de passagers.
Transports routiers régionaux et internationaux : Le terminal terrestre "Terrapuerto Internacional Arequipa" est situé dans le quartier Jacobo Hunter et relie Arequipa par des lignes d'autocars à tout le Pérou et à La Paz en Bolivie, Santiago du Chili, Mendoza et Buenos Aires en Argentine. En plus du trafic international, il est à usage régional avec des services de cars vers les montagnes et la côte.
À partir d'Arequipa, partent des routes interrégionales, comme la variante Uchumayo qui sert de connexion avec la côte ou la salida Yura et la salida Jesús qui mènent vers les zones élevées de la région d'Arequipa et de la région de Chiguata.

##### Transports aériens
Arequipa est desservie par l'aéroport international Alfredo Rodríguez Ballón situé dans le district de Cerro Colorado à environ 8 km au nord-ouest du centre-ville.

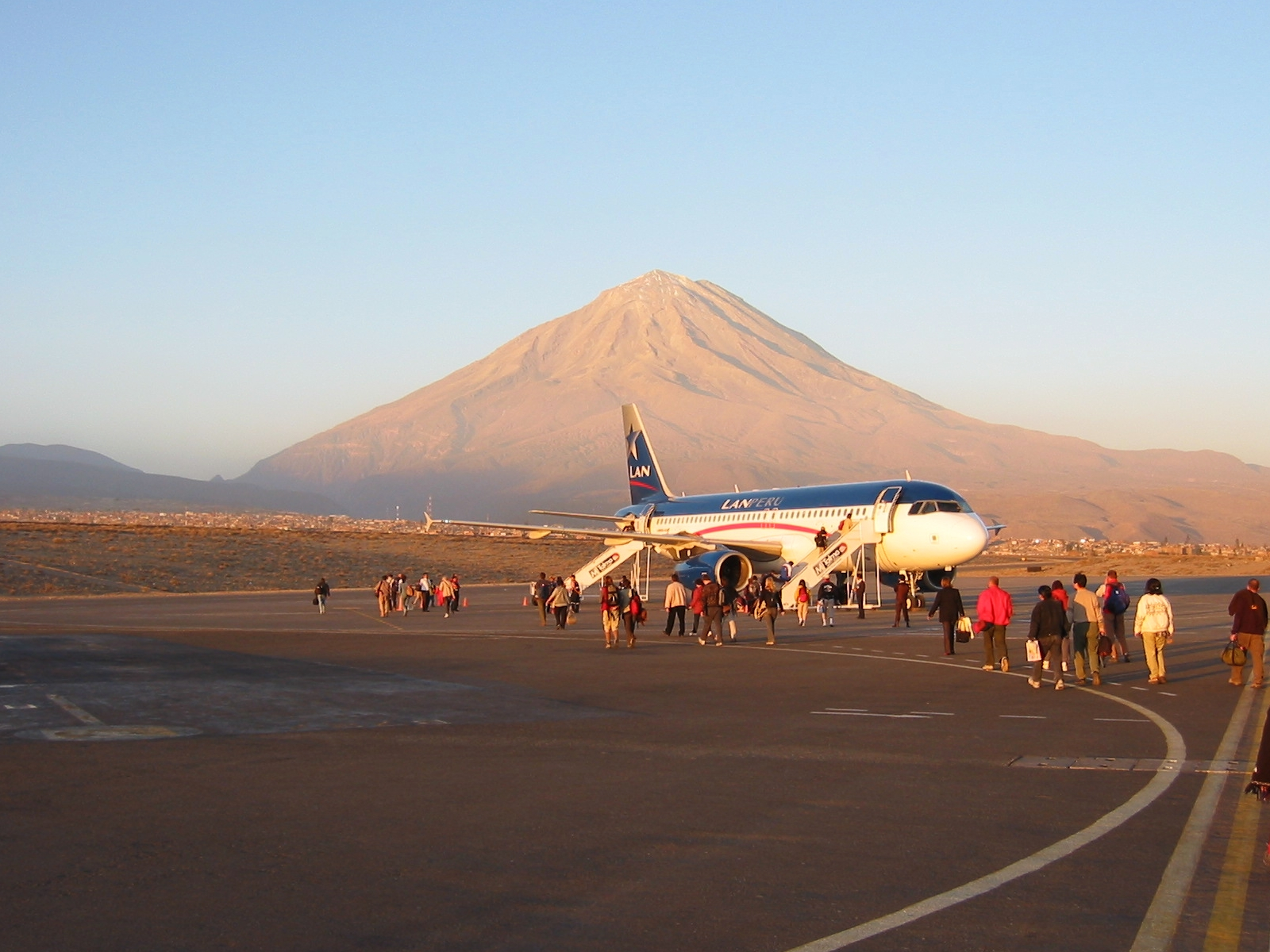
Le Misti depuis l'aéroport international Rodriguez Ballon.

De par ses caractéristiques et ses installations, c'est l'un des meilleurs du pays, exploité depuis 2011 par le biais d'une concession administrée par le consortium « Aeropuertos Andinos del Sur ».
En 2010 il avait géré un flux de fret de 2 193 t et en 2017, un flux de 1 153 081 passagers sur les vols intérieurs, devenant ainsi le deuxième aéroport de la région sud après l'aéroport international Alejandro-Velasco-Astete, de Cuzco et le troisième en importance dans le pays.
L'aéroport offre des liaisons aériennes quotidiennes avec les villes de Lima, Cuzco, Juliaca et Tacna et avec des destinations internationales telles que ; La Paz, Santiago du Chili et Buenos Aires.
En 2021, cinq compagnies aériennes proposaient leurs services sur des vols intérieurs avec un total de 38 vols quotidiens en basse saison entre leurs principales destinations et 52 vols quotidiens en haute saison.
La compagnie Sky Airline effectue trois vols réguliers vers chacune des destinations internationales (Arica, Iquique, Antofagata, Santiago du Chili) par semaine, et bientôt vers la ville de Buenos Aires avec un code partagé avec Aerolineas Argentines.

##### Chemin de fer
Arequipa est connectée au réseau ferroviaire sud (es) depuis 1871. Ce chemin de fer à voie standard (1 435 mm) part du port de Matarani, en passant par les villes de Mollendo, Arequipa, Juliaca, Pucará, Sicuani et Cuzco, avec des branches complémentaires vers Puno - reliée en 1874 - et Aguas Calientes au pied du Machu Picchu.
Cette ligne, qui permet la communication entre la côte et les montagnes, est d'une très grande importance stratégique dans le système de communication multimodal de la macro-région du sud, car c'est le moyen le plus efficace et le plus économique de transporter des marchandises lourdes sur de longues distances.

### Sports

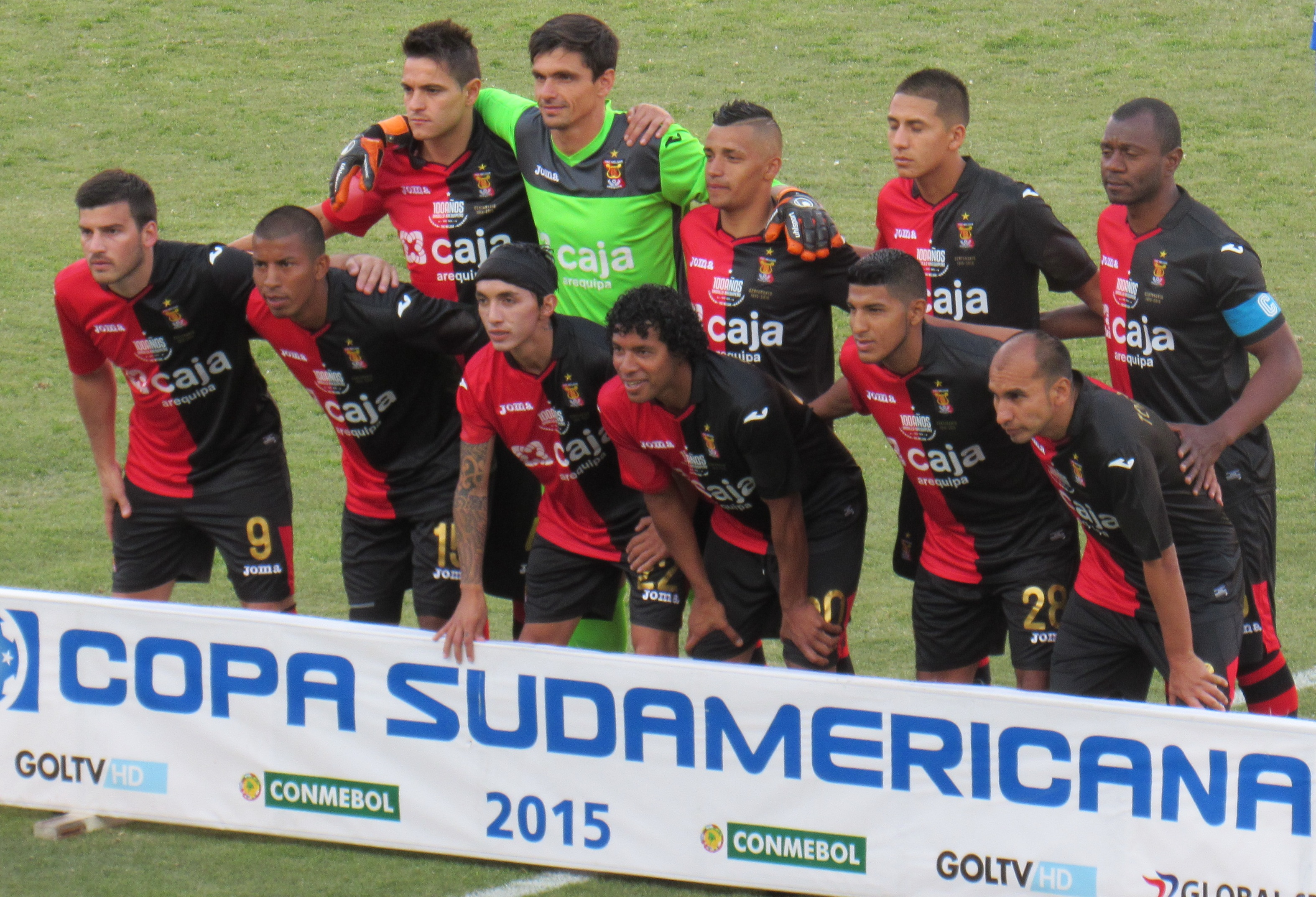
L'équipe du FBC Melgar en 2015.

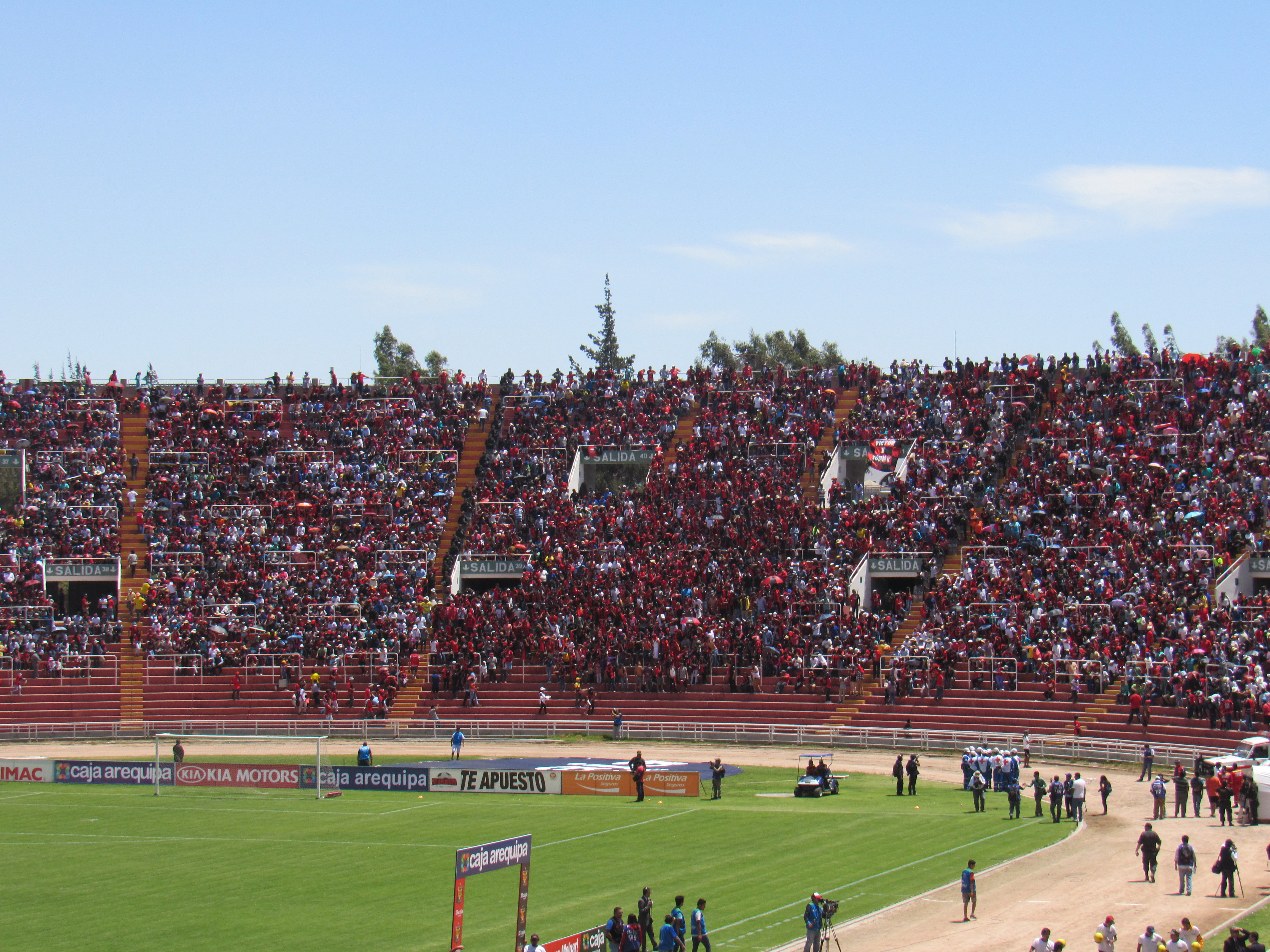
Le stade "Estadio Monumental de la UNSA".

#### Football
Le sport le plus populaire à Arequipa est le football, représenté par le club de football FBC Melgar qui était en 1981 le premier champion péruvien en dehors du département de Lima puisque le championnat péruvien est un tournoi décentralisé. Il y a onze clubs historiques qui jouent dans les compétitions classiques régionales et nationales.
| Clubs de football      |            |
| Équipe                 | Fondation  |
| Foot Ball Club Aurora  | 25/12/1916 |
| Deportivo Mistiano     | 7/10/1918  |
| Deportivo Temperley    | 1/1/1978   |
| Club Independencia     | 30/8/1912  |
| Club Internacional     | 22/07/1894 |
| León del Sur           | 29/7/1937  |
| FBC Melgar (*)         | 25/3/1915  |
| Foot Ball Club Piérola | 7/5/1922   |
| Sportivo Huracán       | 12/1/1927  |
| Association White Star | 15/8/1917  |
| Yanahuara              | 19/7/1931  |

(*) Seul club à jouer en ligue 1 et à jouer au stade "Monumental Unsa". Tous les autres clubs jouent en coupe nationale au stade "Mariano Melgar". 
Les grandes compétitions sportives ont lieu au stade universitaire national de San Agustín, au stade Mariano Melgar, au stade Los Palitos ou au stade Umacollo, parmi d'autres équipements destinés au sport répartis dans tous les districts.
| District                                  | Nom du stade principal                                               | Capacité (environ) |
| ----------------------------------------- | -------------------------------------------------------------------- | ------------------ |
| District de Alto Selva Alegre             | Complexe sportif « Arequipa »                                        | 500                |
| District de Arequipa                      | Stades Mariano Melgar, Monumental Virgen de Chapi et Monumental UNSA | 25000/60000        |
| District de Cayma                         | Municipal « La Tomilla »                                             | 5000               |
| District de Cerro Colorado                | Arturo Díaz Huerta                                                   | 3000               |
| District de Characato                     | José Carpio Alarcón                                                  | 1500               |
| District de Chiguata                      | « La Cofradía »                                                      | 500                |
| District de Jacobo Hunter                 | Juan Velazco Alvarado                                                | 1000               |
| District de José Luis Bustamante y Rivero | Simón Bolívar                                                        | 1000               |
| District de La Joya                       | Municipal de La Joya                                                 | 3000               |
| District de Mariano Melgar                | Complexe sportif « Maracaná»                                         | 500                |
| District de Miraflores (Arequipa)         | Serapio Barra « Los Palitos »                                        | 800                |
| District de Paucarpata                    | Máximo Carrasco Meza                                                 | 800                |
| District de Polobaya                      | Municipal de Polobaya                                                | 300                |
| District de Sachaca                       | Municipal de Sachaca                                                 | 2000               |
| District de Santa Rita de Siguas          | Municipal de Santa Rita de Siguas                                    | 300                |
| District de Socabaya                      | Camp sportif de Bellapampa                                           | 300                |
| District de Tiabaya                       | Municipal de Tiabaya                                                 | 500                |
| District de Uchumayo                      | Segundo Calderón Chávez-Congata                                      | 1500               |
| District de Vítor                         | Walter Vizcarra-Sotillo                                              | 400                |
| District de Yanahuara                     | Carlos Villanueva « Umacollo »                                       | 800                |
| District de Yura                          | « Olímpico » de Ciudad de Dios                                       | 500                |
| District de Quequeña                      | Gómez Córdova                                                        | -                  |

## Personnalités associées à Arequipa

### Personnalités nées à Arequipa

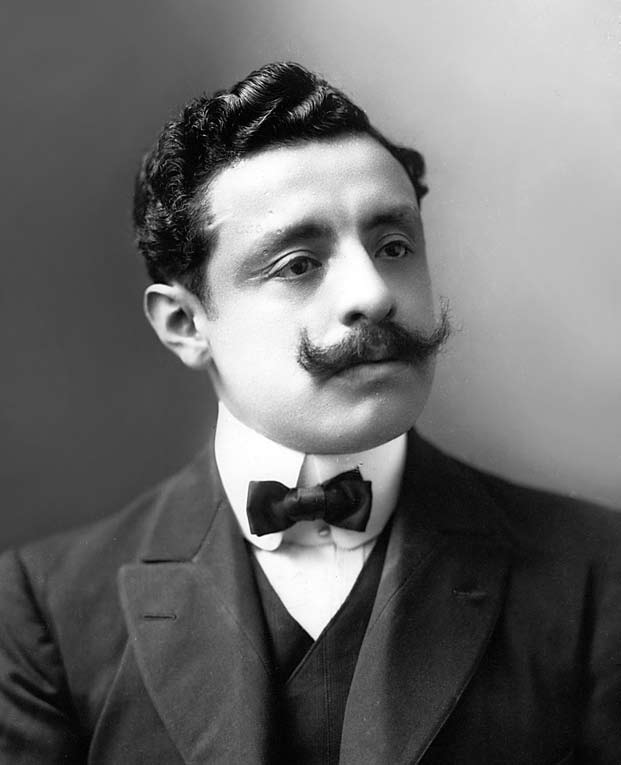
Pedro Paulet.

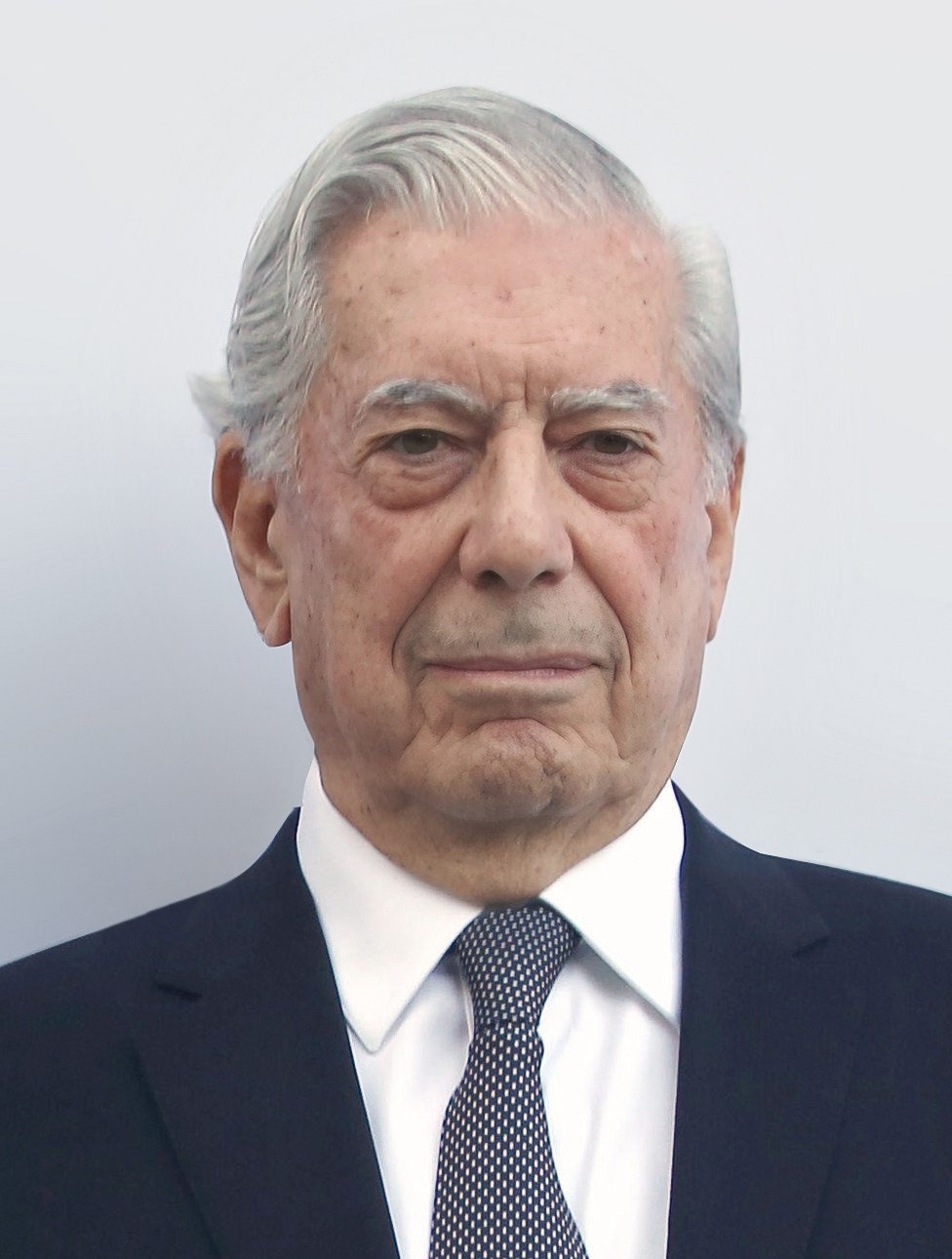
Mario Vargas Llosa.

- Anne des Anges Monteagudo (1602-1686) religieuse dominicaine du couvent Santa Catalina ;  bienheureuse de l'Église catholique.
- Hernando de Soto, économiste né en 1941 ;
- Mario Vargas Llosa, écrivain et homme politique né en 1936, mort en 2025 à Lima ;
- Alfredo Rodríguez Ballón (es) (1906-1933), pilote péruvien qui a donné son nom à l'aéroport international ;
- Pedro Paulet (1874-1945), né dans le district de Tiabaya, Arequipa. Ingénieur péruvien, pionnier de l'astronautique et de l'ère spatiale. Le scientifique allemand Wernher von Braun le considère comme le « Père de la science moderne des fusées ». Il fut le constructeur du premier moteur de fusée à ergols liquides[129].
- Victor Andrés Belaúnde (es) (1883-1966), avocat, 13e et 14e Président de l'Assemblée générale des Nations unies en 1958 et 1959.
- Alex Olmedo, joueur de tennis, classé premier mondial en 1959 (1936-2020).
- Mariano Eduardo de Rivero y Ustariz (es), scientifique péruvien le plus notable du XIXe siècle (1798-1857).
- Everardo Zapata Santillana (es), né en 1926, enseignant, auteur du best-seller « Coquito » pour enfants (méthode pour apprendre à lire et écrire). Initialement publié en 1955 à Arequipa, il est aujourd'hui utilisé dans 11 pays d'Amérique et en Espagne.
- Honorio Delgado, psychiatre né à Arequipa (1892-1969).
- Oswaldo Reynoso (es), écrivain (1931-2016).
- Mariano Melgar (es), poète (1790-1815).
- Víctor Hugo Rivera (né en 1967), arbitre international de football, maire d'Arequipa (2023-2026).

### Personnalités liées à Arequipa
- Flora Tristan, entre 1833 et 1834, l'écrivaine franco-péruvienne Flora Tristan visita Arequipa dans le but de rencontrer sa famille paternelle (Flora Tristan était la fille du diplomate péruvien Mariano Tristán y Moscoso). En 1838, elle publia à Paris les souvenirs de son voyage sous le titre Pérégrinations d'une paria. Elle décrit dans ce livre la réalité aréquipénienne de cette époque.
- Harriet Monroe (1860-1936), poétesse et éditrice américaine morte accidentellement à Arequipa.
- Juan de Goyeneche y Aguerrevere (1741-1812).

## Villes jumelées
Les villes jumelées avec Arequipa sont les suivantes :
1. Charlotte (Caroline du Nord), (Caroline du Nord, États-Unis) (depuis 1962)[131]
2. Maui (Hawái, États-Unis)[132]
3. Corrientes (ville) (Province de Corrientes, Argentine), (depuis 1992)
4. Arica (Chili) (Chili) (depuis 2005)
5. Iquique (Chili)[133]
6. Valparaíso (Chili)[134]
7. Canton (Chine) (Chine)
8. Zibo (Chine)
9. São Paulo (État de São Paulo, Brésil)
10. Ponta Grossa (Paraná) (Brésil)
11. Lins (État de São Paulo, Brésil)
12. El Tocuyo (Venezuela)
13. Biella (Italie), (depuis 1979)
14. Florence (Italie), (depuis 2008)[135],[136]
15. La Paz (Bolivie), (depuis 1989)
16. Vancouver (Colombie-Britannique, Canada)[137]
17. Monterrey (Nuevo León, Mexique), depuis 2006
18. Puebla (Puebla (État), Mexique), depuis 2006
19. Morelia (ville) (Michoacán, Mexique)
20. Guanajuato (Guanajuato (État), Mexique) (depuis 2004)[138]
21. Popayán (Cauca (département), Colombie)

### Bibliographie

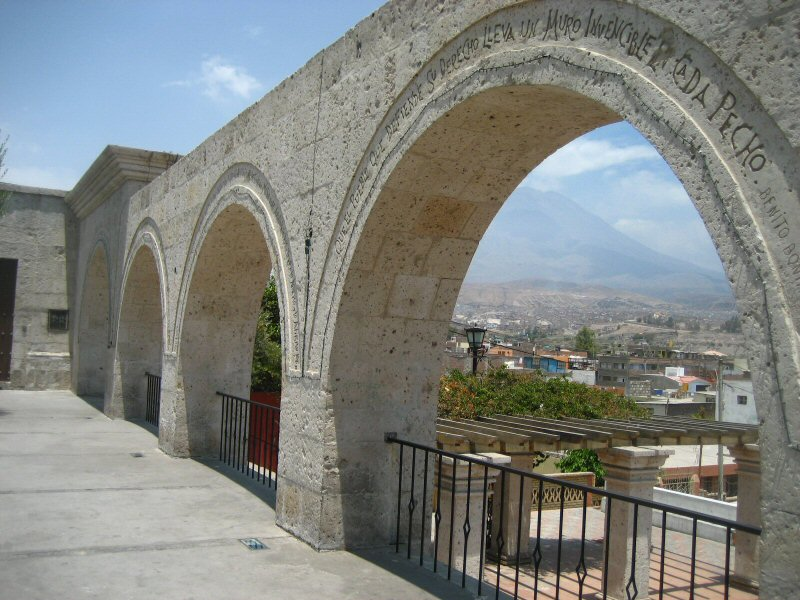
El Misti et la ville depuis le quartier de Yanahuara.
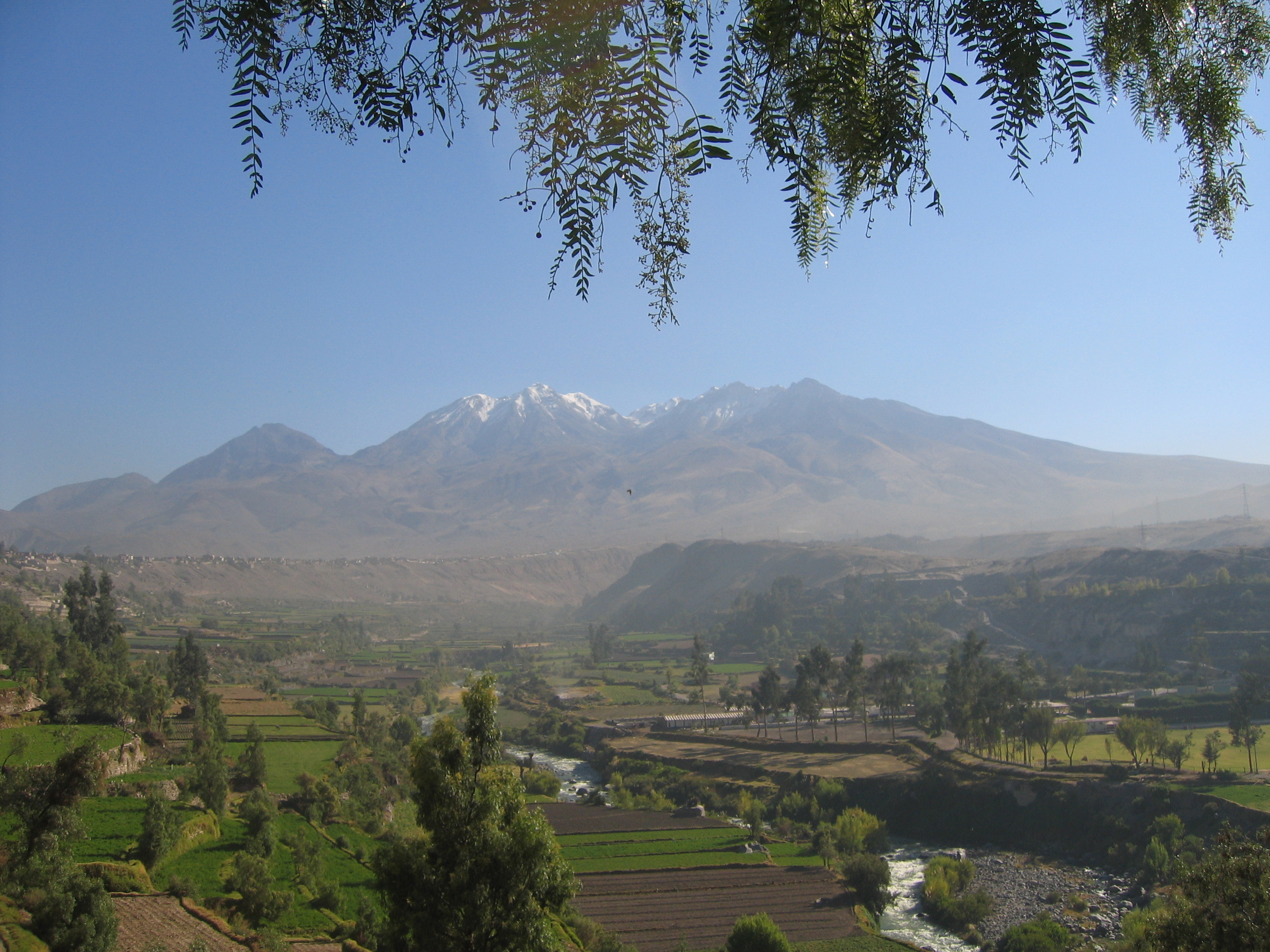
Vallée de la rivière Chili.
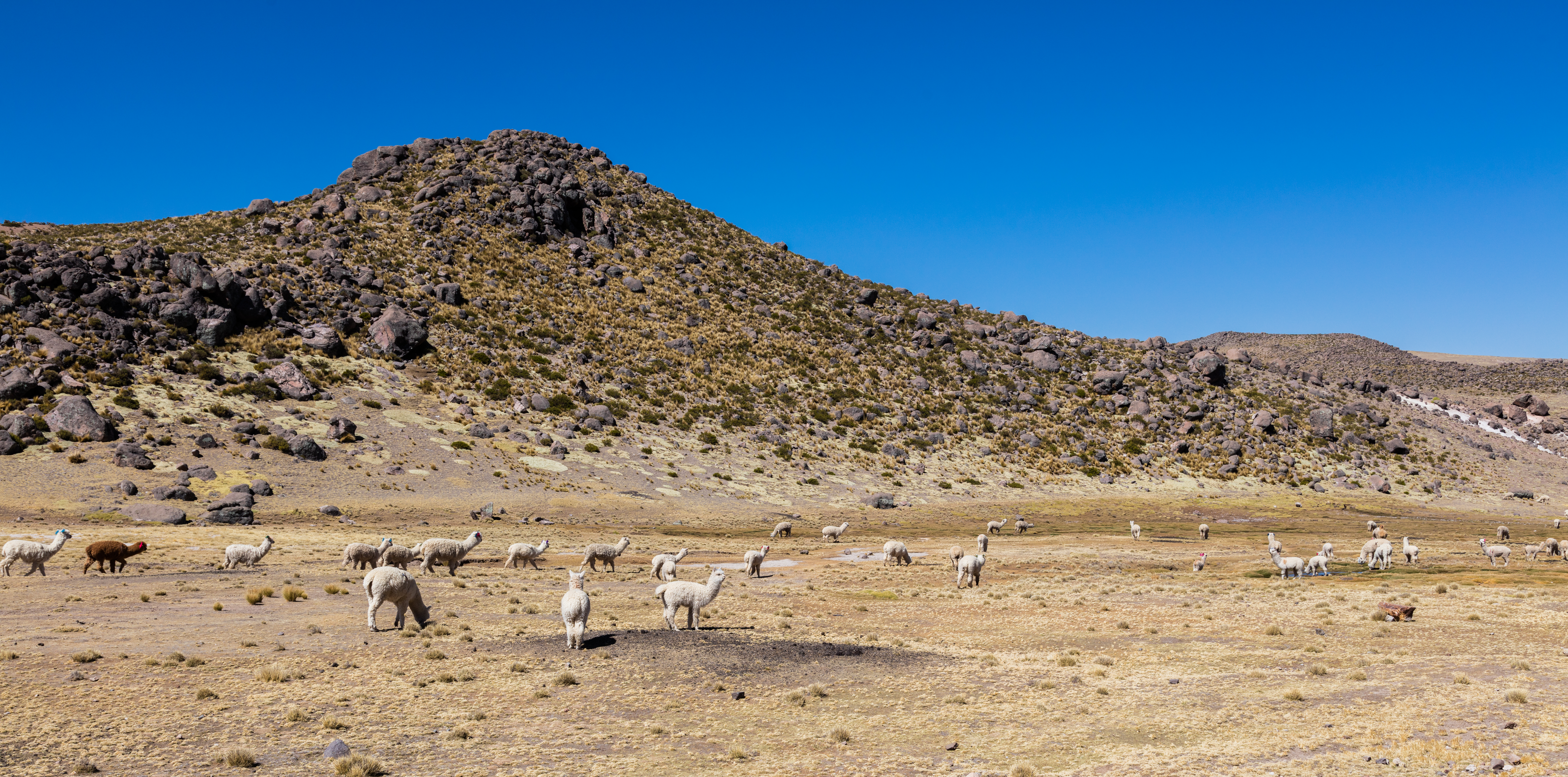
Vigognes dans la réserve nationale de Salinas.